# Waldshut-Tiengen

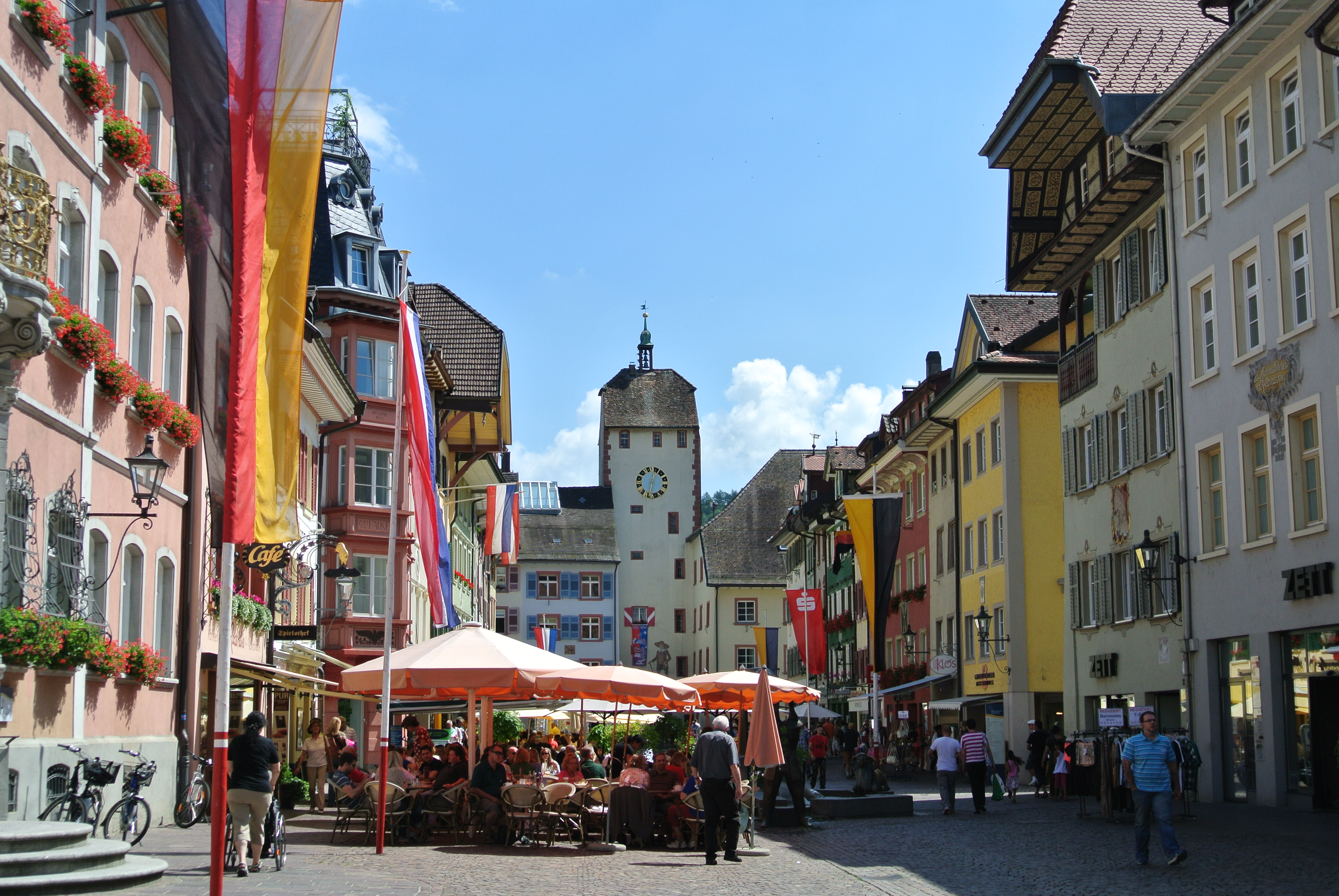
Die Waldshuter Kaiserstraße mit Blick auf das Obere Tor. Am linken Bildrand ist das Rathaus zu sehen

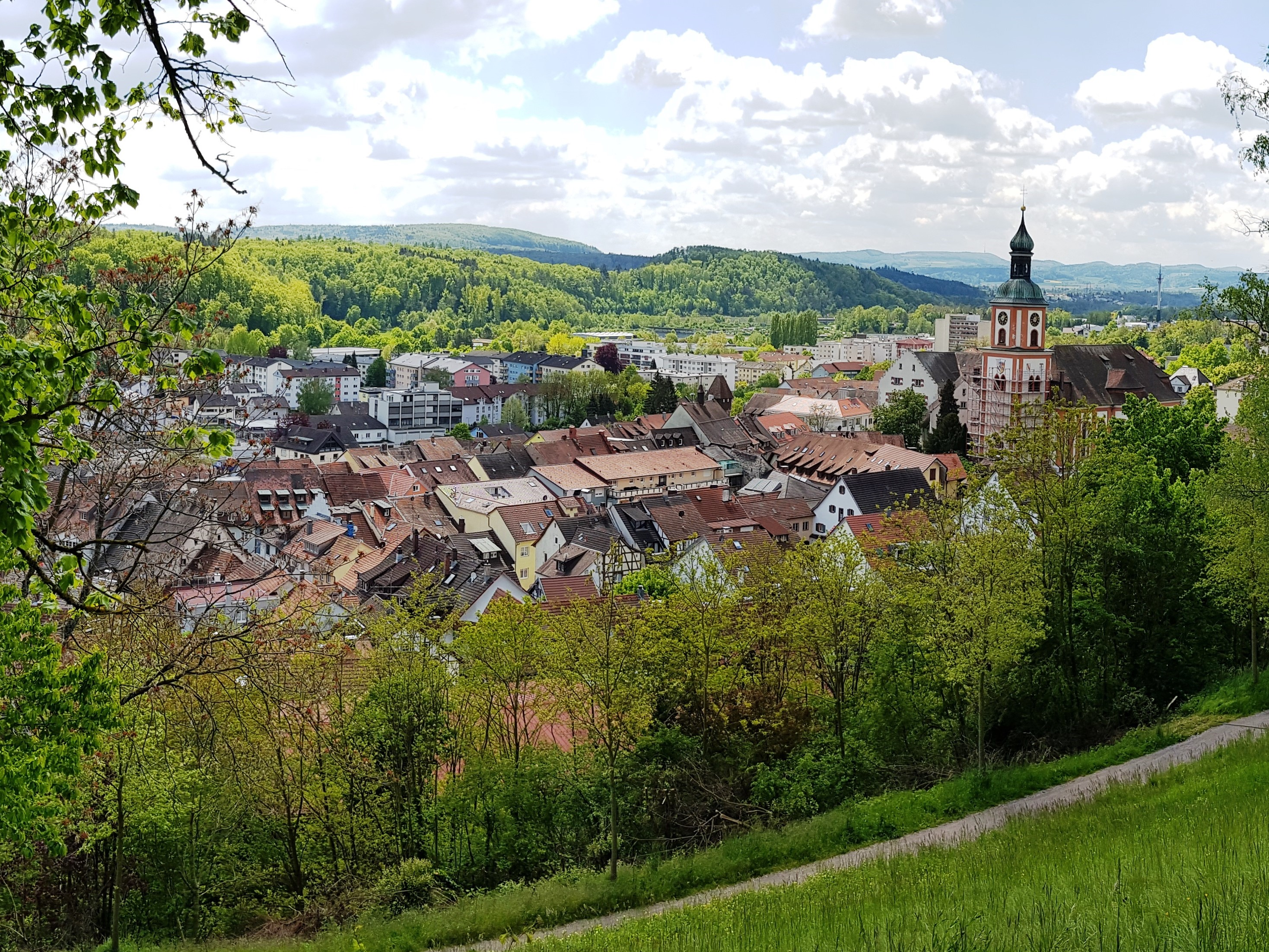
Blick vom Vitibuck auf Tiengen mit dem Schloss Tiengen und der katholischen Pfarrkirche Mariä Himmelfahrt

Waldshut-Tiengen (Ausspracheⓘ, alemannisch Waldshuet-Düenge) ist eine Doppelstadt im Südwesten Baden-Württembergs unmittelbar an der Schweizer Grenze. Sie ist Kreisstadt und zugleich die größte Stadt des Landkreises Waldshut und ein Mittelzentrum für die umliegenden Gemeinden.

## Geografie

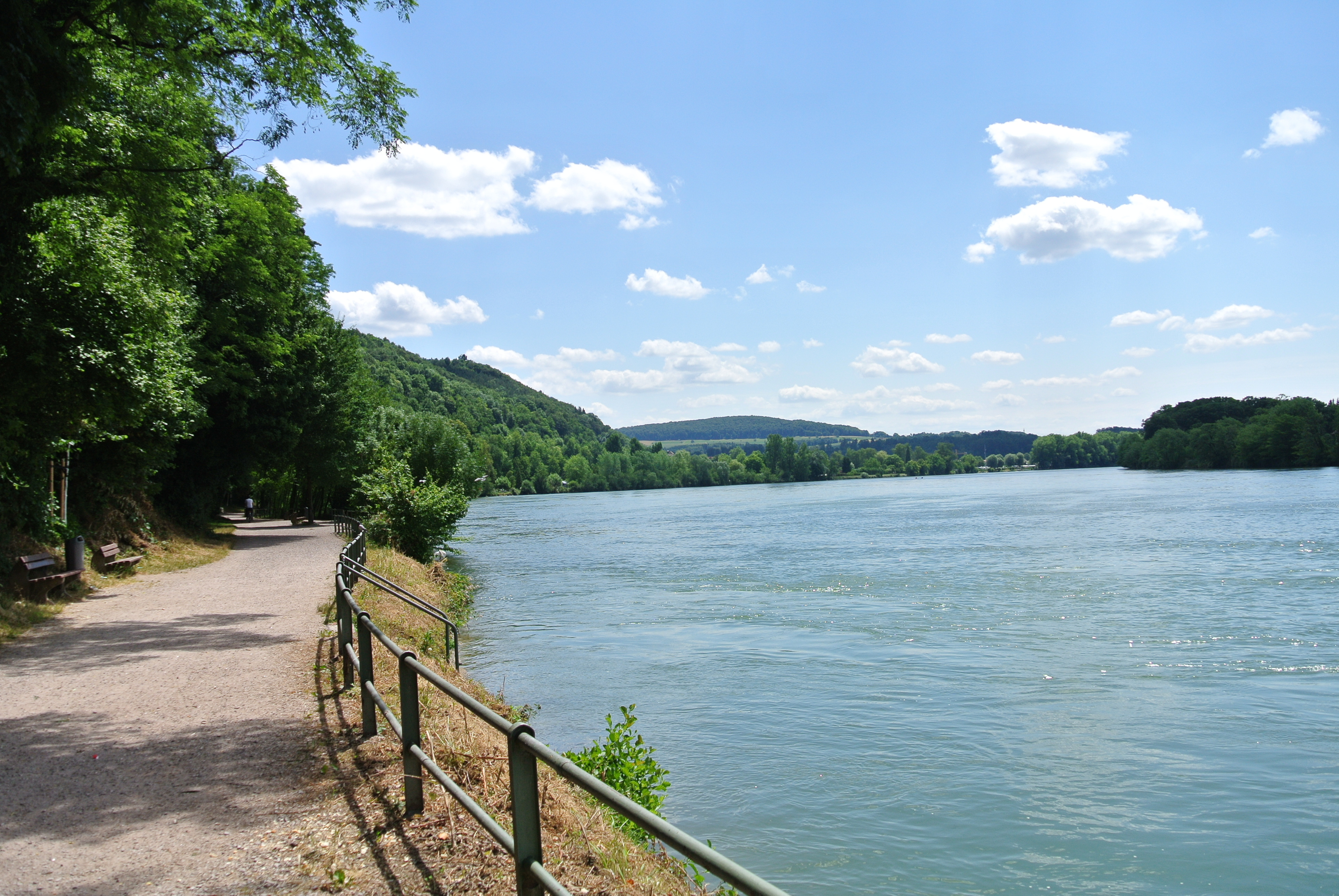
Das Rheinufer bei Waldshut

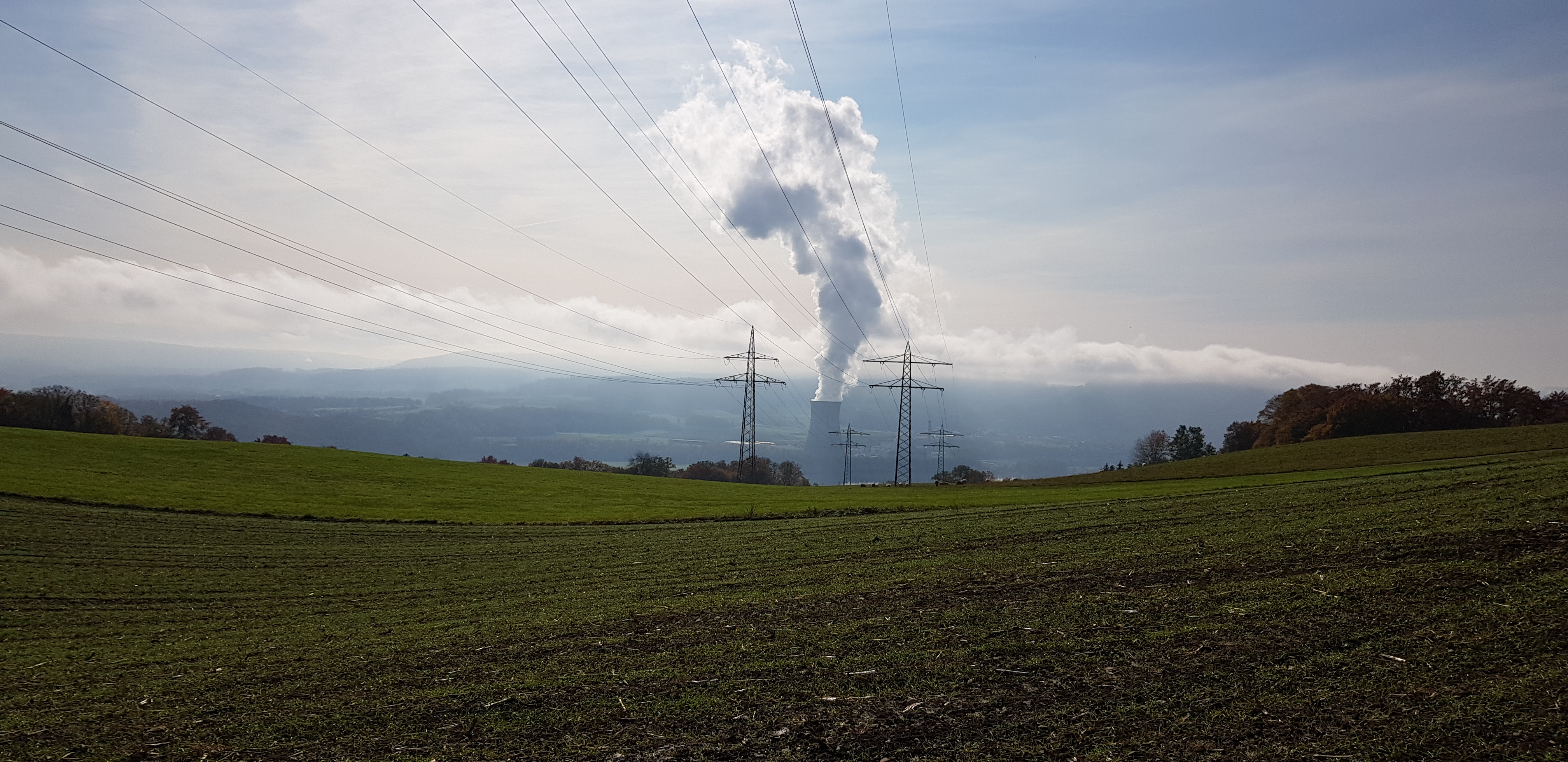
Blick ins Tal vom Eschbacher Wasserschloss aus mit dem Kernkraftwerk Leibstadt (Schweiz) im Hintergrund.

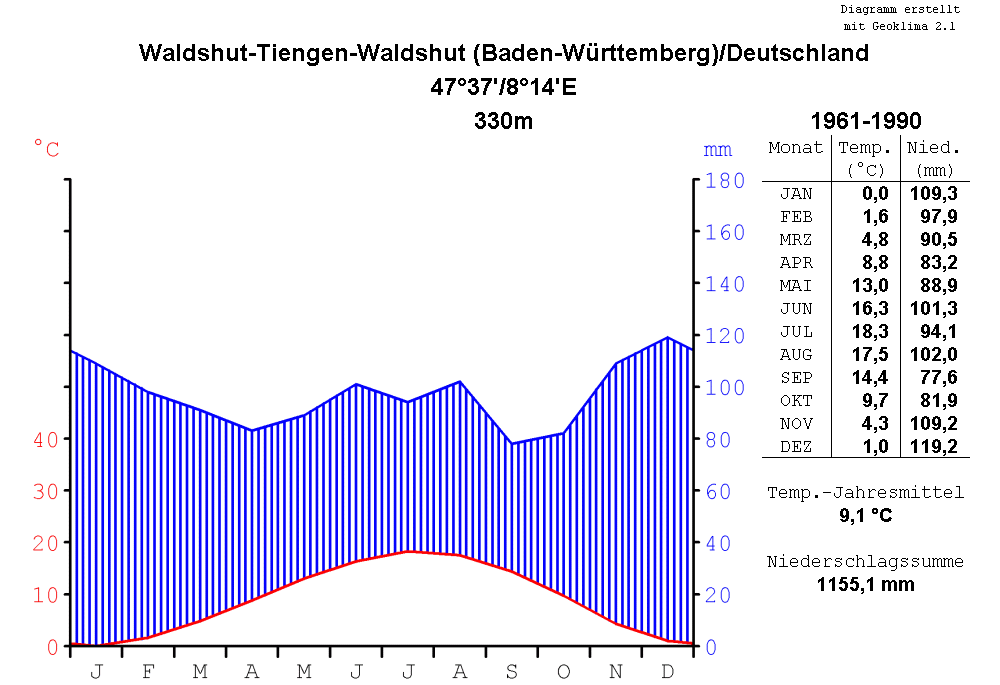
Klimadiagramm Waldshut-Tiengen

### Lage
Waldshut-Tiengen liegt am Hochrhein, der in diesem Abschnitt durch das Kraftwerk Albbruck-Dogern deutlich aufgestaut ist. Seine nördlichen Ortsteile ragen in den südlichen Schwarzwald hinein. Die Waldshuter Kernstadt liegt etwa zwei Kilometer nordwestlich der Einmündung der Aare in den Rhein, an der Grenze zum Schweizer Kanton Aargau. Die Aare ist der wasserreichste Zufluss des Rheins auf seiner gesamten Strecke.
Tiengen liegt nahe der Einmündung der Wutach in den Rhein am Übergang in den Klettgau. Neben der Wutach sind noch die Flüsse Steina und Schlücht zu nennen, die im Stadtgebiet in die Wutach münden. Daher wurde Tiengen früher auch als „Viertälerstadt“ bezeichnet.
Waldshut-Tiengen ist Teil des Naturparks Südschwarzwald. Waldshut und Tiengen liegen in naturbedingten Englagen. Eine beliebige Stadterweiterung und Neubebauung stößt daher auf natürliche Grenzen, so begann man in Waldshut mit dem Neubau eines Stadtteiles auf dem Aarberg, in Tiengen auf dem Vitibuck.

### Topografie und Geologie
Die Landschaft (Südwestdeutsches Stufenland) grenzt mit dem Rhein (Grundwasserrinne) an das Schweizer Mittelland und ist durch die Gletscher und Schmelzwässer der Eiszeit geprägt worden (Urdonau), während das Gebiet des Schwarzwalds (Hotzenwald) ein Grundgebirge des Kambrium ist. Teils treten auch die Schichten des Trias (Muschelkalk, ehemaliger Gipsabbau bei Tiengen) zu Tage. Es fand auch eine erfolgreiche Geothermiebohrung Waldshut-Tiengen zur Ergründung von Thermalwasser statt. 
Bis zum Ende der Riß-Kaltzeit vor rund 200.000 Jahren floss der Ur-Rhein von Schaffhausen westlich durch den Klettgau (Klettgaumulde). Das frühere Flussbett wurde mit Alpenschotter mit seltenen Errastrischen oder Juranagelfluhblöcken und Alpenkies (Molasse) aufgefüllt. Ein weiteres Relikt davon ist die „Klettgaurinne“, ein großes Grundwasservorkommen, ein Grundwasserleiter ähnlich dem des Oberrhein-Aquifer, aus dem unter anderem die Kommunen Klettgau, Wutöschingen, Lauchringen und Waldshut-Tiengen ihr Trinkwasser beziehen. 

Die Schichten des Waldshuter Mühlsandsteins liegen unmittelbar auf einer eisenführenden Gneisschicht des Grundgebirges auf. Dieses Grundgebirge wird von einem Deckgebirge des Buntsandstein überlagert. Die Schichten des Deckgebirges setzen sich aus dem oben liegenden roten Tonstein der Röt-Formation, darunter liegendem tonigen, roten und violetten Sandstein mit Karneol – einer gebänderten Varietät des Chalcedons – und unten liegendem groben Mühlsandstein zusammen. Der Hochrhein liegt in Zone 2 der aktiven Erdbeben Deutschlands. 

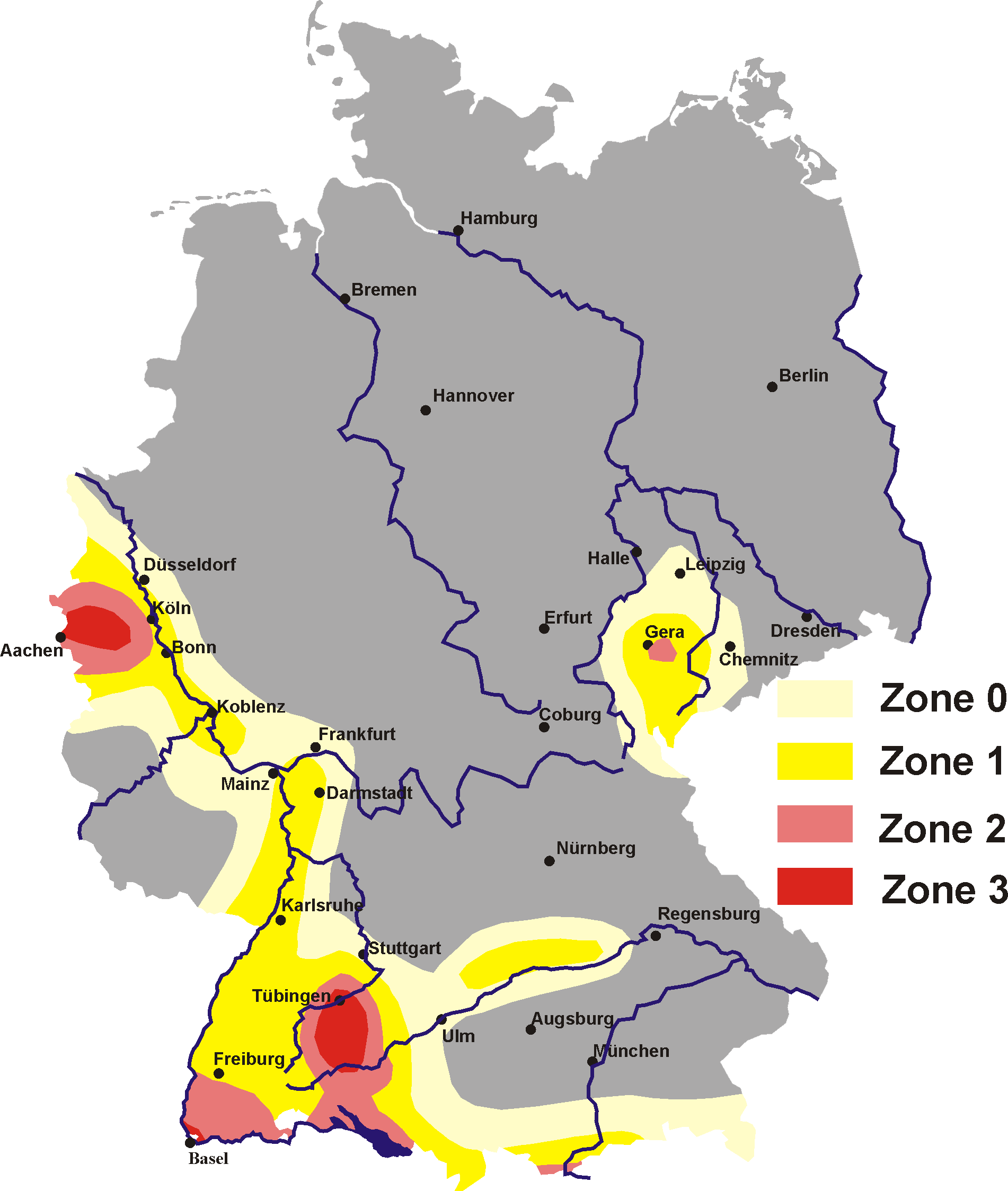
Die Erdbebenzonen am Hochrhein

### Klima
Der Jahresniederschlag liegt bei 1155 mm.

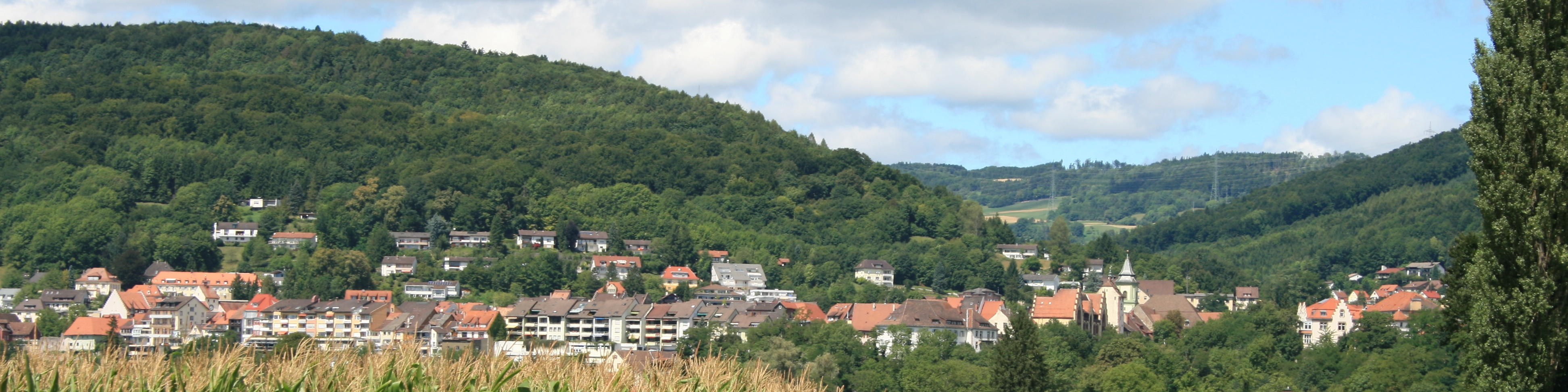
Blick von Full-Reuenthal (über den Rhein) auf Waldshut und das Schmitzinger Tal

### Nachbarstädte und -gemeinden
Die folgenden Städte und Gemeinden grenzen an die Stadt Waldshut-Tiengen (im Uhrzeigersinn, beginnend im Westen):

Dogern, Albbruck, Dachsberg, St. Blasien, Weilheim, Ühlingen-Birkendorf, Wutöschingen, Lauchringen und Küssaberg (alle Landkreis Waldshut) sowie jenseits des Rheins Koblenz, Leuggern und Full-Reuenthal (alle Kanton Aargau/Schweiz).

### Stadtgliederung
Das Stadtgebiet von Waldshut-Tiengen besteht aus den beiden Kernstädten Waldshut und Tiengen/Hochrhein und den im Rahmen der Gemeindereform in diese beiden ehemaligen Städte eingegliederten bzw. mit diesen beiden Städten zusammengeschlossenen ehemaligen neun Gemeinden Aichen (mit Gutenburg), Breitenfeld, Detzeln, Eschbach, Gurtweil, Indlekofen, Krenkingen, Oberalpfen und Waldkirch (mit Gaiß und Schmitzingen).
Zu Waldshut-Tiengen zählen der Stadtteil Homburg und der Hasenhof bei Breitenfeld (der Weiler Ettikon mit dem nahen Lauffen gehört zum Ortsteil Kadelburg der Gemeinde Küssaberg). Für alle neun ehemals selbständigen Gemeinden wie auch für den zur Gemeinde Waldkirch gehörenden Ortsteil Schmitzingen wurden Ortschaften im Sinne der baden-württembergischen Gemeindeordnung eingerichtet; das heißt, sie haben jeweils einen von den Wahlberechtigten bei jeder Kommunalwahl neu zu wählenden Ortschaftsrat, mit einem Ortsvorsteher als Vorsitzendem.
Die Namen der Ortschaften sind identisch mit den Namen der früheren Gemeinden bis auf Aichen-Gutenburg (für das Gebiet der ehemaligen Gemeinde Aichen), Gaiß-Waldkirch (für die beiden Wohnbezirke der ehemaligen Gemeinde Waldkirch) und Schmitzingen (ehemals zur Gemeinde Waldkirch gehörend). Die Zahl der Ortschaftsräte beträgt in allen Ortschaften sechs, in Gurtweil jedoch zehn.

### Raumplanung
Waldshut-Tiengen bildet ein Mittelzentrum im Bereich des Oberzentrums Lörrach/Weil am Rhein, zu dessen Mittelbereich die meisten Städte und Gemeinden des Landkreises Waldshut (mit Ausnahme von sieben Gemeinden im Raum Bad Säckingen) gehören. Darüber hinaus gibt es grenzüberschreitende Verflechtungen mit den Kantonen Aargau, Schaffhausen und Zürich in der Schweiz.

## Geschichte von Waldshut

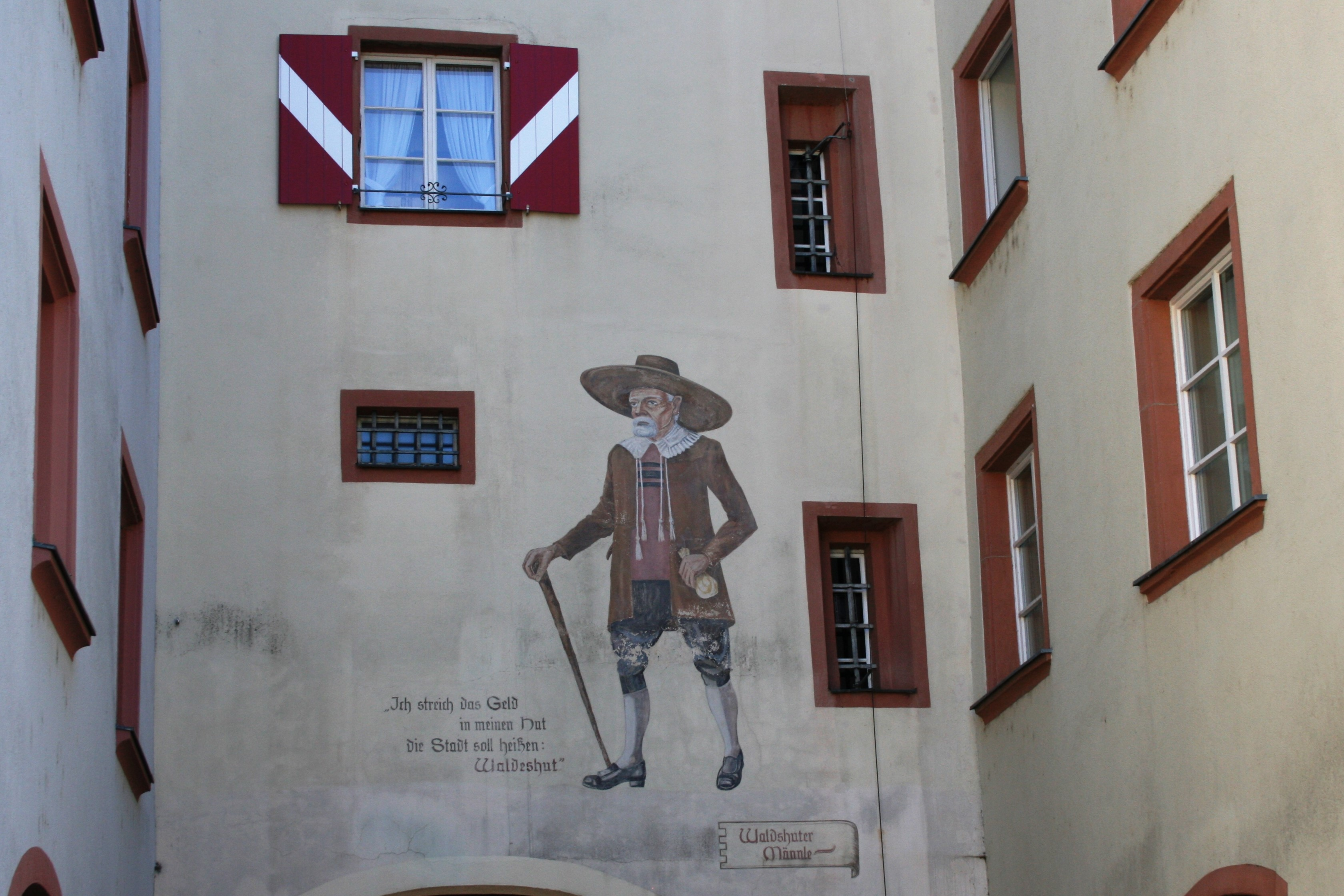
Das sogenannte
„Waldshuter Männle“, welches nach 1468 durch ein Ehrenwappen mit dem Habsburger Löwen ergänzt wurde

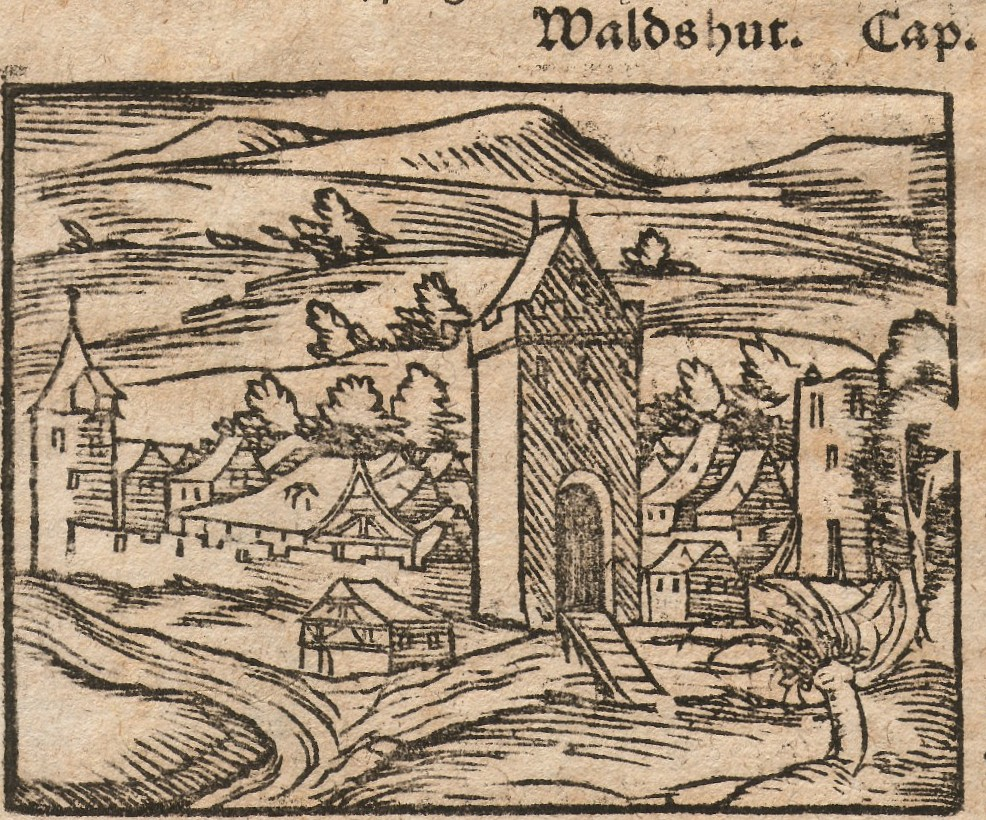
Waldshut um 1580

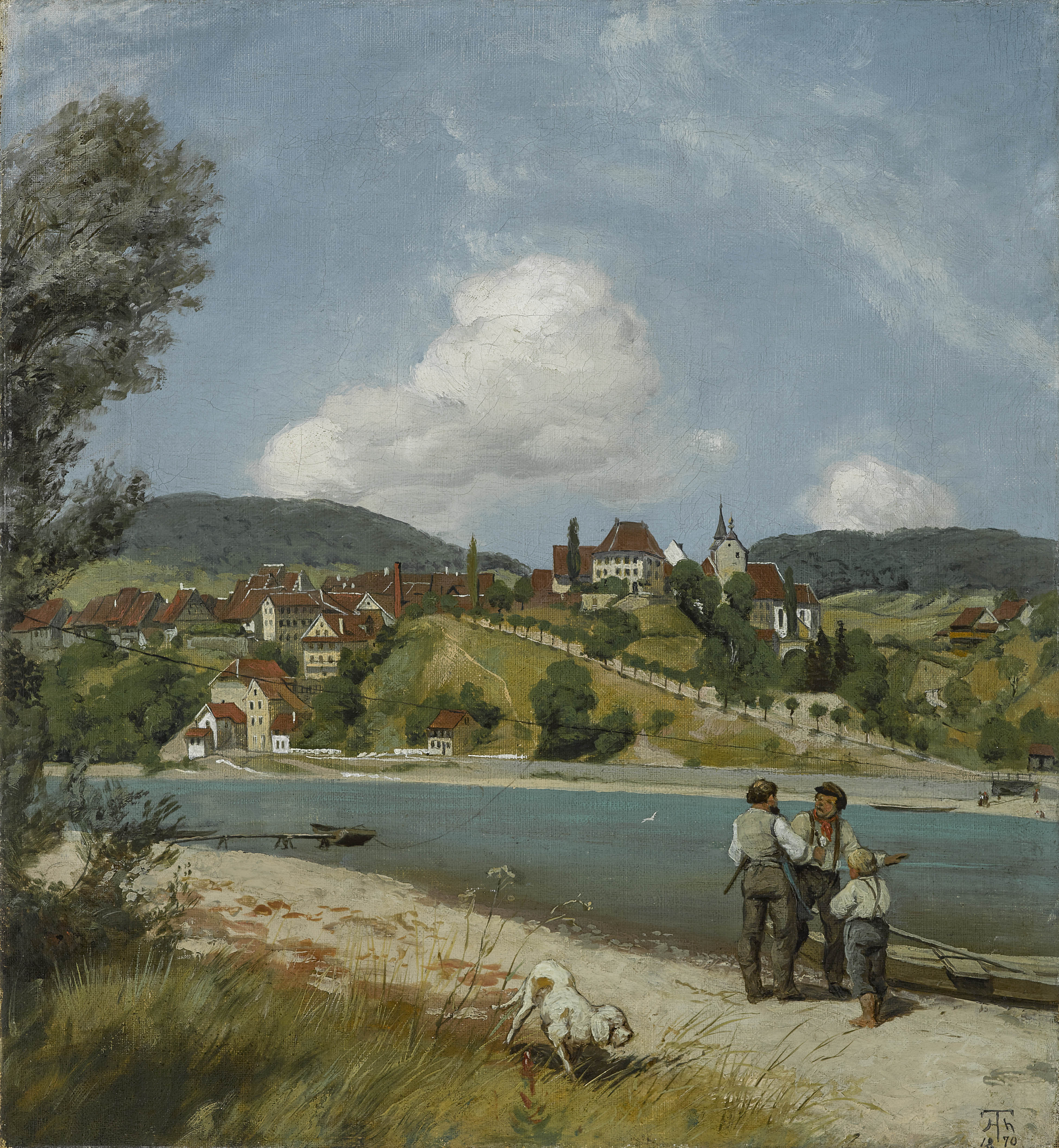
Hans Thoma: Waldshut 1870

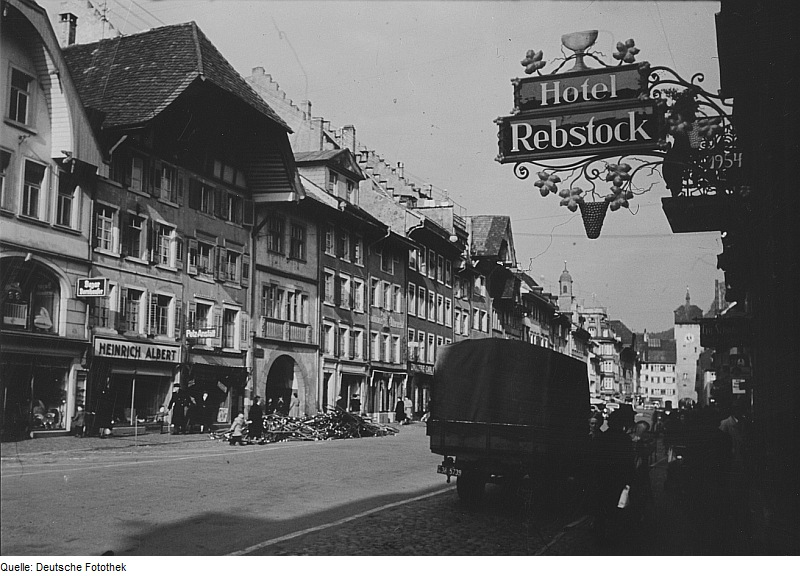
Kaiserstraße mit dem Oberen Tor in den 1950er Jahren

### Gründung der Stadt
Die erste mittelbare Erwähnung des Ortes Waldshut fand sich in einer 1256 im Kloster St. Blasien ausgestellten Schlichtungsurkunde, in der ein Arnoldo scultheto in Waldishuote aufgeführt wurde. Der Freiburger Historiker Eugen Hillenbrand vermutet eine Gründung im Kontext der Politik der Grafen von Habsburg nahe der Mitte des 13. Jahrhunderts. Das erste Siegel der Stadt von 1277 mit der Umschrift Sigillum civium in Waldishut zeigte einen Waldhüter, das sogenannte »Waldshuter Männle«, welches nach 1468 durch ein Ehrenwappen mit dem Habsburger Löwen ergänzt wurde.
An den Osterfeiertagen 1298 rüstete Herzog Albrecht über zwei Wochen sein Heer vor der Entscheidungsschlacht mit Adolf von Nassau in der Stadt. Der gesamte Proviant des Heeres wurde im erstmals erwähnten Waldshuter Rheinhafen auf 30 große Schiffe verladen. 1349 wurde ein Pestpogrom an der jüdischen Gemeinde der Stadt verübt. Die Waldshuter Rheinbrücke fiel 1375 einem Teil der in den Aargau ziehenden Gugler zum Opfer. – Das Kloster Königsfelden erhielt als Kompensation für die durch die Gugler verursachten Schäden unter anderem den Kirchensatz von Nieder-Waldshut.
Die Stadt erhielt 1380 von König Wenzel das Privileg eines besonders weitgefassten Asylrechts. Unter den zahlreichen bis 1496 erhaltenen und immer wieder bestätigten Privilegien der Stadt gab es zuvor schon 1358, 1361 und 1363 Privilegien zum Asylrecht. In der Schlacht von Sempach fiel 1386 der Waldvogt Rudolf von Schönau mit weiteren Angehörigen des Waldshuter Adels und Knechten aus der Stadt.
1388 beteiligte sich ein Waldshuter Kontingent, das die Schlacht bei Näfels verpasst hatte, an der Verteidigung von Rapperswil. Im Jahre 1411 verließen die letzten Bürger der einst bedeutenden jüdischen Gemeinde im Vorfeld der Wiener Gesera die Stadt. Die Stadt Waldshut verlor 1415 ihre südlichen Verwaltungsbezirke aufgrund der Eroberung des Aargaus durch die Eidgenossen. Die Waldshuter Münzprägungen wurden in Zürich verrufen. Hussitisch gesinnte Bürger der Stadt wurden verfolgt und verbrannt. Schäden entstanden 1444 durch eine sechswöchige Einquartierung der Armagnaken, zu deren Kompensation die Stadt im Jahr darauf das Privileg des nunmehr zweimal jährlich stattfindenden Marktes erhielt.
Im Waldshuterkrieg wurde die Stadt 1468 sechs Wochen lang von den Eidgenossen beschossen und belagert. An dieses Ereignis erinnert das jährlich begangene Stadtfest, die Waldshuter Chilbi. 1469 wurden die Waldstädte (Waldshut, Laufenburg, Säckingen und Rheinfelden), die habsburgischen Besitzungen im südlichen Elsass sowie die Stadt Breisach pfandweise an das Herzogtum Burgund abgetreten. Fünf Jahre später stieg der Hauptmann von Waldshut Wilhelm Herter von Hertneck in den Burgunderkriegen zum politischen und militärischen Führer der Niederen Vereinigung auf. Ein großer Stadtbrand vernichtete 1492 auf etwa 40 % der Stadtfläche 182 Häuser. Provokationen der in Waldshut stationierten Landsknechte trugen 1499 zum Ausbruch des Schwabenkrieges bei.

### Reformation, Dreißigjähriger Krieg und frühe Neuzeit

#### Die Wiedertäufer
Die Stadtbewohner schlossen sich 1524 mehrheitlich der Reformation an. 1525 setzte sich unter dem Pfarrer der Oberen Kirche, Balthasar Hubmaier, die täuferisch gesinnte Richtung durch; mit unterschiedlichen Verbündeten scheiterte sie mit ihrem Vorhaben, ihren Weg gegen die Provinzregierung in Ensisheim durchzusetzen. Die Stadt verlor auf lange Zeit wichtige Privilegien. Die täuferischen und die reformierten Bürger wurden enteignet und aus der Stadt gewiesen. Erzherzog Ferdinand von Österreich, in Waldshut vertreten durch Veit Suter und Marx Sittich von Ems, verbündete sich 1529 mit den eidgenössischen katholischen Orten im Waldshuter Vertrag gegen die reformierten eidgenössischen Kantone.
Die Stadt Waldshut verweigerte 1534 die Zahlung des Zehnten an Bern. Auf Berner Kriegsdrohungen hin wurden 900 Vorarlberger Landsknechte in die Stadt verlegt. 1611 forderte eine Pestepidemie 568 Opfer. 1612 besetzten aufständische Hauensteiner die Stadt und plünderten die städtische Waffenkammer. Die Stadt wurde 1633 im Dreißigjährigen Krieg dem Rheingrafen Johann Philipp von Salm-Kyrburg-Mörchingen patronieret (= besetzt). Die Rückeroberung erfolgte im Oktober durch die Truppen des Herzogs Gómez Suárez de Figueroa, duque de Feria und General Johann von Aldringen. Der Feldmarschall Hannibal von Schauenburg war bereits am 1. April in Waldshut eingetroffen und auch zwischenzeitlich im Breisgau zugange, allerdings war er im Juni wieder in Waldshut, so dass die Kirchhofener vergeblich seine Hilfe erwarteten. Im folgenden Jahr 1634 wurde die Stadt von Bernhard Schaffalitzky von Muckadell acht Wochen lang für den Herzog von Württemberg Eberhard III. bis zur Entsatzung durch den Landsturm besetzt.
1638 leitete die erneute Einnahme der Stadt durch ein Kommando im Auftrag von Bernhard von Weimar eine zwölf Jahre dauernde Unterstellung unter schwedisch-französisches Besatzungsrecht ein. 1677 wurde Waldshut nach der französischen Besetzung Freiburgs bis 1698 Sitz der vorderösterreichischen Regierung. 1689 wurde die von den Bewohnern verlassene Stadt (sie hatten sich auf das andere Rheinufer abgesetzt) im Pfälzer Erbfolgekrieg von einer Militärexpedition der französischen Festung Hüningen kurzfristig besetzt.

#### Spanischer Erbfolgekrieg
Im Spanischen Erbfolgekrieg von 1701 wurde Waldshut für neutral erklärt und durch eidgenössische Regimenter gegen Angriffspläne der mit den Franzosen verbündeten Kurbayern unter Johann Baptist von Arco gesichert. Zwischen 1713 und 1715 wurde Waldshut nach der Eroberung Freiburgs durch den Duc de Villars erneut Sitz der vorderösterreichischen Regierung. 44 Häuser, darunter das (erst 1766 wieder errichtete) Rathaus, brannten bei einem erneuten Stadtbrand 1726 ab.

#### Österreichischer Erbfolgekrieg
1744 wurde die Stadt im Österreichischen Erbfolgekrieg von den Franzosen unter Armand Fouquet de Belle-Isle besetzt und bis Anfang 1745 dem Kurfürstentum Bayern zugeschlagen. Für wenige Monate bis in den Winter wurde Waldshut erneut Sitz der vorderösterreichischen Regierung.

#### Salpetererunruhen
Die Stadt wurde in diesen Monaten durch aufständische Salpeterer erfolglos bestürmt. 1796 wurden die Revolutionstruppen unter General Moreau mit einem Freiheitsbaum empfangen. Beim Rückzug über Waldshut wurde der französische Tross von österreichischen Chevaulegers und Freicorps angegriffen. Ein erneuter Durchzug der Franzosen erfolgte im Jahr 1800.

### 19. Jahrhundert
Der Breisgau und die Ortenau wurden 1801 infolge des Friedens von Lunéville und des Friedens von Amiens Ercole III. d’Este, dem exilierten Herzog von Modena, zugesprochen. Das vor der Stadt liegende Kapuzinerkloster ging in den Besitz des Fürstentums Heitersheim über. Ein Teil der Oberen Kirche wurde 1804 abgebrochen und zur Stadtpfarrkirche Liebfrauen erweitert. Waldshut und sein Kapuzinerkloster gelangten 1805 nach dem Frieden von Pressburg mit dem Breisgau an Baden. 1813 schmiedete das Waldshuter Komitee, ein Zusammenschluss reaktionärer Exilschweizer, ein Komplott gegen die helvetische Republik.
Friedrich Frey-Herosé eröffnete 1825 eine chemische Fabrik zur Erzeugung von Schwefelsäure im ehemaligen Kapuzinerkloster, die bis 1834 Bestand hatte. 1837 wurden die Zünfte aufgehoben; das eingezogene Vermögen wurde zur Gründung der Waldshuter Gewerbeschule verwendet. Die mit der demokratischen Bewegung sympathisierende Stadt wurde 1848 durch Württembergisches Militär besetzt. Der Republikaner Kaspar Stützle wurde 1849 zum Bürgermeister gewählt und nach der Besetzung der Stadt durch preußisches Militär abgesetzt. Die Bahnlinie Basel–Waldshut wurde 1865 eröffnet. Sieben Jahre später wurde die Verbindung nach Konstanz eingeweiht. Ein breiter Teil des Bürgertums schloss sich 1873 der Altkatholischen Bewegung an.

### 20. Jahrhundert
Mit der Novemberrevolution 1918 konstituierte sich ein bürgerlich geführter Arbeiter- und Soldatenrat. Der Einzug der Franzosen entmachtete 1945 das lokale NS-Regime. 1975 entstand in einer weiteren Phase der ab 1971 begonnenen Gemeindereform die Große Kreisstadt Waldshut-Tiengen.

## Geschichte von Tiengen

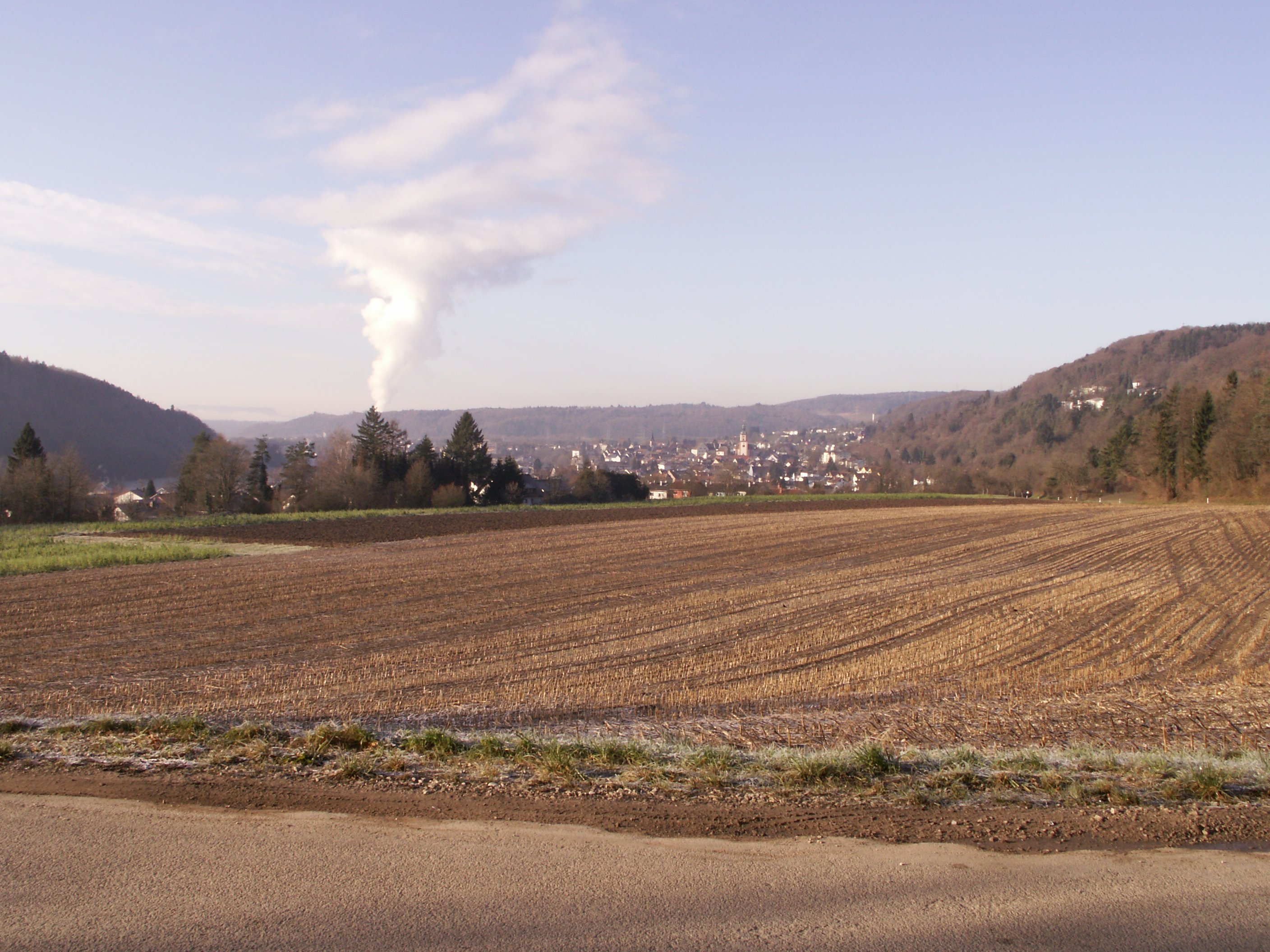
Blick auf Tiengen von Osten in Richtung Waldshut: links der Bürgerwald, rechts der Vitibuck, im Hintergrund die Dampffahne des Kernkraftwerks Leibstadt

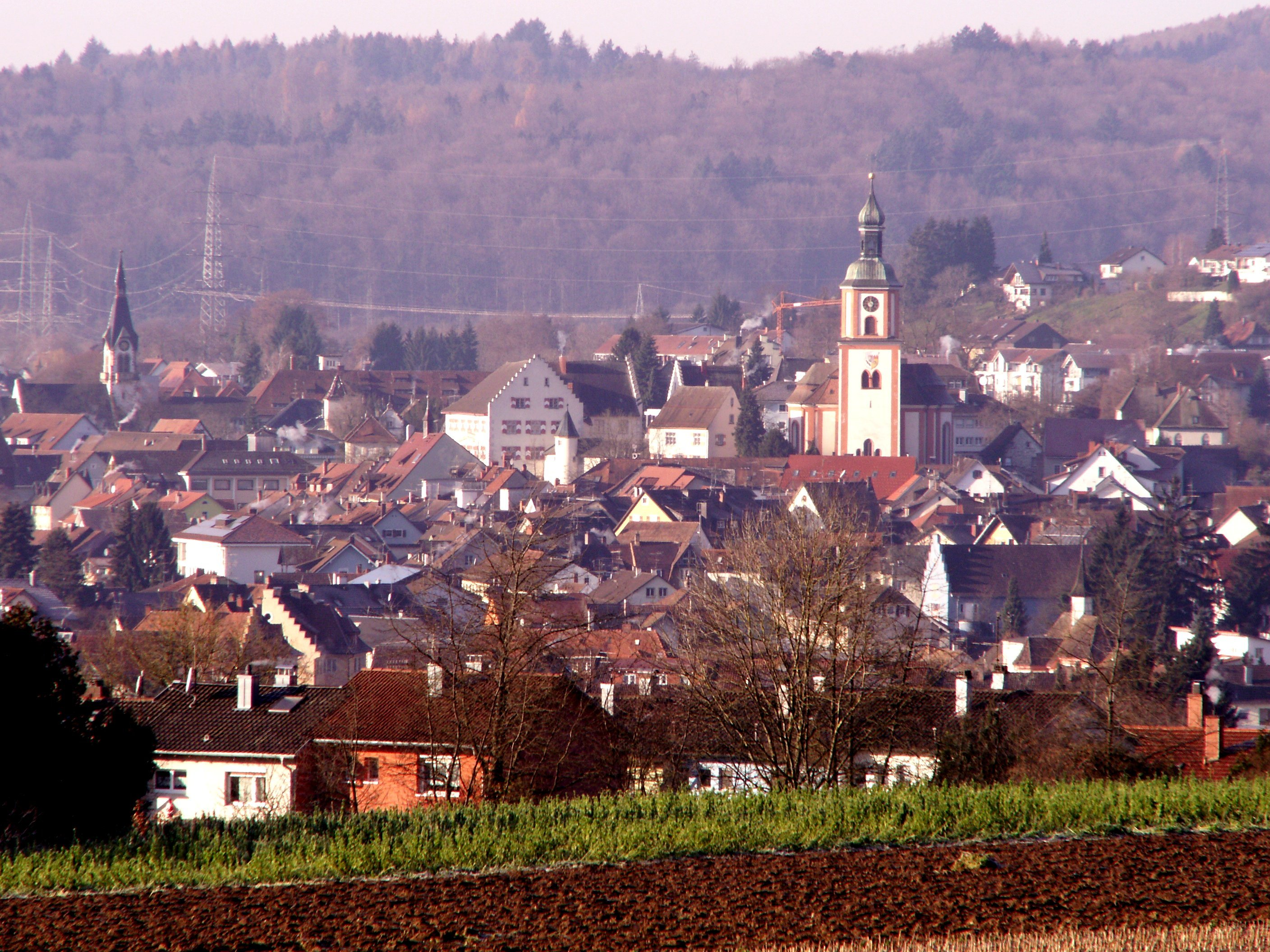
Blick auf die Pfarrkirche Mariä Himmelfahrt und das Schloss Tiengen, links die evangelische Kirche

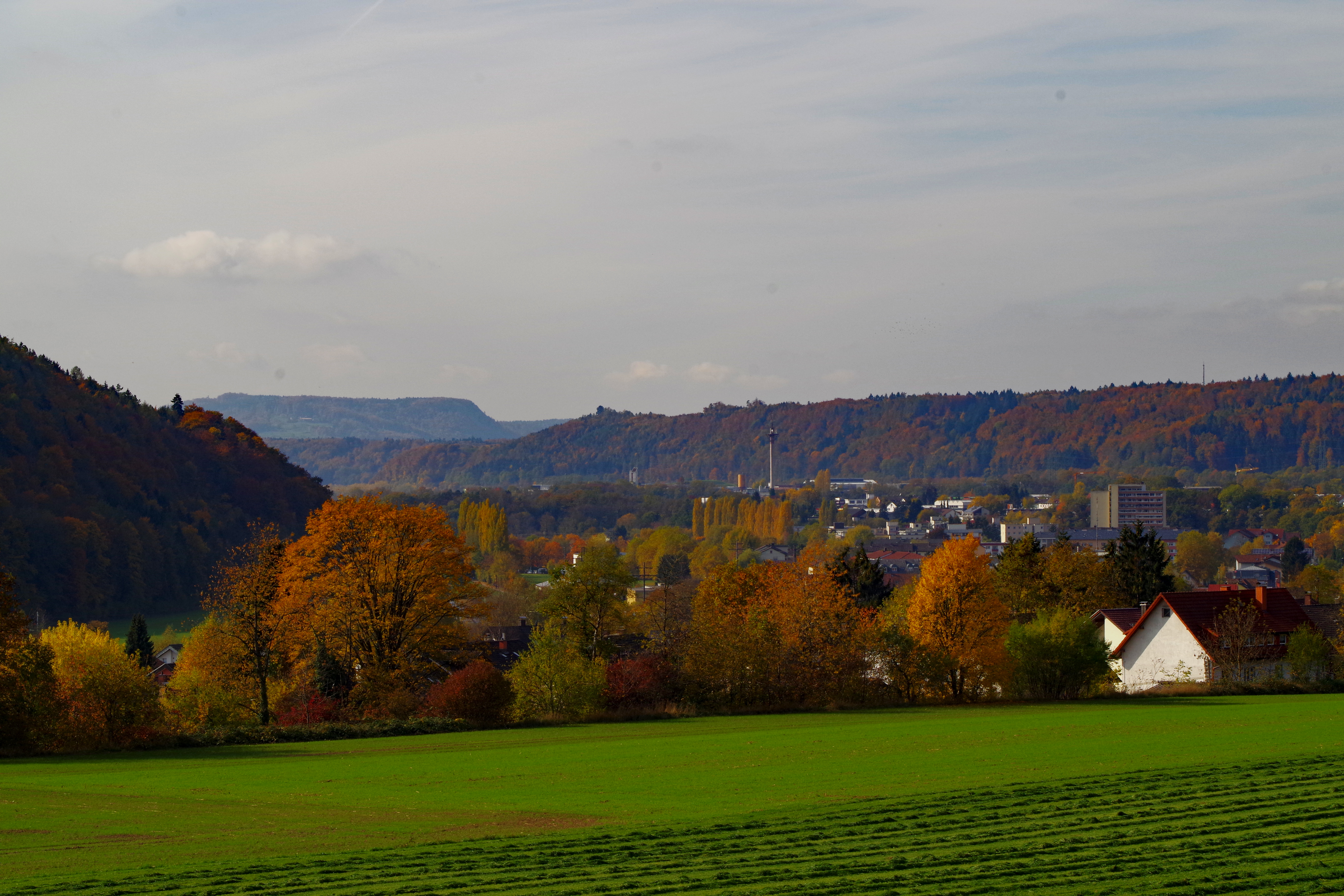
Waldshut-Tiengen, Blick von Tiengen entlang der Wutach zum Tafeljura: Der Hohwacht (462 m) im Hintergrund, zwischen Hettenschwil und Leibstadt (Kraftwerk wegen Wartung abgeschaltet, daher keine Dampffahne)

### Actum apud Tuoingen coram populo Alpegouense 858
Tiengen, bis 2. September 1964 Tiengen (Oberrhein), wurde 858 erstmals im Rheinauer Cartular genannt: Actum apud Tuoingen coram populo Alpegouense. Im Jahr 1146 besuchte Abt Bernhard von Clairvaux die Tiengener Kirche. 1224 war Tiengen Eigentum der Freiherren von Krenkingen, die hier einen Wohn- und Wehrturm besaßen, und des Hochstift Konstanz.

### Das Münzrecht von 1275
Das Münzrecht ist 1275 erstmals erwähnt. Am 28. März 1388 verlieh König Wenzel dem edlen Johann von Krenkingen, seinem Diener und Hofrichter, für die geleisteten Dienste das Recht newe guldein Muntze zu schlachen.
→Ausführlich die Gründungsgeschichte bis zum Ausbau durch die Krenkinger siehe unter Schloss Tiengen

### Konflikte mit der Eidgenossenschaft
Als Ursache für den jährlich abgehaltenen traditionellen Schwyzertag gilt ein feindlicher Überfall auf die Stadt, der laut einem spätmittelalterlichen Jahrzeitbuch von den Bürgern mit göttlicher Hilfe abgewehrt worden sein soll. Der Tradition nach handelte es sich bei dem Angreifer um Reinold von Urslingen, der im Jahr 1415 Erbansprüche auf Tiengen erhoben hatte. Die Organisation des Schwyzertags obliegt der „Bürgerzunft 1503“ in Tiengen.
Das Hochstift Konstanz gab Tiengen im Jahr 1448 an Ritter Bilgeri von Heudorf zu Lehen, der sich in einem langwierigen Konflikt mit der Stadt Schaffhausen befand. Mitte des 15. Jahrhunderts spitze sich die Lage am Hochrhein zwischen Vorderösterreich und der Eidgenossenschaft, die noch nicht einheitlich zusammengefasst und intern zerstritten war, zu. Der Anlass zum Krieg lag im Versuch der „Kantone der Innerschweiz“, die Grenze der Eidgenossenschaft im Norden an und über den Rhein zu verschieben. Dies stand besonders im Interesse des „Begehren Schaffhausens auf Aufnahme in den Bund“. Hintergrund war das Bestreben, die Grenzlande der Herrschaft Vorderösterreichs zu entziehen. Zur Vorbereitung planten die Eidgenossen jedoch noch einen Feldzug im eigenen Bereich, gegen den Sundgau (westlich des Oberrheins, im südlichen Elsass, zur Unterstützung Mühlhausens).

### Waldshuterkrieg
Die Spannungen am Hochrhein verschärfte auch Bilgeri von Heudorf, der in seinem raubritterartigen Konflikt gegen Schaffhausen 1467 deren Bürgermeister Hans am Stad durch einen Überfall gefangen nahm. Dieser kam erst 1468 nach Zahlung eines hohen Lösegeldes frei. Als Vergeltung für die Verhaftung ihres Bürgermeisters besetzte Schaffhausen das Städtchen Tiengen, in welchem Bilgeri von Heudorf als Lehensherr seinen Sitz hatte.
„Während die Hauptmacht der Eidgenossenschaft sich im Sommer des Jahres 1468 in den Sundgau ergoß, […] nutzte die eidgenössische Besatzung, welche unter dem Befehl des Züricher Hauptmanns Felix Keller zu Schaffhausen lag, Zeit und Gelegenheit und fiel verheerend in den Klettgau ein. […] Auf dem Rückweg zündeten sie noch zwei Höfe in Remetschwiel an, brandschatzten Waldkirch und besetzten das Städtchen Tiengen.“ Die Besetzung soll 1468 „am 20. Juli bei einbrechender Nacht“ auch mit Zuzug der Sundgau-Truppen erfolgt sein. Aber „es waren hauptsächlich die Zürcher und Schaffhauser.“ Die Besetzung war ein Teilstück des Einschließungsringes um Waldshut. Dort scheiterte die Belagerung an internen Konflikten unter den Eidgenossen. Vertreter auswärtiger Mächte und Institutionen bewirkten im August 1468 einen Friedensschluss, in dem der Herzog Sigmund von Österreich – auch aufgrund seiner Geldnot – kaum mehr als eine Nebenrolle spielte.
„Tiengen blieb danach weitere acht Jahre lang von den Schaffhausern besetzt. Schultheiß, Räte und die ganze Gemeinde mußten der Stadt Schaffhausen huldigen.“ Die Niedere Vereinigung, ein regionales Bündnis, schlichtete Bilgeris Konflikte Anfang 1476; und er erhielt Schloss und Stadt noch kurz vor seinem Tod im August zurück. Danach wurde Tiengen wieder dem Bistum Konstanz übertragen. 1482 übergab Bischof Otto IV. von Sonnenberg die Stadt an die Grafen Alwig und Rudolf, Grafen von Sulz. Tiengen wurde damit Sitz der Landgrafen des Klettgaus.

### Schwabenkrieg/Schweizerkrieg
Im Schweizerkrieg 1499 sah sich Maximilian I. gezwungen, als Römisch-deutscher König gegen die Schweizer zu handeln, denn diese wollten sich vom Reich lösen. Am 18. April 1499 wurde Tiengen völlig ausgeplündert und niedergebrannt; Waldshut wurde nicht verwickelt. Mit der Schlacht bei Dornach wurde beendet, was mit der Schlacht bei Morgarten begonnen worden war. Die Schweiz wurde faktisch unabhängig. Am 22. September 1499 wurde der Frieden zu Basel geschlossen.

### Der Beginn des Deutschen Bauernkriegs
Vor dem Schloss Stühlingen beginnt in der Geschichtsschreibung der Deutsche Bauernkrieg. Am 23. Juni 1524, wohl unter der Führung des Michel Haim von Stiellingen, traten Bauern vor das Schloss und erhoben Beschwerde mit einer Schrift, in der 16 Artikel zusammengefasst waren, die sie erfüllt haben wollten. Nachdem der Vogt sie zunächst beschwichtigen konnte, ging Graf Sigmund II. von Lupfen zusammen mit anderen Adligen gegen die Bauern vor. Die Bauern hatten Hans Müller von Bulgenbach als Anführer gewählt. In der Kirche in Tiengen fanden daraufhin Tagsatzungen statt. Vom 18. bis 24. Juli wurde ein Waffenstillstand bis zum 24. August beschlossen. Die Stühlinger Bauern verhielten sich durchgehend ruhig (mithin spricht man nur von der Stühlinger Erhebung) und lehnten, da sie den juristischen Weg zum Reichskammergericht Esslingen einschlugen, das reformatorische Göttliche Recht ab. Sie wurden von Hans Müller und dem Schwarzwälder Haufen daher unter Drohungen zum Beistand verpflichtet. Letztlich kapitulierten sie nach den juristischen Niederlagen und nachdem die Verbündeten Hegauer Bauern Anfang Juli bei Radolfzell und Hilzingen vernichtet waren und huldigten am 12. Juli 1525 vor den Grafen von Lupfen, nachdem Graf Siegmund II. bereits am Ende des Jahres 1524 gestorben war. Die Klettgauer Bauern hingegen wurden am 4. November 1525 in der Schlacht auf dem Rafzerfeld durch den Ritter und Hauptmann Christoph Fuchs von Fuchsberg mit 500 Rittern und 1000 Fußknechten und gleichen Tag abends die etwa 300 Flüchtenden in Grießen blutig niedergeschlagen. Auf dem Feld blieben etwa 200 Bauern, gefangen wurden 100 auf die Küssaburg geführt. Unter den Opfern war der reformierte Theologe Hans Rebmann, der geblendet wurde. Landesherr war Graf Rudolf V. von Sulz, nachmals genannt der Bauernbezwinger.

### Dreißigjähriger Krieg
Die Küssaburg wurde während des Dreißigjährigen Kriegs von der eigenen Besatzung verbrannt. Als Befehlshaber der Zeit waren der General Gustaf Horn und Bernhard von Weimar (dieser besetzte 1638 Waldshut und Tiengen, Tiengen wurde wiederum zerstört), auch der Oberst Graf Villefranche und der Feldherr Feria in kriegerische Auseinandersetzungen in der Umgebung verwickelt. Eine entscheidende Situation entstand durch die Schlacht bei Rheinfelden. Hans Jakob Christoffel von Grimmelshausen beschrieb die Schrecken jener Tage in seinen Büchern.

### Fürsten zu Schwarzenberg 1703–1806
Am 22. Mai 1674 heiratete die älteste Tochter des letzten männlichen Grafen von Sulz Johann Ludwig II., Maria Anna, den böhmischen Fürsten Ferdinand zu Schwarzenberg auf Schloss Langenargen. Johann Ludwig II. unterzeichnete am 14. November 1676 in Tiengen eine Fideikommiss- und Primogenitur-Disposition, nach der ihm im Gesamtbesitz zunächst Maria Anna, dann in der Nachkommenschaft deren Kinder folgten. Am 11. Oktober 1677 wurde die Disposition durch Kaiser Leopold bestätigt. Mit diesem Akt wurden die unterschiedlichen Sulzer Rechte und Besitzungen zu dem einheitlichen, aber nicht flächendeckenden landesherrlichen Territorium im Kleggau zusammengefasst. Nach dem Tod Johann Ludwigs II. am 21. August 1687 folgte Maria Anna als regierende Landgräfin und nahm am 27. September die Huldigungen ihrer Untertanen in Tiengen entgegen. Nach dem Tod der regierenden Landgräfin und verehelichten Fürstin zu Schwarzenberg im Januar 1698 ging das Erbe und die Rechtsfolge auf ihren unmündigen Sohn Adam Franz über, der unter der Vormundschaft seines Vaters Ferdinand stand. Erst nach dem Tod Fürst Ferdinands I. am 22. Oktober 1703 vereinte Adam Franz zu Schwarzenberg die Herrschaften seiner Eltern. Nach dem Hausgesetz seines Vaters behielten die Kleggauer Untertanen ihre hergekommenen Landesordnungen und Rechte. Mit der Rheinbundakte erfolgte 1806 die Mediatisierung der Herrschaft Schwarzenberg im Klettgau. 1812 verkaufte Fürst Joseph zu Schwarzenberg auch die standes- und grundherrlichen Rechte an das Großherzogtum Baden.

### Übergang an Baden und Heckerzug
Tiengen wurde 1806 badisch und gehörte zum Amt Klettgau und ab 1812 zum Bezirksamt Tiengen, das 1819 aufgelöst wurde; damit gehörte die Stadt zum Bezirksamt Waldshut.
Für den 7. Juni 1848 waren für den Bezirk Tiengen im Tiengener Rathaussaal die Wahlen zur Frankfurter verfassunggebenden Nationalversammlung anberaumt; für den Bezirk hatte sich Friedrich Hecker aufstellen lassen. Er wurde mit großer Mehrheit gewählt; doch seine Wahl wurde für ungültig erklärt, da er nach dem missglückten Heckerzug als Hochverräter galt. Ein zweiter Wahlgang am 16. Oktober 1848 erbrachte erneut eine Mehrheit für Hecker und war damit wieder ungültig; so blieb der Wahlbezirk ohne Vertreter in der Paulskirche. Weiteres unter → Badische Revolution. Es folgte die Zeit des Kulturkampfs. In Tiengen gab es eine starke Bewegung der Altkatholiken. Sie erhielten für längere Zeit die Pfarrkirche Mariä Himmelfahrt zur Nutzung.

### Krieg gegen Frankreich 1870/1871

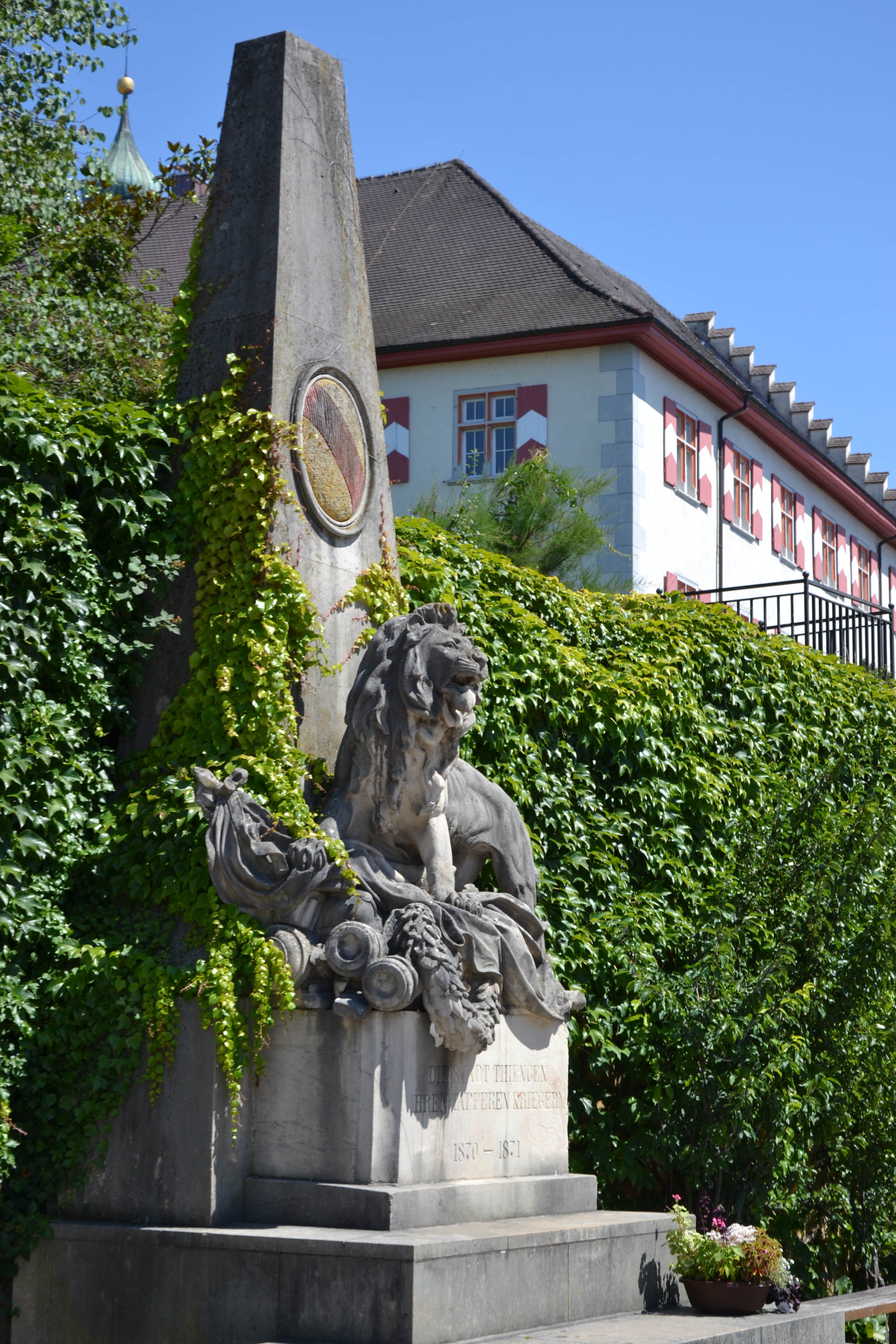
Denkmal für die Tiengener Teilnehmer am Krieg 1870/71
Am 19. Juli 1870 erklärte Frankreich Preußen den Krieg

An die Teilnehmer des Kriegs gegen Frankreich 1870/1871 erinnert das Löwendenkmal an der Schlossmauer von dem aus Tiengen stammenden Bildhauer Ludwig Gamp. Es wurde am 31. August 1899 eingeweiht.

### Zweiter Weltkrieg
In der Reichspogromnacht wurde die Synagoge aus dem Jahr 1793 und kurz darauf der alte jüdische Friedhof geschändet. Die Steine wurden zum Bau einer Stützmauer verwendet. Die Juden, die in Tiengen seit 1454 urkundlich nachweisbar sind, wurden verfolgt und mussten fliehen. Fünf Männer und 14 Frauen flohen nicht rechtzeitig; sie wurden ins Gefängnis gebracht, ihre Häuser geplündert und enteignet. Die Frauen wurden tags darauf aus dem Gefängnis in Waldshut wieder in das Rathaus nach Tiengen zurückgebracht. Soweit bekannt konnte eine Frau noch fliehen; vier Frauen blieben dagegen in Tiengen und wurden am 22. Oktober 1940 durch die Gestapo abgeholt, sie wurden in das Internierungslager Camp de Gurs verbracht, wo eine Frau verstarb, eine Frau konnte entkommen, zwei der Frauen kamen später vermutlich in das KZ Auschwitz. Die Männer kamen sofort in Konzentrationslager, drei von ihnen kamen 1939 aus dem KZ Dachau frei und konnten fliehen.
Beim Vorrücken der Alliierten, noch kurz vor dem Eintreffen der Panzerverbände aus Richtung Waldshut, warfen am 25. April 1945 gegen 13:30 Uhr vier Flugzeuge etwa 60 Splitterbomben auf Tiengen, diese forderten sieben Todesopfer und einige Verletzte. Die weißen Fahnen waren nicht gehisst worden, sodass am Morgen überfliegende Flugzeuge noch mit Widerstand rechneten. Der Volkssturm war mit 100 Mann mit Badoglioflinten und Panzerfäusten vor Ort, löste sich aber noch rechtzeitig auf. Mit dem Eintreffen der französischen Panzertruppen am Nachmittag des 25. April 1945 wurde Tiengen dem eintreffenden französischen Kommandeur übergeben.
Bürgermeister Wilhelm Gutmann war bewaffnet und hatte in der Stadt das Hissen von weißen Fahnen mit Gewaltandrohung verhindert. Zwei Erkundungsflieger hatten die fehlende Weiß-Beflaggung festgestellt, und wenig später flogen nach anderer Quelle 6 Jagdflugzeuge (anzunehmen sind Republic P-47 bzw. North American P-51) von Westen kommend über Tiengen in Richtung Breitenfeld, kehrten dort um und warfen die Splitterbomben auf der Linie Fahrgasse – Trottengasse – Bahnhofstrasse ab. Getroffen wurden Elfriede und Karl-Heinz Bellhäuser, elf und sieben Jahre alt, in einem Hauseingang. Elfriede starb bald darauf, Karl-Heinz erlag nach vier Wochen im Spital Waldshut. In der Zubergasse wurde ein Mann, der aus dem Fenster geschaut hatte, von Splittern getötet. Beim Bahnhof starb eine Frau mit zwei Kindern, der Luftdruck hatte ihre Lungen zerplatzen lassen. Insgesamt starben bei dem Angriff acht Menschen. Das Postamt war zur Hälfte zerstört.
Tiengener Bürger hissten daraufhin weiße Fahnen am Kirchturm. Ein Vater ging den anrückenden Truppen mit seinem Sohn nach Waldshut entgegen, um sich zu ergeben, und beide wurden als Geiseln angenommen. Beim Eintreffen in Tiengen vor dem Rathaus ergaben sich die Bürger. Aufgrund der nicht rechtzeitigen Kapitulation (Hissen weißer Fahnen) erfolgten Vergeltungsmaßnahmen der französischen Besatzer: Die Stadt wurde abgeriegelt, alle Häuser mussten etwa eine Woche unverschlossen bleiben, es wurde geplündert und vergewaltigt.
Siehe auch: Kriegsende im Südschwarzwald (1945)
Die Panzerbrigade bezog Stellung auf der Gemarkung im Linkeren und im Hüller. Für die höheren Dienstgrade mussten Zimmer in der Stadt bereitgestellt werden. Der Weitermarsch erfolgte über die Zeppelinstraße – (heutige) Bundesstraße nach Unterlauchringen.

### Nachkriegszeit

#### Eingemeindungen
- Am 1. Januar 1971 wurden die Gemeinden Breitenfeld und Detzeln in die Stadt Tiengen/Hochrhein eingegliedert.[38] Ihnen folgten am 1. Juli 1974 die Gemeinden Aichen und Krenkingen.[39]
- Am 1. Juli 1971 wurden die Gemeinden Eschbach, Indlekofen, Oberalpfen und Waldkirch (mit den 1935 eingegliederten Gemeinden Gaiß und Schmitzingen) in die Stadt Waldshut eingemeindet.[38]
- Am 1. Januar 1975 wurden die beiden Städte Waldshut und Tiengen/Hochrhein mit der Gemeinde Gurtweil zur neuen Stadt Waldshut-Tiengen vereinigt.[40]

### Anmerkung
1. ↑  „Wohl 2000 Mann brandschatzten Erzingen, Weisweil, Wilchingen, Schleitheim. Auch das Schloss Ofteringen, das dem Edlen Heinrich von Erzingen gehörte, wurde eingenommen und verbrannt. Auf einem zweiten Raubzug verbrannten sie Güter des Klosters St. Blasien in Bürglen, Indlekofen, Rohr, erstürmten die Letze bei Remetschwiel, plünderten Tiefenhäusern und wurden erst bei Häusern von dem Abt des Klosters St. Blasien aufgehalten, der ein Lösegeld von 3000 Gulden zahlte.“ (Emil Müller-Ettikon: Bilgeri von Heudorf und sein Kampf gegen Schaffhausen in: Franz Schmidt (Hrsg.): Der Klettgau, Tiengen 1971, S. 149.)

## Einwohnerentwicklung
Einwohnerzahlen nach dem jeweiligen Gebietsstand. Bis 1974 handelt es sich um Zahlen der Stadt Waldshut. Die Zahlen sind Volkszählungsergebnisse (¹) oder amtliche Fortschreibungen der jeweiligen Statistischen Ämter (nur Hauptwohnsitze).
| Jahr                  | Einwohner |
| --------------------- | --------- |
| 1400                  | ca. 1.000 |
| 1650                  | ca. 400   |
| 1811                  | 1.111     |
| 1834                  | 1.263     |
| 1852                  | 1.435     |
| 1871, 1. Dezember     | 2.130     |
| 1880, 1. Dezember ¹   | 2.468     |
| 1900, 1. Dezember ¹   | 3.587     |
| 1910, 1. Dezember ¹   | 4.270     |
| 1925, 16. Juni ¹      | 5.226     |
| 1933, 16. Juni ¹      | 6.460     |
| 1939, 17. Mai ¹       | 6.554     |
| 1950, 13. September ¹ | 8.255     |

| Jahr                 | Einwohner |
| -------------------- | --------- |
| 1961, 6. Juni ¹      | 10.883    |
| 1970, 27. Mai ¹      | 10.669    |
| 1975, 31. Dezember ² | 22.046    |
| 1980, 31. Dezember ² | 21.410    |
| 1987, 25. Mai ¹      | 21.264    |
| 1990, 31. Dezember ² | 21.913    |
| 1995, 31. Dezember ² | 22.140    |
| 2000, 31. Dezember ² | 22.139    |
| 2005, 31. Dezember ² | 22.670    |
| 2010, 31. Dezember ² | 22.859    |
| 2015, 31. Dezember ² | 23.674    |
| 2020, 31. Dezember ² | 24.067    |

¹ Volkszählungsergebnis

² Quelle: Statistisches Landesamt Baden-Württemberg
Die im Rahmen der Gemeindereform 1975 neu gebildete Stadt Waldshut-Tiengen überschritt mit ihrer Gründung die 20.000-Grenze. Danach stellte die Stadtverwaltung einen Antrag auf Erhebung zur Großen Kreisstadt, dem die Landesregierung von Baden-Württemberg mit Wirkung zum 1. Juli 1976 zustimmte.

## Religion

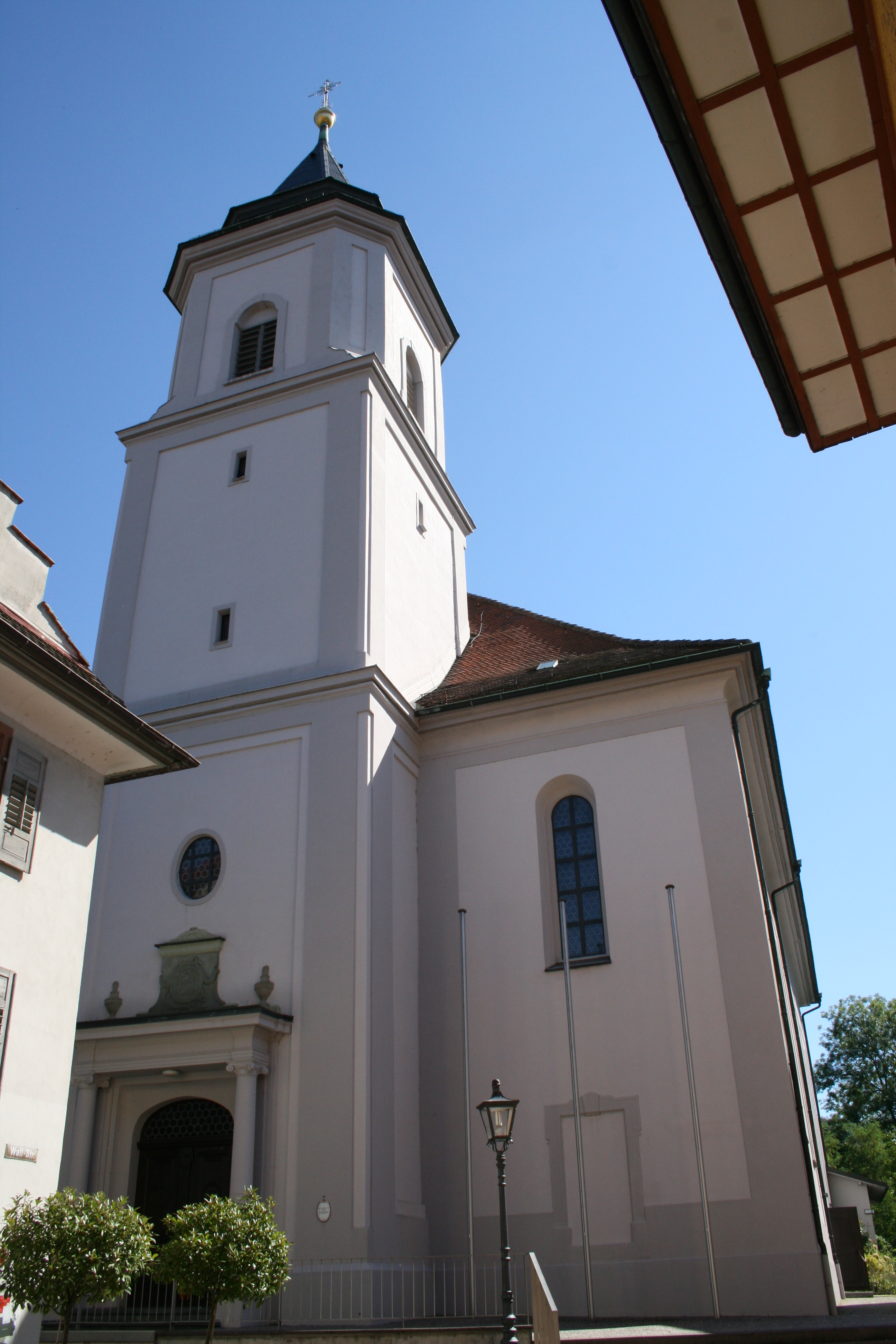
Kath. Pfarrkirche Liebfrauen in Waldshut

Waldshut gehörte zunächst zum Bistum Konstanz. Im Jahr 1524 führte der frühere katholische Priester Balthasar Hubmaier, der sich nach 1522 zunehmend an reformatorischem und täuferischem Gedankengut orientierte, in Waldshut die Reformation ein. Doch konnte sich diese nach der Besetzung der Stadt durch habsburgische Truppen nicht auf Dauer halten. Infolge der Zugehörigkeit zu Vorderösterreich blieb Waldshut und sein Umland bis in das 19. Jahrhundert überwiegend katholisch. Die Stadt war schon seit dem 12. Jahrhundert Sitz eines Dekanats. Auch die Nachbarstadt Tiengen und ihr Umland blieb überwiegend katholisch, wenngleich es dort ebenfalls Anhänger von Hubmaier und dessen Lehre der Täufer gab. Seit 1821 gehören die katholischen Gemeinden im heutigen Stadtgebiet Waldshut-Tiengens zum Erzbistum Freiburg, und zwar seit 2008 zum Dekanat Waldshut (zuvor die beiden Dekanate Waldshut und Wutachtal). Sie sind zu zwei Seelsorgeeinheiten zusammengeschlossen: Die Seelsorgeeinheit Maria Bronnen umfasst die Gemeinden St. Marien Waldkirch, St. Sebastian Aichen und St. Simon und Judas Gurtweil sowie die Nachbargemeinden St. Peter und Paul Weilheim, St. Stephan Weilheim-Nöggenschwiel, St. Pankratius Berau und St. Laurentius Brenden (beide in der Gemeinde Ühlingen-Birkendorf). Die Seelsorgeeinheit Mittlerer Hochrhein St. Verena umfasst die Liebfrauengemeinde Waldshut und die Nachbargemeinde St. Klemens in Dogern, die Gemeinden Mariä Himmelfahrt Tiengen (mit ihren Filialen in Detzeln und Breitenfeld) und St. Nikolaus Krenkingen und die Gemeinden Herz Jesu Unterlauchringen und St. Andreas Oberlauchringen in der Nachbargemeinde Lauchringen.
Mindestens seit dem 19. Jahrhundert waren jüdische Familien in Tiengen ansässig, die in der Fahrgasse 13 eine Synagoge errichteten. Sie wurde beim Novemberpogrom 1938 geschändet. Heute erinnern mehrere Hinweistafeln im Ort an die Geschichte der Tienger Juden. Ihre Verstorbenen begruben sie auf dem Jüdischen Friedhof Tiengen an der Feldbergstraße, der in der NS-Diktatur entweiht und zum Sportplatz umfunktioniert wurde. Heute ist das Areal als Gedenkstätte eingerichtet, auf dem 50 Namen jüdischer Einwohner verzeichnet sind, die hier begraben wurden.
Im 19. Jahrhundert zogen auch wieder Protestanten nach Waldshut und Tiengen. Die Waldshuter Protestanten wurden zunächst von Säckingen aus betreut. 1870 erhielt Waldshut einen eigenen Pfarrer und 1890 wurde eine Filialkirchengemeinde gegründet. 1921 wurde die Gemeinde eine eigene Pfarrei. Zur Gemeinde Waldshut gehören heute auch die Protestanten der Stadtteile Eschbach, Indlekofen und Waldkirch und einiger Nachbargemeinden. Auch in Tiengen entstand 1871 eine Gemeinde, die zunächst Filiale von Kadelburg war. Die Christuskirche wurde 1905 errichtet. Eine eigene Pfarrei gibt es dort seit 1926. Zur evangelischen Gemeinde Tiengen gehören heute auch die Protestanten der Stadtteile Aichen, Breitenfeld, Detzeln, Gurtweil und Krenkingen sowie einige Nachbargemeinden. Die Protestanten aus dem Stadtteil Oberalpfen gehören zur Nachbargemeinde Albbruck. Die beiden Gemeinden Waldshut und Tiengen gehören zum Kirchenbezirk Hochrhein der Evangelischen Landeskirche in Baden.
Die Entstehung der Waldshuter Evangelisch-Freikirchlichen Gemeinde geht auf das Jahr 1951 zurück. Gemeindegründer waren vor allem baptistische Flüchtlinge aus den ehemaligen deutschen Ostgebieten, die in Waldshut eine neue Heimat gefunden hatten. 1953 wurde die Balthasar-Hubmaier-Kirche an der Unteren Haspelstraße eingeweiht. Der Name des Gotteshauses erinnert an den Waldshuter Reformator und drückt die Verbundenheit der Gemeinde mit dessen täuferischen Anschauungen aus. Innerhalb ihrer Freikirche gehören die Waldshuter Baptisten zum Evangelisch-Freikirchlichen Landesverband Baden-Württemberg.
Zu den Waldshuter Freikirchen zählt auch die Adventistengemeinde, deren Gemeindezentrum sich an der Robert-Bosch-Straße befindet.
Die Altkatholiken in Waldshut-Tiengen gehören zur Katholischen Pfarrei der Alt-Katholiken Hochrhein-Wiesenthal mit Sitz in Säckingen. Für ihre Gottesdienste in Waldshut gewährt ihnen die Römisch-katholische Kirchengemeinde ein Gastrecht in der Alten Spitalkapelle an der Rheinstraße.
In den beiden Stadtteilen Waldshut und Tiengen befindet sich jeweils auch eine Gemeinde der Neuapostolischen Kirche.
Die Zeugen Jehovas verfügen über je einen Königreichssaal.
In Tiengen besteht eine kleine Moschee der Gemeinschaft Khuddam ul-Ahmadiyya.

### Friedhöfe und Bestattungen
Für Bestattungen bzw. Beisetzungen gibt es in Waldshut auf dem Aarberg den Bergfriedhof Waldshut. Er befindet sich im Gebiet Bergstadt. Der Bergfriedhof besteht aus einem historischen Friedhofsbereich mit der Kalvarienbergkapelle und einer Erweiterungsfläche, eine Einsegnungshalle ist vorhanden.
In Tiengen befindet sich der Friedhof neben dem Gebiet der ehemaligen Gipsmühle nordöstlich oberhalb des Bahnhofes Tiengen. Es gibt eine historische Friedhofskapelle und eine moderne Einsegnungshalle. Für Sternenkinder ist eine Fläche vorhanden.
Der Alte Friedhof in Waldshut ist mit der
Gottesackerkapelle denkmalgeschützt. Urnenbestattungen sind möglich und es dürfen anonyme Beisetzungen stattfinden.
Weitere Friedhöfe befinden sich in den Stadtteilen Detzeln, Krenkingen, Gurtweil, Aichen, Eschbach und Waldkirch.
Als Gedenkstätte dient der Jüdische Friedhof Tiengen. Auf der Rheininsel Judenäule befand sich einst ebenfalls ein Friedhof. In der Kirche Mariä Himmelfahrt in Tiengen befindet sich die Gruft der Grafen von Sulz.

## Politik

### Verwaltungsgemeinschaft
Die im Rahmen der Gemeindereform 1975 neu gebildete Stadt ist seit dem 1. Juli 1976 Große Kreisstadt. Mit den Gemeinden Dogern, Lauchringen und Weilheim ist Waldshut-Tiengen eine Vereinbarte Verwaltungsgemeinschaft eingegangen.

### Gemeinderat
Der Gemeinderat in Waldshut-Tiengen besteht aus 26 Mitgliedern und dem Oberbürgermeister als Vorsitzendem. Der Oberbürgermeister ist im Gemeinderat stimmberechtigt. Die Kommunalwahl am 9. Juni 2024 führte zu folgendem Endergebnis (mit Vergleich zu 2019).
| Parteien und Wählergemeinschaften | Parteien und Wählergemeinschaften       | % 2024  | Sitze 2024 | % 2019  | Sitze 2019 | Kommunalwahl 2024 %403020100 31,33 %14,62 %20,45 %12,21 %9,39 %12,0 % CDUGrüneFWSPDFDPNLGewinne und Verlusteim Vergleich zu 2019 %p 12 10 8 6 4 2 0 −2 −4 −6 −8−1,71 %p−6,27 %p+1,84 %p−3,85 %p−2,02 %p+12,0 %pCDUGrüneFWSPDFDPNL |
| CDU                               | Christlich Demokratische Union          | 31,33   | 8          | 33,04   | 9          | Kommunalwahl 2024 %403020100 31,33 %14,62 %20,45 %12,21 %9,39 %12,0 % CDUGrüneFWSPDFDPNLGewinne und Verlusteim Vergleich zu 2019 %p 12 10 8 6 4 2 0 −2 −4 −6 −8−1,71 %p−6,27 %p+1,84 %p−3,85 %p−2,02 %p+12,0 %pCDUGrüneFWSPDFDPNL |
| FW                                | Freie Wähler Waldshut-Tiengen           | 20,45   | 5          | 18,61   | 5          | Kommunalwahl 2024 %403020100 31,33 %14,62 %20,45 %12,21 %9,39 %12,0 % CDUGrüneFWSPDFDPNLGewinne und Verlusteim Vergleich zu 2019 %p 12 10 8 6 4 2 0 −2 −4 −6 −8−1,71 %p−6,27 %p+1,84 %p−3,85 %p−2,02 %p+12,0 %pCDUGrüneFWSPDFDPNL |
| GRÜNE                             | Bündnis 90/Die Grünen                   | 14,62   | 4          | 20,89   | 5          | Kommunalwahl 2024 %403020100 31,33 %14,62 %20,45 %12,21 %9,39 %12,0 % CDUGrüneFWSPDFDPNLGewinne und Verlusteim Vergleich zu 2019 %p 12 10 8 6 4 2 0 −2 −4 −6 −8−1,71 %p−6,27 %p+1,84 %p−3,85 %p−2,02 %p+12,0 %pCDUGrüneFWSPDFDPNL |
| SPD                               | Sozialdemokratische Partei Deutschlands | 12,21   | 3          | 16,06   | 4          | Kommunalwahl 2024 %403020100 31,33 %14,62 %20,45 %12,21 %9,39 %12,0 % CDUGrüneFWSPDFDPNLGewinne und Verlusteim Vergleich zu 2019 %p 12 10 8 6 4 2 0 −2 −4 −6 −8−1,71 %p−6,27 %p+1,84 %p−3,85 %p−2,02 %p+12,0 %pCDUGrüneFWSPDFDPNL |
| NL                                | Neutrale Liste                          | 12,0    | 3          | —       | —          | Kommunalwahl 2024 %403020100 31,33 %14,62 %20,45 %12,21 %9,39 %12,0 % CDUGrüneFWSPDFDPNLGewinne und Verlusteim Vergleich zu 2019 %p 12 10 8 6 4 2 0 −2 −4 −6 −8−1,71 %p−6,27 %p+1,84 %p−3,85 %p−2,02 %p+12,0 %pCDUGrüneFWSPDFDPNL |
| FDP                               | Freie Demokratische Partei              | 9,39    | 3          | 11,41   | 3          | Kommunalwahl 2024 %403020100 31,33 %14,62 %20,45 %12,21 %9,39 %12,0 % CDUGrüneFWSPDFDPNLGewinne und Verlusteim Vergleich zu 2019 %p 12 10 8 6 4 2 0 −2 −4 −6 −8−1,71 %p−6,27 %p+1,84 %p−3,85 %p−2,02 %p+12,0 %pCDUGrüneFWSPDFDPNL |
| Gesamt                            | Gesamt                                  | 100 %   | 26         | 100 %   | 26         | Kommunalwahl 2024 %403020100 31,33 %14,62 %20,45 %12,21 %9,39 %12,0 % CDUGrüneFWSPDFDPNLGewinne und Verlusteim Vergleich zu 2019 %p 12 10 8 6 4 2 0 −2 −4 −6 −8−1,71 %p−6,27 %p+1,84 %p−3,85 %p−2,02 %p+12,0 %pCDUGrüneFWSPDFDPNL |
| Wahlbeteiligung                   | Wahlbeteiligung                         | 51,19 % | 51,19 %    | 50,57 % | 50,57 %    | Kommunalwahl 2024 %403020100 31,33 %14,62 %20,45 %12,21 %9,39 %12,0 % CDUGrüneFWSPDFDPNLGewinne und Verlusteim Vergleich zu 2019 %p 12 10 8 6 4 2 0 −2 −4 −6 −8−1,71 %p−6,27 %p+1,84 %p−3,85 %p−2,02 %p+12,0 %pCDUGrüneFWSPDFDPNL |

### Bürgermeister
An der Spitze der Stadt Waldshut stand ein Schultheiß, dem ein aus acht Mitgliedern bestehender Rat zur Seite stand. Beide wurden gewählt. 1527 wurde der Schultheiß vorübergehend durch den Landesherren eingesetzt. Neben diesem gab es noch Ratsherren („Innerer Rat“) bestehend aus vier „alten“ und vier „neuen“ Räten. Der erste war der Schultheißenamtsstatthalter, also der eigentliche Bürgermeister der Stadt. Als Vertreter der Bürger gab es einen „äußeren Rat“ mit Zunftmeistern. Der innere Rat hat im 16. Jahrhundert eine andere Zusammensetzung: Neben dem Schultheißen gehörten der Schultheißenamtsstatthalter, der Stadtschreiber und fünf Räte dazu. Der äußere Rat hatte dann sechs Mitglieder. Seit 1789 gab es einen Bürgermeister, anstelle des Schultheißenamtsstatthalters.
In Tiengen gab es zunächst einen Schultheißen und sechs Räte, ab 1422 einen gewählten Schultheißen und die Räte sowie einen vom Landesherrn eingesetzten Vogt. Die Statuten wurden dann mehrmals geändert. 1703 trug das Stadtoberhaupt den Titel Stadtvogt.
Seit der Erhebung zur Großen Kreisstadt 1976 trägt das Stadtoberhaupt von Waldshut-Tiengen die Amtsbezeichnung „Oberbürgermeister“. Dieser wird heute von den Wahlberechtigten für eine Amtszeit von acht Jahren direkt gewählt. Er ist Vorsitzender des Gemeinderats. Sein allgemeiner Stellvertreter ist der 1. Beigeordnete mit der Amtsbezeichnung „Bürgermeister“ mit Dienstsitz im Rathaus Tiengen.
| Bürgermeister von Waldshut - –1810: Karl Josef Haitz - 1810–1817: Ignaz Straubhaar - 1817–1819: Martin Bähr - 1819–1830: Johann Jakob Soder - 1830–1834: Anton Bähr - 1834–1840: Balthasar Merzler - 1840–1849: Vinzenz Bürgi - 1849: Kaspar Stützle - 1849–1865: Vinzenz Bürgi - 1865–1878: Gustav Straubhaar - 1878–1885: Carl Frowin Mayer - 1885–1894: Alois Lang - 1894–1910: Leopold Büchele - 1910–1923: Leopold Kupferschmid - 1924–1931: Paul Horster - 1932–1942: Albert Wild - 1942–1945: August Birkenmeier - 1945–1957: Hermann Dietsche - 1957–1975: Friedrich Wilhelm Utsch | Bürgermeister von Tiengen - –1824: Melchior Rutschmann - 1824–1838: Xaver Kaiser - 1839–1861: Franz Xaver Rutschmann - 1861–1873: Ludwig Thoma - 1873–1879: Franz Joseph Seeger - 1879–1885: Joseph Bindert - 1885–1907: Heinrich Maier - 1907–1917: Karl Pfister - 1919–1927: Wilhelm Haiß - 1927–1934: Josef Frantzen - 1935–1945: Wilhelm Gutmann - 1945: Ernst Herion - 1945–1946: Alois Multerer - 1946–1948: Alfons Kirchgäßner (1947–1948 suspendiert, die Amtsgeschäfte führte deshalb Josef Hürst) - 1948–1951: Josef Hürst - 1951–1961: Georg Möllmann - 1961–1975: Franz Schmidt Bürgermeister von Waldshut-Tiengen - 1984–2014: Manfred Beck - 2014–2017 (Rücktritt): Martin Gruner - 2017–2022 (†): Joachim Baumert - 2022: Petra Dorfmeister |

Oberbürgermeister von Waldshut-Tiengen seit 1975
- 1975–1991: Franz-Joseph Dresen, Bürgermeister, ab 1976 Oberbürgermeister
- 1991–2015: Martin Albers, Oberbürgermeister
- 2015–2023: Philipp Frank, Oberbürgermeister
- seit 2023: Martin Gruner, Oberbürgermeister

### Wappen

#### Wappen Tiengen/Hochrhein
In Silber auf einer liegenden goldenen Mondsichel thronend die blau gekleidete golden gekrönte und nimbierte Madonna, die auf der Linken sitzend das golden nimbierte Kind trägt und in der erhobenen Rechten eine goldene Kugel hält. Das seit 1286 bezeugte erste Siegel mit der Madonna als Patronin des Domstifts soll 1253 „verliehen“ worden sein. Das ähnliche Bild im Sekret des 16. Jahrh. wurde später um den Halbmond erweitert. Unsicher blieb die Tingierung, 1937 bis 1946 war das Wappen ausgesetzt. 1957 verlieh es deshalb das Innenministerium neu. Dieses ist weiß mit drei aufsteigenden roten Spitzen (siehe das Wappen der Sulz).

#### Wappen Waldshut
In Gold ein stehender, blau gekleideter, barhäuptiger Mann mit über den Rücken geworfenem blauem Hut und einem roten Wanderstab in der Rechten.
Es stellt den Waldhüter genannten königlichen Forstbeamten dar und redet damit in übertragenem Sinn für den Ortsnamen. Der österreichischen Stadt wurde um 1468 als besonders Wappen der Habsburger Löwe mit Krone und Schwert verliehen und nach kurzem Verlust (1525) erneut um 1528 bewilligt. Daneben blieb aber das ältere Bild weiterhin in Gebrauch. Zu Ende des 19. Jahrhunderts und endgültig 1918 erklärte man es für das alleinige Stadtwappen und bestätigte dabei Gold als Feldfarbe. Die Flagge ist in blau, weiß und rot.

#### Wappen Waldshut-Tiengen

Waldshut-Tiengen

Das Wappen von Waldshut-Tiengen zeigt in gespaltenem Schild vorn in Gold einen linksgewendeten blaugekleideten Mann, den Hut an einer über die Schulter gelegten Schnur auf dem Rücken, die Rechte an der Hutschnur, in der Linken einen blauen Knotenstock haltend, hinten in Blau auf einer steigenden goldenen Mondsichel stehend die golden gekleidete, gekrönte und nimbierte Madonna, auf der Linken das golden gekleidete und nimbierte Jesuskind haltend. Die Flagge ist blau-gelb. Wappen und Flagge wurden vom Regierungspräsidium Freiburg am 2. November 1981 verliehen.
Das Wappen ist eine Kombination der beiden bisherigen Wappen von Waldshut und Tiengen. Das Waldshuter Männle ist seit dem 13. Jahrhundert als Siegelabdruck bekannt. Es wird als Waldhüter gedeutet und ist somit ein sogenanntes „redendes Wappen“. Die Mondsichelmadonna mit dem Kind ist schon in den alten Tiengener Siegeln abgedruckt. Die Blasonierung wurde jedoch gegenüber den bisherigen Farben verändert.

Wappen der Ortsteile
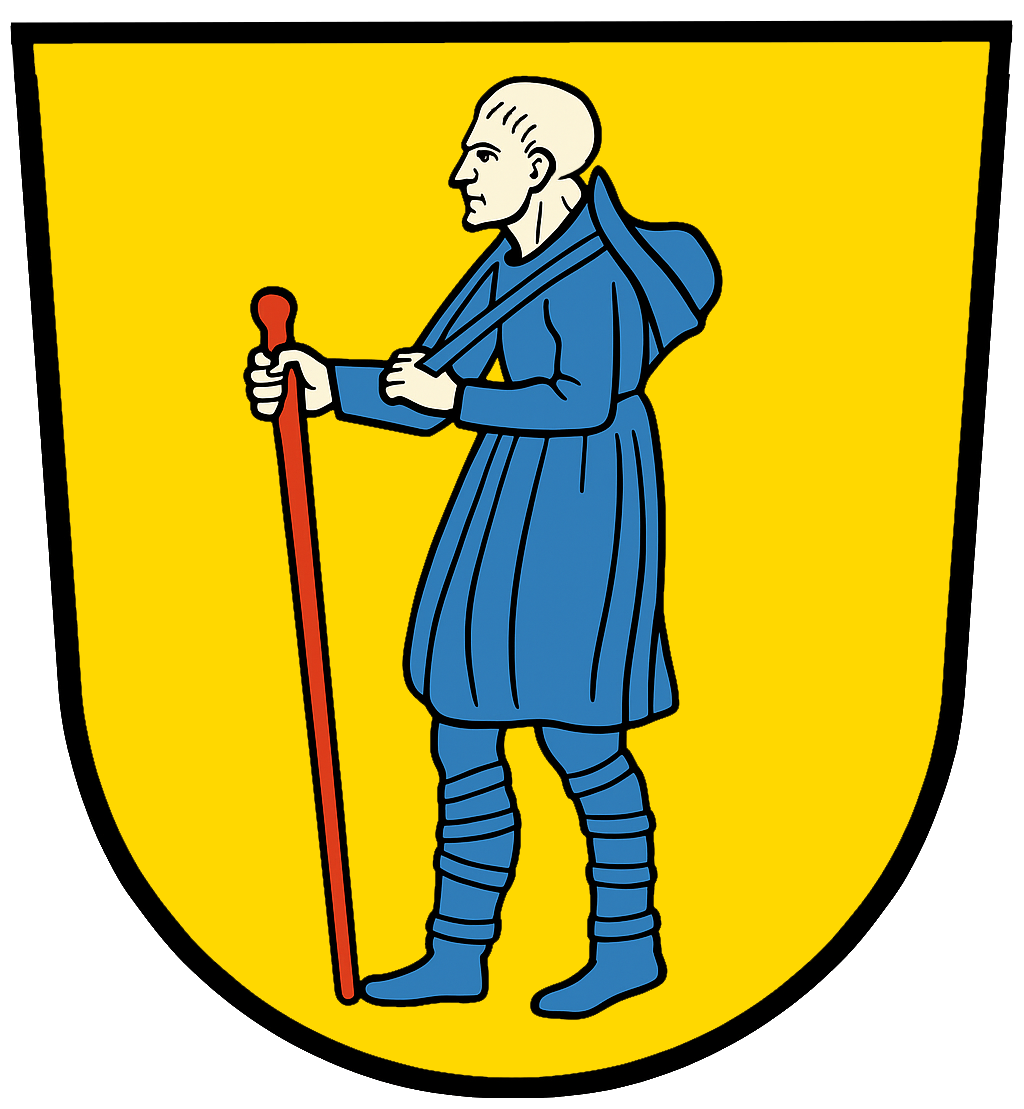
Waldshut
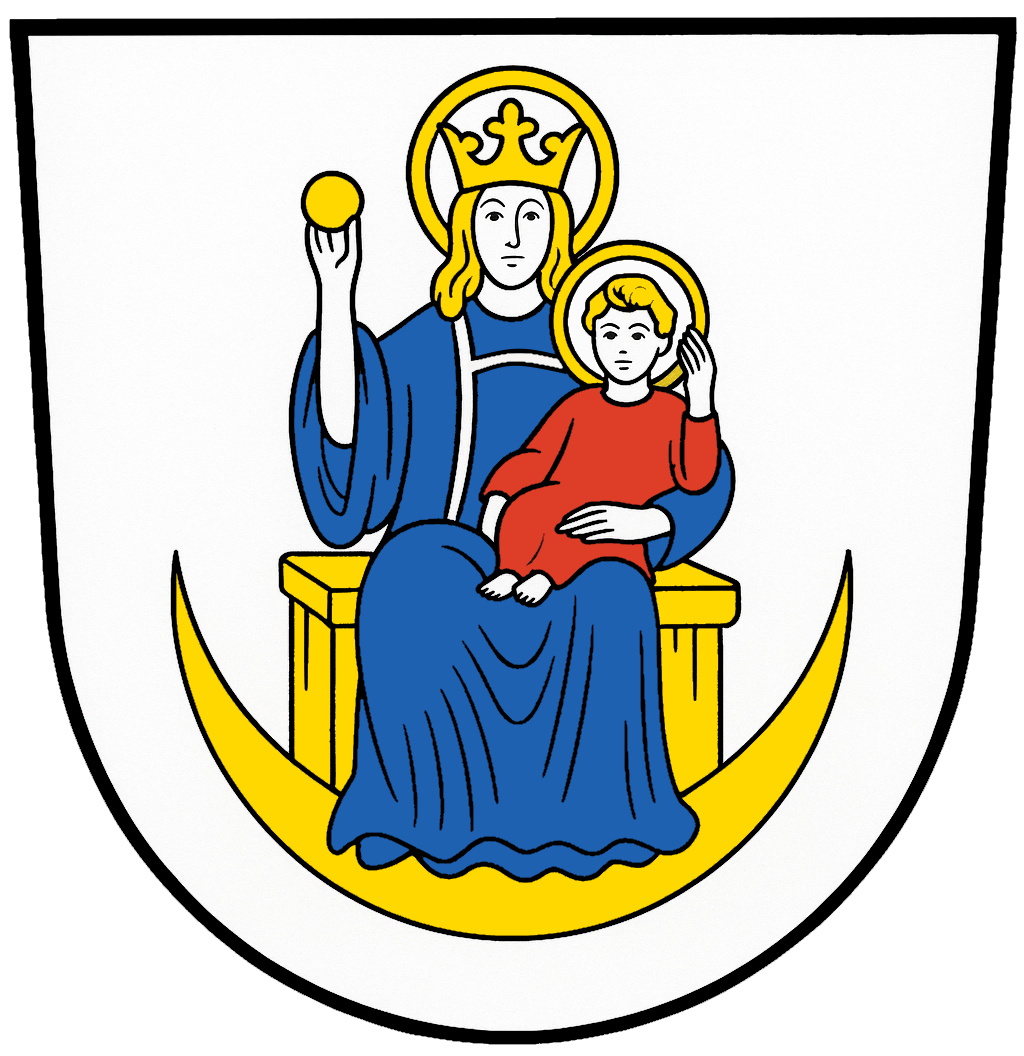
Tiengen
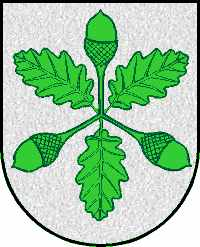
Aichen
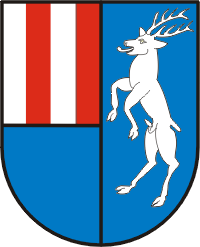
Breitenfeld
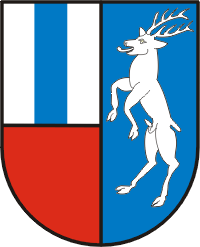
Detzeln
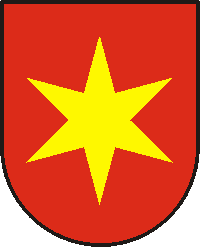
Eschbach
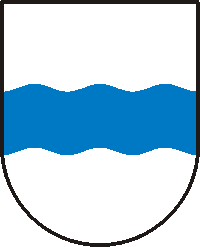
Gurtweil
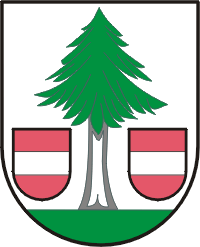
Indlekofen
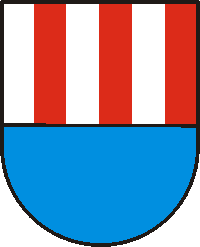
Krenkingen
Oberalpfen
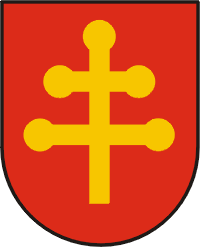
Schmitzingen
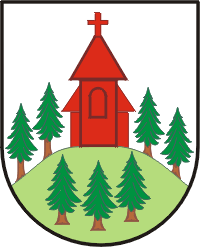
Waldkirch

### Städtepartnerschaften
Waldshut-Tiengen unterhält seit dem 30. Juni 1963 eine Städtepartnerschaft mit der französischen Stadt Blois an der Loire und seit 1973 mit der britischen Stadt Lewes in der Grafschaft East Sussex.
Die Stadt Tiengen unterhält seit 1985 eine Partnerschaft mit der französischen Stadt Courtenay (Loiret).

## Wirtschaft und Infrastruktur
In Tiengen ist die Villiger Söhne Holding ansässig; vertreten sind außerdem die ZG Raiffeisen sowie der Bekleidungshersteller Ragman Textilhandels GmbH. Zudem gibt es einen Obi und einen McDonald’s, ein Dehner und ein MediMax. Die Sparkasse Hochrhein baute in Tiengen ein neues Gebäude, auch die Volksbank Hochrhein besitzt ein neu gebautes Gebäude. Umfangreicher Groß- und Einzelhandel, dm-drogerie markt, Möbelhäuser, Immobilien- und Versicherungsunternehmen sowie zahlreiche Handwerksunternehmen, eine VW-, Mercedes-Benz-, eine Ford- und eine Renault-Niederlassung ergänzen das Angebot.
Im Stadtteil Aichen bei Gutenburg befindet sich die Faserplattenfabrik GUTEX; sie wurde als Elektrizitätswerk 1902 gegründet, und ab 1922 produzierte man Holzschliff, seit 1932 werden Holzfaserdämmplatten gefertigt. In Tiengen war über viele Jahre die Firma Hämmerli GmbH in der Sportwaffenfabrikation tätig.
Im Waldshuter Gewerbegebiet Schmittenau sind zu nennen: Elektronikmarkt sowie ein Werkzeuggroßmarkt.
Die beiden Kernstädte bieten ein breites Spektrum für Konsumenten. Es finden regelmäßig Markttage statt, beliebt sind bzw. waren auch die großen Flohmärkte, heute nur noch der auf dem Chilbiplatz in Waldshut, in Tiengen aufgrund Interesse- und Platzmangel keiner mehr. Die Innenstadt von Tiengen sowie die Kaiserstraße in Waldshut wurden in den 1980er Jahren in Fußgängerzonen umgewandelt und verfügen über ein im Verhältnis zur Stadtgröße außergewöhnliches Einzelhandelsangebot, wobei vor allem Cafés, Mode und Bijouterie überwiegen. Dieses resultiert aus einem ausgeprägten Einkaufstourismus aus der Schweiz.
Am Bahnhof Waldshut ist ein neues Gewerbegebiet mit Einzelhandelsgeschäften (u. a. einer der größten Lidl-Märkte Deutschlands), Fastfood-Restaurants und einem Ärztehaus entstanden.
Von 1913 bis in die 1990er Jahre war die chemische Industrie ein wichtiges Standbein der Stadt. Auf dem Areal des ehemaligen Lonza-Werkes ist ein Gewerbepark entstanden und eine rückwärtige Verzollungsanlage, hier auch der TÜV. Das Werk Waldshut der Lonza Werke GmbH stellte unter anderem Siliziumcarbid, Korund, Carbid sowie Polyvinylchlorid her. Zu seinen Hochzeiten in den 1950er Jahren beschäftigte es bis zu 1.600 Mitarbeiter. Die Verwaltung und Geschäftsführung erfolgte von Weil am Rhein aus. Zweigwerke bestanden in Istein (Kalkwerk) und Weil am Rhein.
Im Nord-Westen des Stadtteils Tiengen befindet sich seit 1930 ein großes Umspannwerk für 380/220/110 kV der RWE AG. An dieser Anlage endet der westliche Zweig der von Herbertingen kommenden Nord-Süd-Leitung. Ein weiteres 380-kV-Umspannwerk befindet sich nur wenige Kilometer entfernt in Gurtweil.
Die Sparkasse Hochrhein wurde auf Anregung der Großherzoglichen Staatsbehörde zum 23. März 1856 als Waisen- und Sparkasse in Waldshut gegründet.
Ca. 13 km südlich von Waldshut befindet sich in Würenlingen (Schweiz) das zentrale Zwischenlager für in der Schweiz anfallende atomare Abfälle.

### Verkehr

#### Bahn

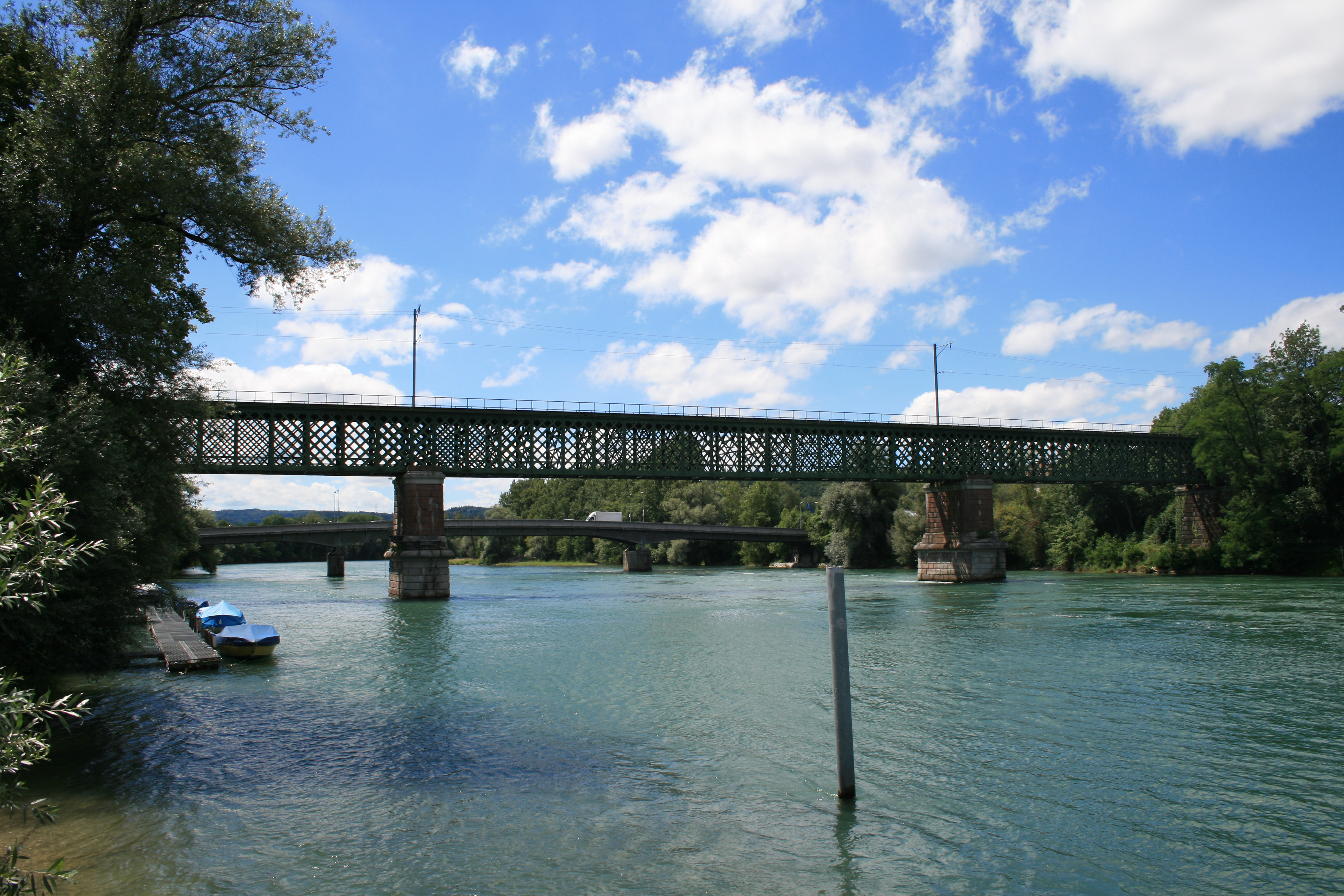
Rheinbrücken zwischen Waldshut und Koblenz AG (vorne Eisenbahn)

Die Stadt Waldshut-Tiengen liegt an der Hochrheinbahn zwischen Basel und Schaffhausen. Von Basel kommend erreicht die Strecke erst den Ortsteil Waldshut, bevor sie durch den Aarbergtunnel den Ortsteil Tiengen am Fuße des Vitibuck mit der dortigen Station erreicht. Über das Steinaviadukt geht es nach Lauchringen und Erzingen (Baden). Von dort führt die Strecke weiter in Richtung Schaffhausen und Singen (Hohentwiel).
Der Bahnhof Waldshut verfügt über einen Anschluss an zwei Schweizer S-Bahnnetze, wobei die Kapazitäten über die vor über 150 Jahren von Robert Gerwig gebaute Eisenbahnbrücke Waldshut-Koblenz begrenzt sind.
Die 1859 mit der Rheinbrücke eröffnete grenzüberschreitende Eisenbahnstrecke nach Koblenz im Kanton Aargau ist die älteste rheinquerende Strecke zwischen Deutschland und der Schweiz. Dadurch ist Waldshut auch Endhaltepunkt der S36 (Bülach–Bad Zurzach–Waldshut) des Zürcher S-Bahn-Netzes und der S27 (Baden–Döttingen–Koblenz–Waldshut) der S-Bahn Aargau. Die historische Wutachtalbahn hat ihren südlichen Endpunkt in Lauchringen. Den öffentlichen Personennahverkehr (ÖPNV) bedienen mehrere Buslinien des Verkehrsverbundes Waldshut.

#### Radverkehr
Durch Alltagsrouten aus dem Radnetz Baden-Württemberg ist Waldshut-Tiengen
- über Dogern, Albbruck und Laufenburg (Baden) mit Bad Säckingen,
- über Lauchringen und Erzingen mit Schaffhausen und
- über Lauchringen, Geißlingen, Grießen, Dettighofen und Jestetten mit Schaffhausen verbunden.

Durch Waldshut-Tiengen verlaufen die folgenden Landes-Radfernwege:
- Der baden-württembergische Rheinradweg von Konstanz bis Mannheim ist Teil des Rheinradwegs, der von der Quelle des Rheins am Oberalppass im Schweizer Kanton Graubünden bis zur Mündung bei Rotterdam führt bzw. dessen rechtsrheinischer Variante. Er verläuft von Schaffhausen kommend über Hohentengen am Hochrhein und Küssaberg nach Waldshut und weiter über Laufenburg nach Bad Säckingen. Er ist am Hochrhein ausgewiesen als Eurovelo-Route 6 (Atlantik – Schwarzes Meer) und 15 (Rheinradweg)[52] und als D-Routen 6 (Donauroute) und 8 (Rhein-Route)[53].
- Der Südschwarzwald-Radweg führt als Rundweg von Hinterzarten über Waldshut-Tiengen, Basel und Freiburg rund um den Naturpark Südschwarzwald. Er verläuft dabei entlang der Wutach von Wutöschingen über Lauchringen nach Tiengen und Waldshut und weiter am Rhein über Laufenburg nach Bad Säckingen.
- Der Schwarzwald-Panorama-Radweg führt von Pforzheim, Freudenstadt und Titisee-Neustadt kommend über Bonndorf im Schwarzwald, Stühlingen und Wutöschingen nach Waldshut-Tiengen.

#### Autobahn und Straßen
Auf der Straße ist Waldshut-Tiengen aus östlicher und westlicher Richtung über die Bundesstraße 34 und aus nördlicher Richtung über die B 500 erreichbar. Die Rheinbrücke nach Koblenz gewährleistet seit 1932 einen Anschluss an das schweizerische Straßennetz.
Die Röhre des Bürgerwaldtunnels in Tiengen ist ein bereits fertiggestellter Teil der im Bau befindlichen A98 mit je einer Auf- und Abfahrt, Waldshut-Tiengen/Ost und Waldshut-Tiengen/West.

#### Fähre
Dem lokalen Personenverkehr und dem Tourismus dient die Fähre Full–Waldshut in die Schweizer Ortschaft Full.

#### Flugplätze
Der SchweizerFlughafen Zürich befindet sich in einer Distanz von 43 km Luftlinie. Der nächstgelegene Flugplatz für kleinmotorige Flugzeuge ist der Segelflugplatz Bohlhof bei Wutöschingen.

### Behörden, Gerichte und Einrichtungen
Waldshut-Tiengen ist Sitz des Landratsamts Waldshut des Landkreises Waldshut. Landrat war bis zum 31. August 2014 Tilman Bollacher, seit 1. September ist Martin Kistler in diesem Amt. Die Stadt hat ein Amtsgericht und ein Landgericht sowie ein Notariat und ein Finanzamt. Ferner ist die Stadt Sitz des Regionalverbands Hochrhein-Bodensee. In Tiengen befindet sich seit 1982 die Polizeidirektion Waldshut-Tiengen.
Darüber hinaus ist sie Sitz des Kirchenbezirks Hochrhein der Evangelischen Landeskirche in Baden und des Dekanats Waldshut innerhalb der Region Hochrhein des Erzbistums Freiburg.
Der Tierschutzverein Waldshut-Tiengen leitet das Tierheim Steinatal.

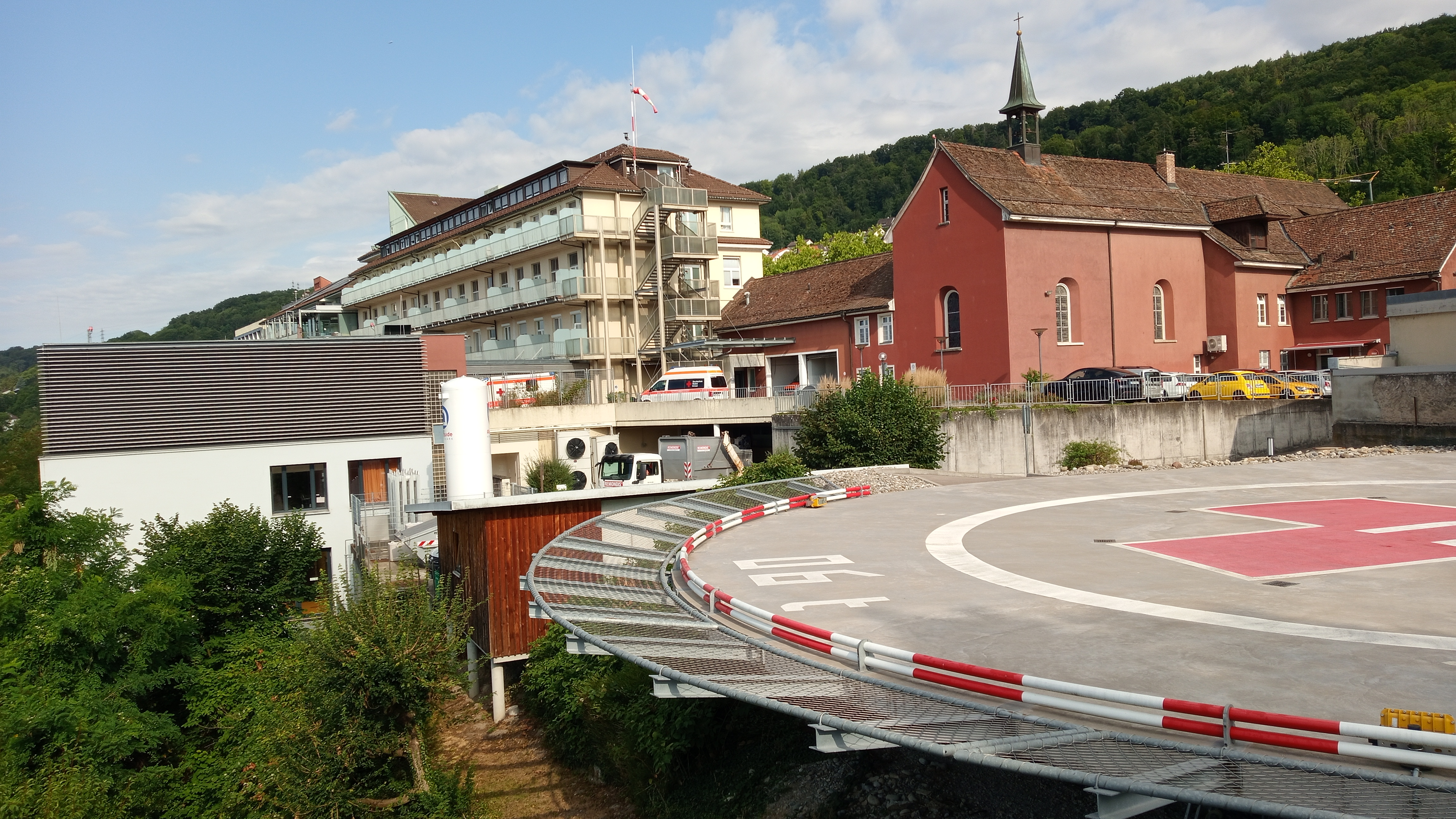
Südseite des Klinikum Hochrhein mit der Kapelle des ehemaligen Kapuzinerklosters und dem Helikopter-Landeplatz

### Krankenhaus, Spitalfonds, Kliniken
Im Stadtteil Waldshut befindet sich das in der Region größte Krankenhaus zur Grund- und Regelversorgung, das Spital Waldshut, dessen Anfänge im Mittelalter der Stadtgeschichte liegen. Seit 2012 besteht in direkter Nachbarschaft ein neu erbautes Psychiatrisches Behandlungszentrum. Dies ist eine Außenstelle des Zentrums für Psychiatrie Reichenau (zfp). Das ehemalige Krankenhaus im Stadtteil Tiengen aus dem Jahr 1893 war bis 2012 Seniorenresidenz und wurde 2013 von den Spitälern Hochrhein erworben. Vorgesehen ist es als Unterkunfts- und Schulungsort für den steigenden Bedarf in den Pflegeberufen.

### Medien

#### Geschichte
Der Verleger und Buchdrucker Carl Rudolph Gutsch aus Lörrach übernahm 1850 die Druckerei der Anna Maier. Das dort bis dahin erschienene Intelligenz-Blatt nannte er Amtliches Verkündigungs-Blatt für die Großherzoglichen Amtsbezirke Waldshut, Säckingen und Jestetten dazu erschien die Beilagenzeitung Alb-Bote. In den Anfangsjahren zunächst nur wöchentlich. Redakteur war Julius Fuchs der später Herausgeber des Trompeter von Säckingen in Säckingen wurde. Am 1. September 1860 übernahm der Buchdrucker und Verleger Heinrich Zimmermann die Redaktion. Er hatte eine Buchdruckerlehre bei Gutsch absolviert und war danach Herausgeber des Seeblatts in Friedrichshafen. Geschäftsführer war ab 1896 sein Bruder Carl Zimmermann, er wurde später Inhaber. Der Eintrag in das Handelsregister erfolgte am 15. Januar 1863. Die Druckerei befand sich zunächst im Haus Nr. 193, im Haus zur Farb. Die dazugehörende Buchhandlung war im Haus Nr. 172 untergebracht. Am 1. Oktober 1875 bezog die Druckerei Zimmermann ein Gebäude in der Vorstadt. Bereits 1874 wurde die Herausgabe einer zusätzlichen Zeitung bekanntgegeben, die Waldshuter Zeitung mit dem Waldshuter-Erzähler. Der Alb-Bote erschien ab 1901 täglich.
Am 1. September 1905 erschien im Verlag der Druckerei R. Phillipp die Neue Waldshuter Zeitung – St. Blasier-Zeitung – Anzeiger und freies Verkündigungsblatt für die Bezirke Waldshut und St. Blasien. Sie erschien wie zunächst der Alb-Bote dreimal wöchentlich. Redakteur war Alfred Bopp.

#### Aktuelles
Über das lokale Geschehen in Waldshut-Tiengen berichtet die Tageszeitung Südkurier (Sitz in Konstanz) mit dem 1972 in der Südkuriergruppe aufgegangenen Alb-Boten als Ableger. Der Südwestrundfunk ist mit einem Korrespondentenbüro ansässig. Dazu kommen die Anzeigenblätter WOM sowie Anzeiger Hochrhein. Bis 2003 berichtete außerdem der Schwarzwälder Bote mit einer eigenen Redaktion aus der Kreisstadt für die Ausgabe St. Blasien, die damals ersatzlos aufgegeben wurde. Er füllte die Lücke, die mit dem Wegzug der Badischen Zeitung entstanden war. Die Stadt Waldshut-Tiengen gibt ein eigenes Mitteilungsblatt heraus, das auf der Website der Stadt Waldshut-Tiengen auch online verfügbar ist.

### Bildung

#### Schulgeschichte

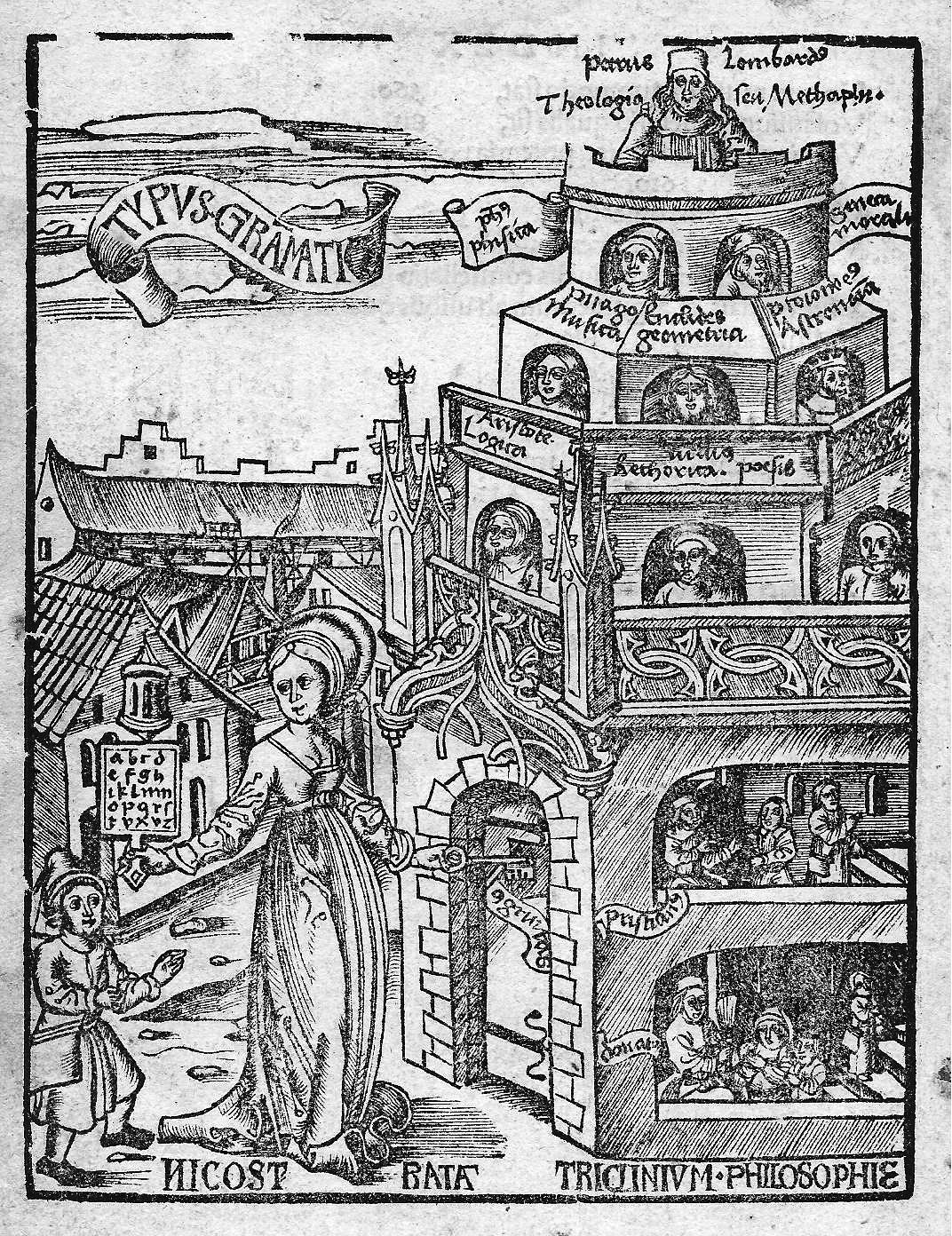
Gregor Reisch: Die zweistufige Lateinschule als Fundament des Turmes der Wissenschaften

Eine Lateinschule ist für Waldshut bereits im 13. Jahrhundert berichtet. Die erste Erwähnung eines Schulmeisters erfolgte um das Jahr 1300. Zweistufige Lateinschulen wurden in dieser Zeit zur Unterrichtung der Chorknaben der Stadtkirchen, in Waldshut der Johanniskirche, eingerichtet. Der Unterricht erfolgte durch die Kleriker. Im Keller der Johanniskirche, der unteren Kirche, befand im Mittelalter auch das Archiv der Stadt. Im Kleriker Werner dem Schreiber, der nach Martin Gerbert 1335 über einen Bestand von 50 Büchern verfügte, kann man auch den Schulmeister vermuten. Aufgrund der Existenz einer bedeutenden jüdischen Gemeinde bis 1411 kann auch die Existenz einer Judenschule abgeleitet werden, da die Ausübung Glaubens das Lesen der Thora erforderte. Der Leutpriester der oberen Kirche Johannes Schürmeiger vermachte seine Lehrbücher beinhaltende Bibliothek am 8. Mai 1450 seiner Kirche. Möglicherweise war die Lateinschule bereits zu diesem Zeitpunkt auf St. Leodegar, die obere Kirche, übergegangen. Gegen Ende des 15. Jahrhunderts sind hauptamtliche Schulmeister belegt. 1509 erlangte der Kleriker und Waldshuter Schulmeister Bernharter eine Pfründe im Bernischen Bolligen.
Einen Höhepunkt erlebte das Waldshuter Schulwesen im ersten Viertel des 16. Jahrhunderts. Die Matrikelbücher der Universitäten von Basel, Freiburg, Tübingen, Straßburg und verzeichnen ab 1500 mehrere Studenten mit dem Vermerk „Waldishutanus“, die nach abgeschlossenem Studium als Priester, Reformatoren in der Person Heinrich Schürers als Lektor bei Johann Amerbach tätig wurden. Der Waldshuter Kürschner und Täufer Jakob Gross war lese- und schreibkundig. Bei seiner Verhaftung in Augsburg 1527 besaß er mehrere Bücher. Eine Deutsche Schule ist für Waldshut erst ab dem 16. Jahrhundert anzunehmen. Erste nähere Angaben zu den Aufgaben des Waldshuter Schulmeisters finden sich im Beeidigungsformular von 1631. Erst während der französisch-schwedischen Besatzung von 1638 bis 1650 scheint der Schulbetrieb eingestellt worden zu sein. Die Schulmeister verdingten sich in dieser Periode in der benachbarten Schweiz. Im 18. Jahrhundert beschwerten sich die Waldshuter Schulmeister, dass sie zum Fron- und Wachtdienst auf den Mauern herangezogen wurden. Durch die Schulreform Maria-Theresias wurde die Unterrichtspflicht in den Elementarschulen auf sechs Jahre erweitert. Das Waldshuter Schulwesen fiel jedoch durch die josefinischen Schulreformen und vor allem durch den Übergang an Baden für eine lange Zeit zurück. Die weiterhin ausschließlich für männliche Schüler vorgesehene Hochschulreife konnte zu Beginn des 19. Jahrhunderts nur noch extern erworben werden. Das Bürgertum schickte seine Söhne bevorzugt nach Freiburg, Villingen und Konstanz. Der Syndikus Mathias Föhrenbach vertraute seine Söhne lieber Pestalozzi in Yverdon an. Deren Aufnahme wurde durch den Waldkircher Pfarrverweser Philipp Jakob Nabholz vermittelt.
Im sulzischen und schwarzenbergischen Tiengen wurde 1585 mit Lucas Beckh erstmals ein Schulmeister und dies aufgrund seines konsequent liederlichen Lebenswandels erwähnt (Sein Sohn Johann Jakob von Beck brachte es zum Kaiserlichen Rat). Der Unterricht erfolgte bis ins 19. Jahrhundert fakultativ durch die Kapläne. Ab 1862 wurden die Tienger Schüler an die Waldshuter Höhere Bürgerschule verwiesen. Die große jüdische Gemeinde unterhielt bis 1861 in den privaten Häusern eine eigene Schule, die erstmals in einem Aufnahmebrief von 1718 erwähnt ist. Von 1827 bis 1876 bestand in Tiengen eine israelitische Konfessionsschule, die mit der Einführung der allgemeinen Schulpflicht obsolet wurde.
Nach dem Übergang Vorderösterreichs an Baden im Dezember 1805 erarbeitete eine Großherzogliche Badische Studienkommission die Neustrukturierung des übernommenen Schulwesens. Das Gymnasium in Villingen sollte zugunsten von Lateinschulen in kleineren Städten reduziert werden. Unter den vorgeschlagenen Orten stand Waldshut an letzter Stelle. Die mit Erlass des Großherzoglichen Innenministeriums vom 28. Dezember 1814 mit einem Schulfonds versehene, auf der Elementarschule aufbauende, zweiklassige Bürger- und Realschule in Waldshut entwickelte sich über eine vierklassige Höhere Bürgerschule (1840) und Oberrealschule (1893) erst spät zu einem Realgymnasium (1906). Mädchen wurden erst ab dem Schuljahr 1901/02 aufgenommen. Das Abitur konnte ab 1924 abgelegt werden, die Umbenennung zum Gymnasium erfolgte erst 1948. Das Berufsschulwesen begann am 16. Januar 1837 mit der Aufnahme des Schulbetriebes der Gewerbeschule.
Ausgehend von 20 Schülern zu Beginn des Jahrhunderts unterrichteten 1870 in Waldshut fünf Lehrer 45 Schüler. Die 1810 gegründete Lehrerbibliothek umfasste zu dieser Zeit 300 Bände, die Schülerbibliothek 200 Bände. Der Lehrer der Waldshuter Bürgerschule Franz Xaver Holzapfel verfasste 1834 ein Geometrielehrbuch: Grundlehren der Elementar-Geometrie : mit Anwendung auf Berechnung der Flächen und Körper für Bürgerschulen, das in der ersten Ausgabe von der Witwe Maier in Waldshut verlegt wurde und mehrere Auflagen erlebte. Raymund Netzhammer, Erzbischof von Bukarest besuchte von 1871 bis 1876 die Höhere Bürgerschule in Waldshut.

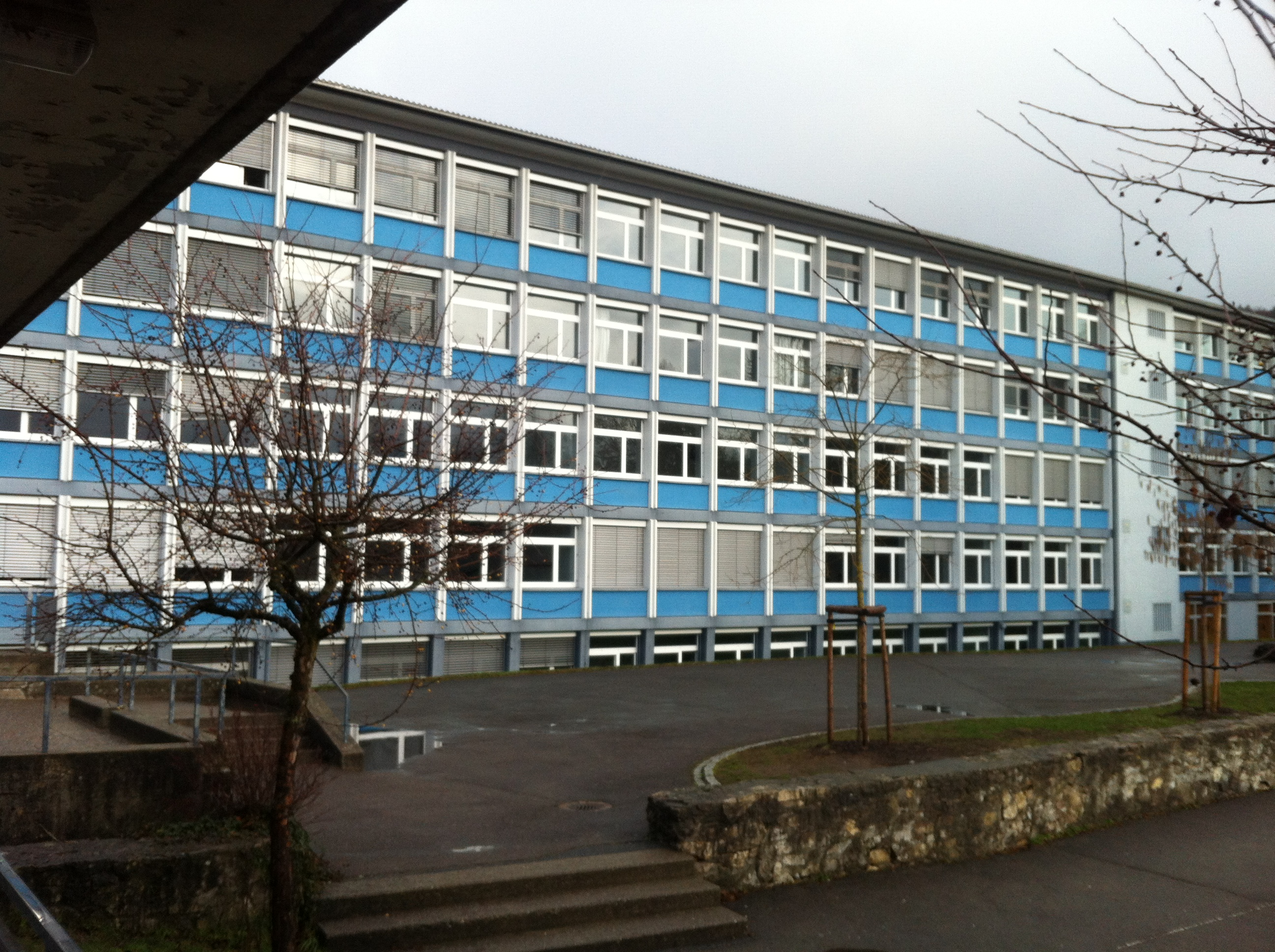
Hauptgebäude des Gymnasiums in Waldshut

#### Schullandschaft
In Waldshut-Tiengen gibt es zwei allgemeinbildende Gymnasien (Hochrhein-Gymnasium Waldshut und Klettgau-Gymnasium Tiengen), zwei Realschulen (Robert-Schuman-Realschule Waldshut und Realschule Tiengen), vier Sonderschulen: Waldtor-Schule und Langensteinschule (Förderschule) mit Sprachheilschule, eine Schule für Körperbehinderte (Wutachschule) und eine Schule für geistig Behinderte (Carl-Heinrich-Rösch-Schule), drei Grundschulen (Heinrich-Hansjakob-Grundschule Waldshut, Theodor-Heuss-Schule Waldshut und Johann-Peter-Hebel-Grundschule Tiengen) sowie zwei Grund- und Werkrealschulen (Grund- und Werkrealschule Gurtweil und Hans-Thoma-Schule Tiengen). In Tiengen besteht die beliebte Musikschule Südschwarzwald, es können viele Musikinstrumente erlernt werden, die Musikschule veranstaltet regelmäßig Konzerte und nimmt an Wettbewerben wie Jugend musiziert teil.
Der Landkreis Waldshut ist Träger der Gewerbeschule Waldshut (unter anderem mit Technischem Gymnasium), der Justus-von-Liebig-Schule – Hauswirtschaftlich-Sozialpädagogische und Sozialpflegerische Schule (unter anderem mit Biotechnologischem und Ernährungswissenschaftlichem Gymnasium), der Kaufmännischen Schule (unter anderem mit Wirtschaftsgymnasium), der Carl-Heinrich-Rösch-Schule für geistig Behinderte mit Schulkindergarten für geistig Behinderte und der Wutachschule für Körperbehinderte mit Schulkindergarten für Körperbehinderte sowie zweier Förderschulen, der Langenstein-Schule im Stadtteil Tiengen und der Waldtor-Schule im Stadtteil Waldshut.
In Waldshut gibt es die Bildungsakademie Waldshut der Handwerkskammer Konstanz mit Schwerpunkt Holzbearbeitung, Farbe und Wohnen.
Die Volkshochschule Waldshut-Tiengen bietet Kurse aller Art, Schwerpunkte sind Sprachen und Computerkurse, angeboten werden auch Freizeitaktivitäten.
Das private Hochrhein-Bildungs- und Beratungszentrum HBBZ, die private Berufsfachschule für Maskenbildner und Make-up-Spezialeffekte, die „Christliche Schule Hochrhein“ (Grund- und Realschule), die Fachschule für Landwirtschaft und die Schule für Erziehungshilfe am Heim Küssaberg runden das schulische Angebot Waldshut-Tiengens ab.
Nahe bei Waldshut in der Nachbargemeinde Weilheim gibt es die katholische Gustav-Siewerth-Akademie. Es war dies eine seit 1988 staatlich anerkannte wissenschaftliche Hochschule in privater Trägerschaft. Im Juni 2013 wurde der Hochschule durch die baden-württembergische Wissenschaftsministerin Theresia Bauer die staatliche Anerkennung entzogen, da sie mit ihrem nebenberuflichen wissenschaftlichen Personal, für das jährlich 12.000 bis 26.000 Euro aufgewendet würden, keine nachhaltige Hochschulstruktur vorzuhalten in der Lage sei. Sie wurde gegründet von Alma von Stockhausen, die auch Dekanin der Akademie war. Derzeitiger Rektor ist Albrecht von Brandenstein-Zeppelin. Die Akademie lehrt in den Fächern Philosophie, Soziologie, Journalistik, Philosophie der Naturwissenschaften, Katholische Theologie und Pädagogik.
Auf dem Vitibuck wurde 1955 die Badische Bauernschule des Badischen Landwirtschaftlichen Hauptverbandes angesiedelt, die allerdings 2004 wieder geschlossen wurde.

#### Hochschule
Die Fachhochschule des Mittelstands (FHM) wurde im Jahr 2000 in privater Trägerschaft gegründet und bietet speziell auf den Mittelstand ausgerichtete, staatlich anerkannte Studiengänge aus den Bereichen Medien, Journalismus, Marketing, Informatik und Wirtschaft an. Die FHM hat ihren Verwaltungssitz in Bielefeld mit Niederlassungen in Bamberg, Düren, Hannover, Köln, Frechen, Berlin, Rostock und in Waldshut-Tiengen.
Seit 2017 bietet die FHM die Möglichkeit, Fach- und Führungskräfte im Gesundheits- und Sozialwesen in Süddeutschland zu qualifizieren und hat mit der Gründung des Instituts für Gesundheit einen FHM-Hochschulcampus in Waldshut-Tiengen eingerichtet mit seinen zwei Studienzentren Waldshut und Bad Säckingen.

### Freizeit- und Sportanlagen
Neben Schwimmbädern in Waldshut und Tiengen, einem Hallenbad in Waldshut, dem Langensteinstadion in Tiengen, bestehen ein Trimm-dich-Pfad, eine Reithalle, Tennisplätze und eine Tennishalle.
Auf dem Vitibuck (458 m) bei Tiengen steht ein Aussichtsturm mit Blick über den Klettgau und auf die Alpenkette.

## Vereine
Die Stadt Waldshut-Tiengen hat zahlreiche Vereine. Der
- Billardverein BSV Tiengen spielte in der 2. Poolbillard-Bundesliga.

Nennenswert auch der
- Geschichtsverein Hochrhein.

Der traditionsreiche Fußballclub
- FC Tiengen 08[72] wurde 1908 durch interessierte Tiengener gegründet. Zur 30-Jahr-Feier im Jahr 1938 mit dem Spiel Young Fellows Zürich gegen Wormatia Worms fanden sich 3000 Zuschauer am Langenstein ein. Ein großer Erfolg der Tiengener A-Jugend war 1943 die Badische Jugendmeisterschaft.[73] Die erste Mannschaft kam über die B-Klasse in die A-Klasse (heutige Bezirksliga), in der sie 1952 Meister wurde und in die 2. Amateurliga (heutige Landesliga) aufstieg, in der sie bis 1966 durchgehend eine starke Rolle spielte.[74]

Für Waldshut bedeutend sind die
- Junggesellenschaft 1468 Waldshut und der
- VfB Waldshut

Die Gruppe der
- Klettgauer-Heimattracht e. V. hat ihren Sitz in Tiengen und fördert die Tracht des Klettgaus.

Aktiv ist auch der
- TCS TanzSportClub Blau-Weiß Waldshut-Tiengen e. V.
- WSV Waldshut e. V.

Für die Fastnacht bedeutend sind die Musik- und Guggemusikgruppen der
- Narro-Zunft Waldshut
- Guggenmusik Waldstadtfäger Waldshut 1979 e. V.
- Surianer mit dem Narrenhäs des Hansele
- Guggenmusik Zarte Säu Tiengen e. V. 1987

## Kultur und Sehenswürdigkeiten

### Theater
Es gibt ein Kino in Waldshut sowie ein Theater in Tiengen (Lichtspielhaus).

### Museen

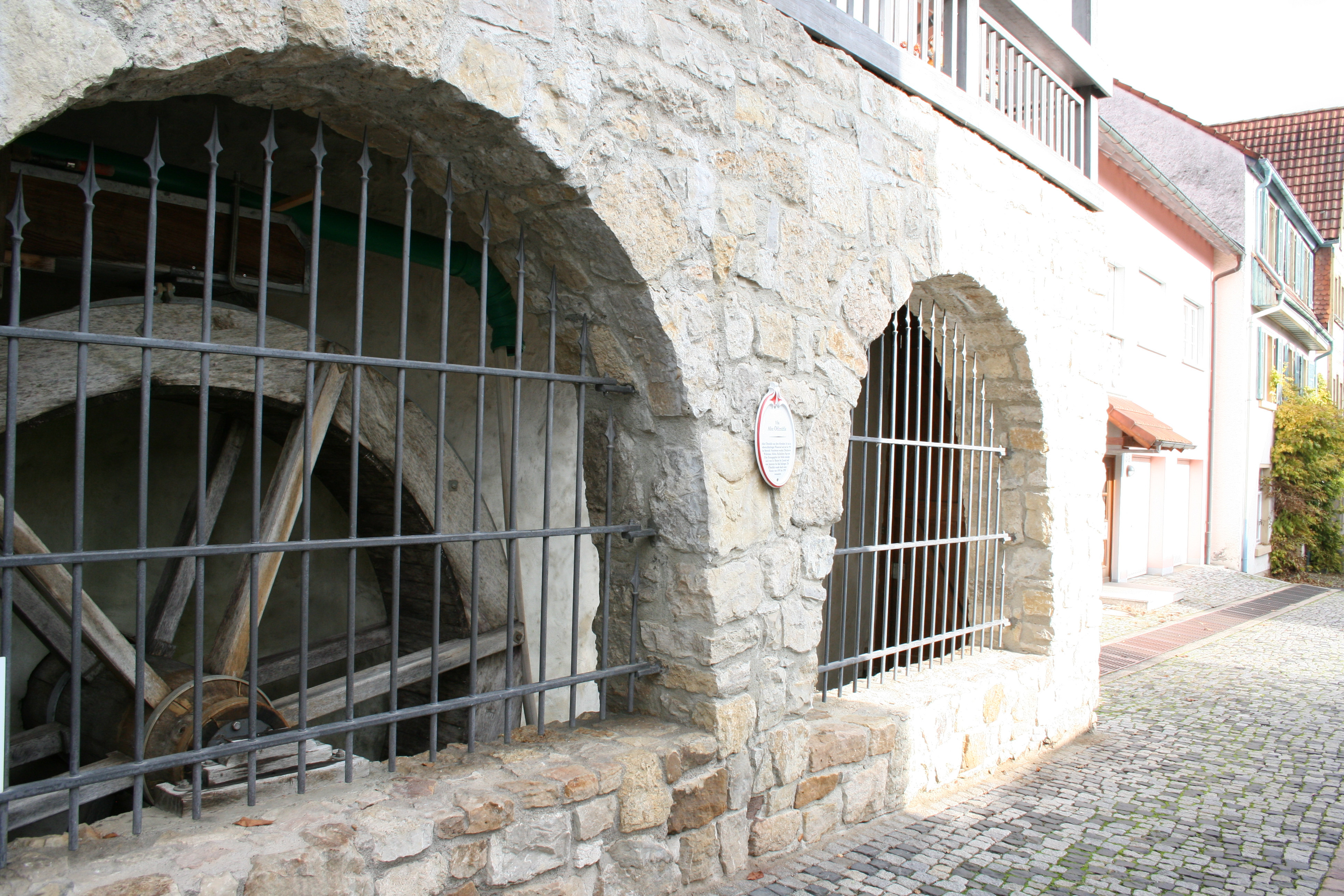
Die alte Ölmühle in Tiengen

In Waldshut das Heimatmuseum Alte Metzig, in Tiengen das Klettgau- und Heimatmuseum im Schloss und die Ölmühle in der Altstadt, angetrieben vom Talbach.

### Archive und Bibliotheken
Waldshut und Tiengen verfügen über je eine eigene öffentliche Bücherei und über ein gemeinsames Stadtarchiv Waldshut-Tiengen in der Wallstraße. Seit Oktober 2016 wird es durch den Historiker Ingo Donnhauser hauptamtlich geleitet. Seit dem 1. Juli 1991 besteht das Kreisarchiv des Landkreises Waldshut in Albbruck, die Leitung hat der Historiker Jürgen Glocker.

### Bauwerke
in Waldshut

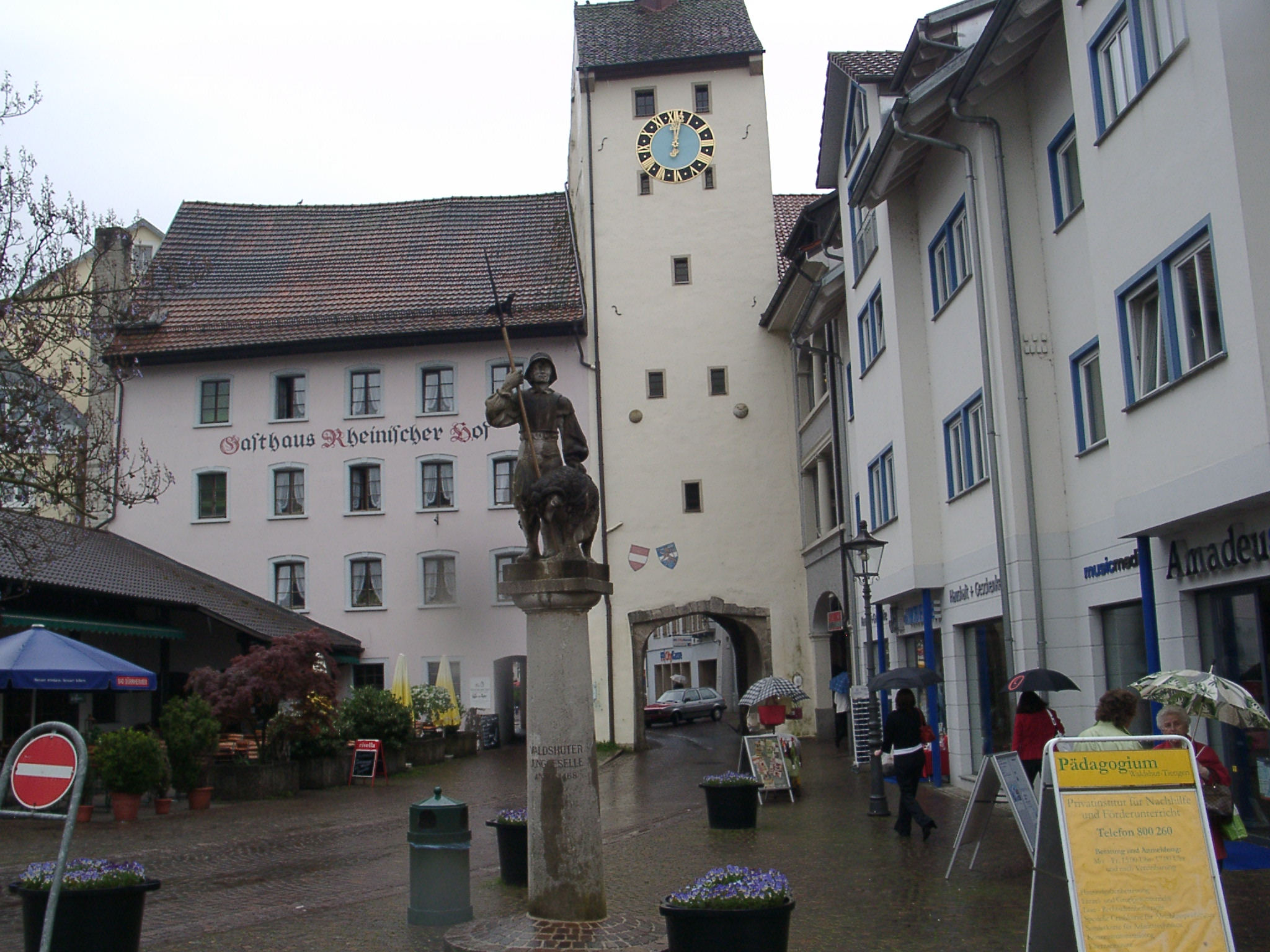
Waldshut, Unteres Tor

Das „Obere Tor“, auch „Schaffhauser Tor“ genannt, ist eines der Wahrzeichen der Stadt. Das östliche Stadttor wurde auf Fundamenten aus dem 13. Jahrhundert erbaut, bis 1864 diente es als Stadtgefängnis.
Die Kaiserstraße (Fußgängerzone) ist die Hauptstraße Waldshuts. In ihrer Mitte fließt seit der Errichtung der Fußgängerzone wieder der Stadtbach. Ferner gibt es hier drei Brunnen mit Brunnenfiguren; sie orientieren sich an den Standorten historischer Vorbilder, deren Brunnenfiguren heute auf der Seltenbachbrücke aufgestellt sind.
Weitere besondere Gebäude in Waldshut sind das „Schultheißsche Haus“, das Greiffeneggschlösschen, das Waldvogteiamt, das „Untere Tor“ (auch „Basler Tor“ genannt, westliches Stadttor), die „Alte Metzig“, ein Renaissancebau von 1588, das „Haus Zum Meerfräulein“ sowie das „Haus Zum Wilden Mann“ mit großer Hotzenhaube und Zunftstube, das Roll’sche Haus derer von Roll und das unter dem Baumeister Ferdinand Weitzenegger erbaute Rathaus Waldshut. Das Hotel Rebstock ist heute ein Kaufhaus. Die Gottesackerkapelle wurde 1683 erbaut. Der Hexenturm ist ein Rundturm der inneren Stadtbefestigung, der zeitweise als Gefängnis für Glaubensabtrünnige diente. Auf dem Aarberg befindet sich der Sender Waldshut.
in Tiengen

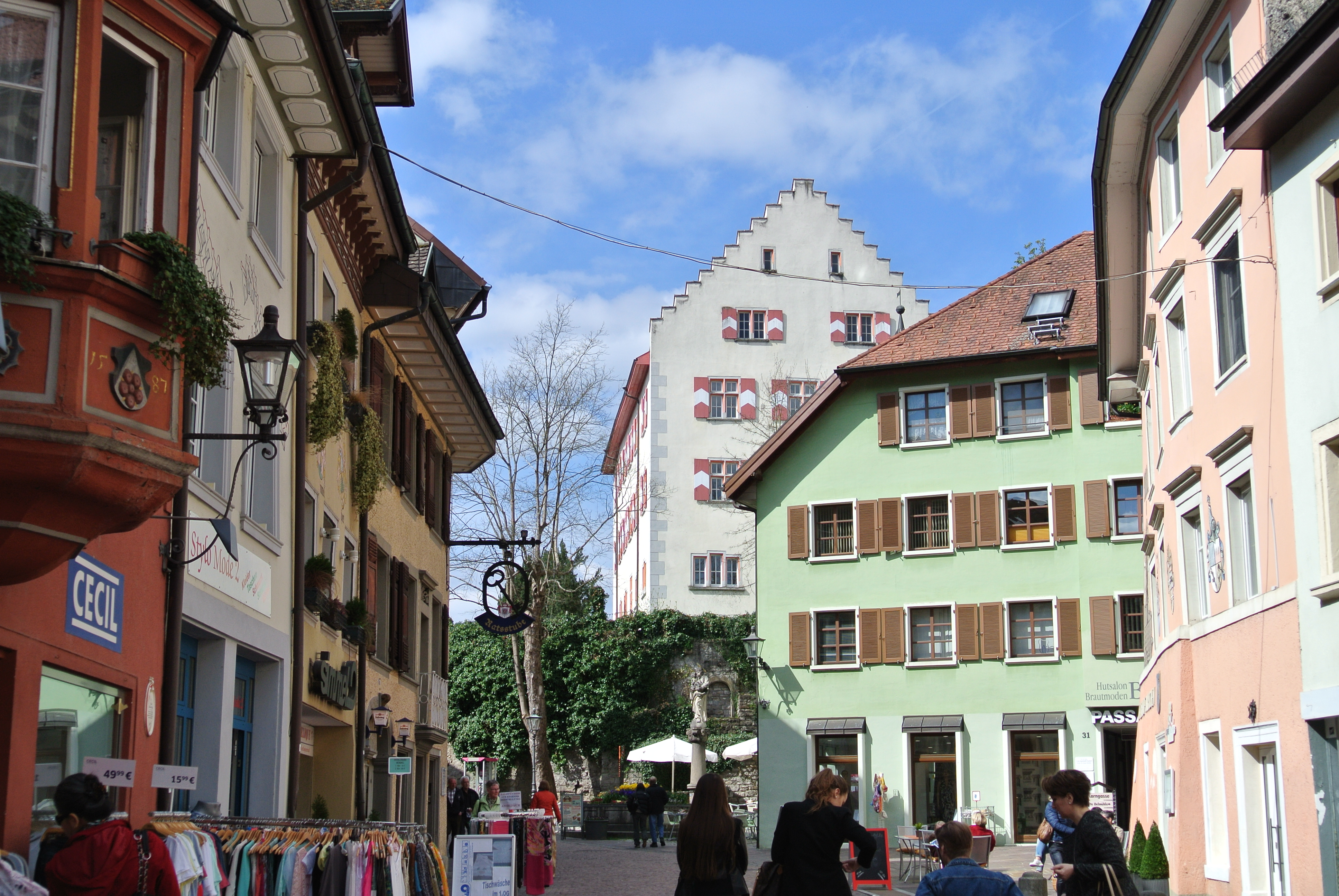
In der Fußgängerzone in Tiengen

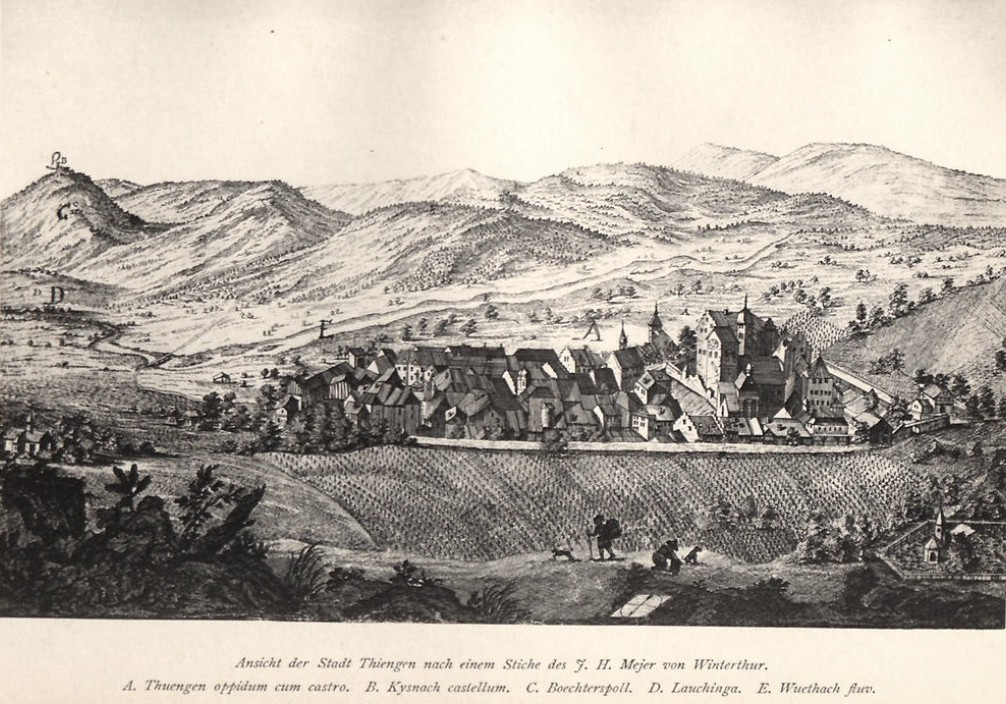
Tiengen – Faksimile nach einem Stich von J.H. Mejer

Ein Menhir bei Tiengen an der Wutach, der Lange Stein, zeugt von früher Besiedelung der Gegend. Den Römern war das Land als Dekumatenland und später als Germania superior zugehörig.
Wahrzeichen ist das Schloss, welches das „Alte Schloss“, ein ehemaliger Wohnturm der alten Burg Tiengen, und das „Neue Schloss“ umfasst. Es gehörte zunächst den Grafen von Sulz, später war es Residenzschloss der Fürsten zu Schwarzenberg. Das „Neue Schloss“ wurde nach dem Dreißigjährigen Krieg wieder aufgebaut. Nach dem Verkauf von Schloss und Standesherrschaft am 19. Juli 1812 an das Haus Baden wurden die Ahnenbilder in das Schwarzenbergische Schloss Frauenberg (Hluboká) und das Archiv der Sulzer nach Wittingau in das dortige Schloss Třeboň gebracht. Das Herrschaftsarchiv ging mit dem Verkauf an das Badische Landesarchiv (heute: Generallandesarchiv Karlsruhe).

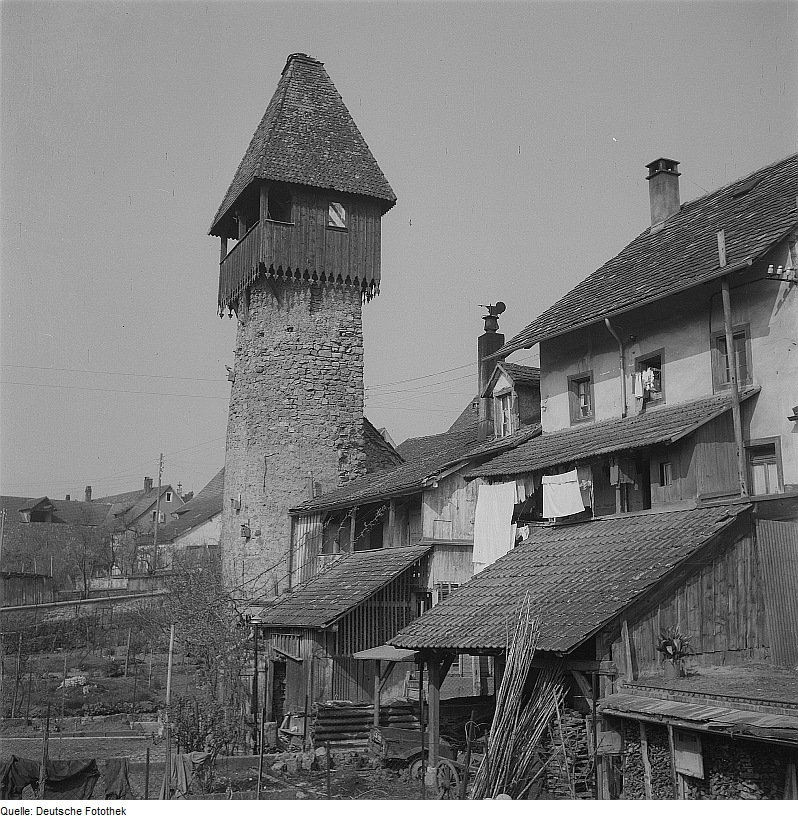
Storchenturm (1950)

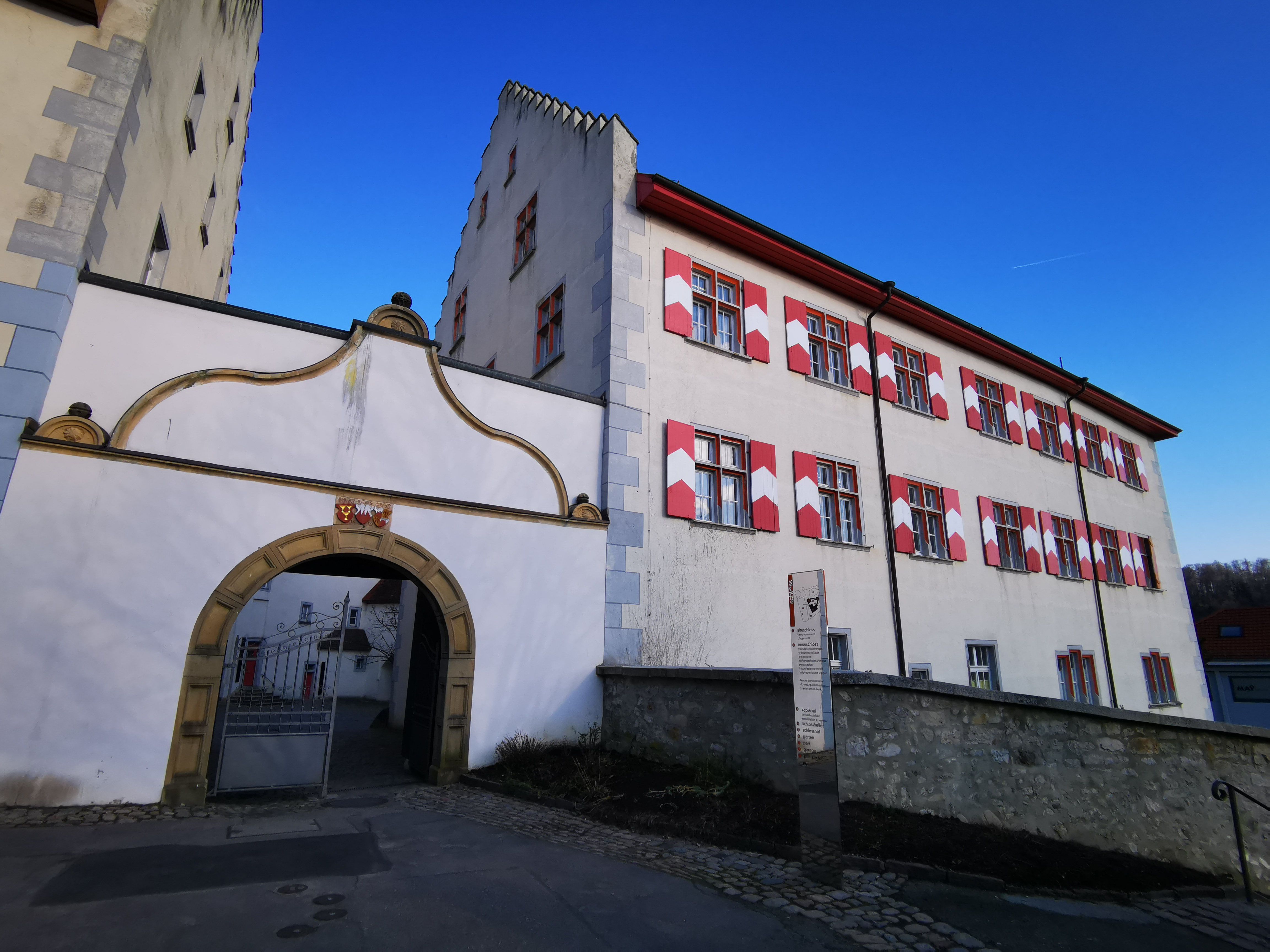
Das Schloss in Tiengen. Links der alte Teil und rechts das Neue Schloss.

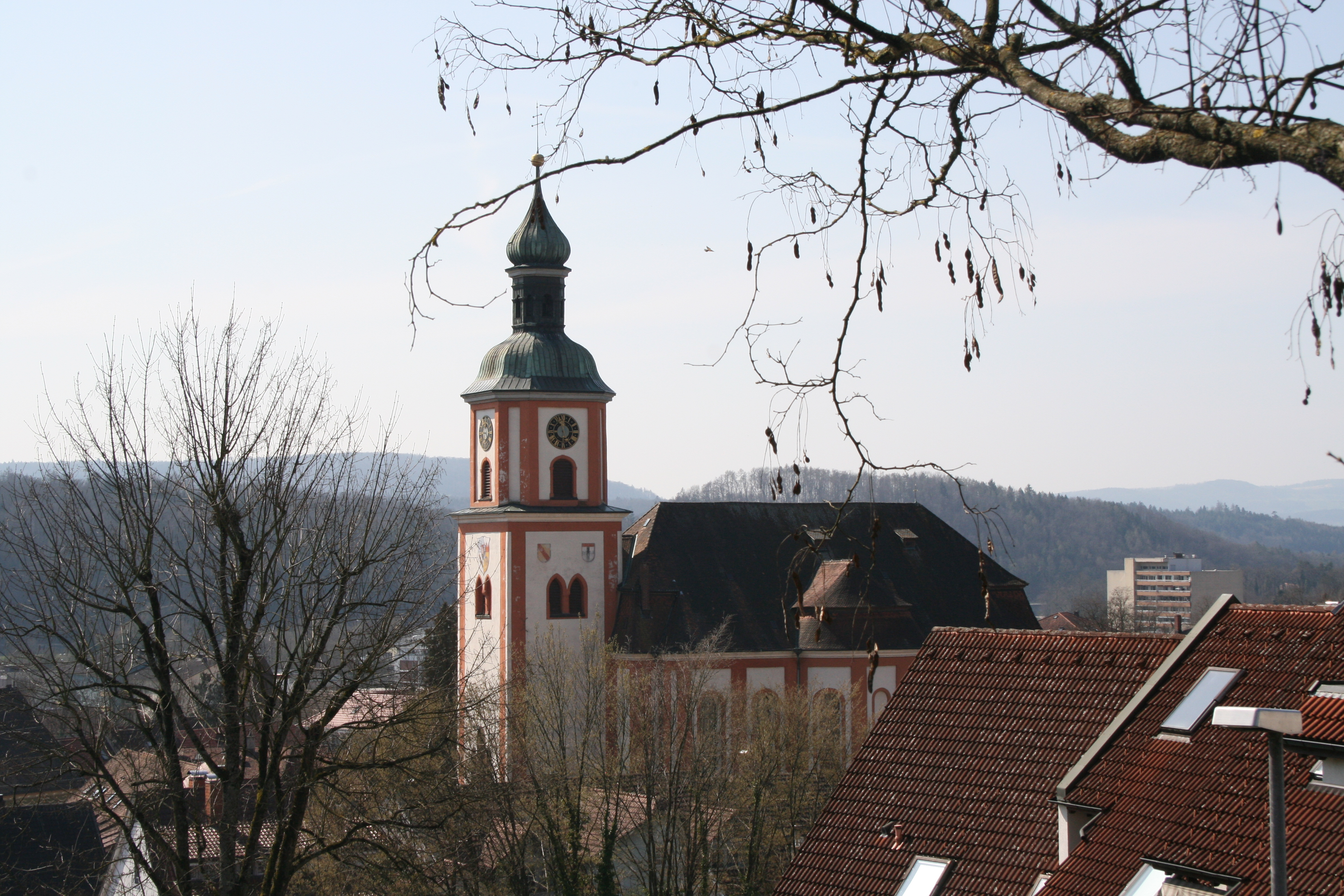
Blick auf die kath. Pfarrkirche Mariä Himmelfahrt Tiengen

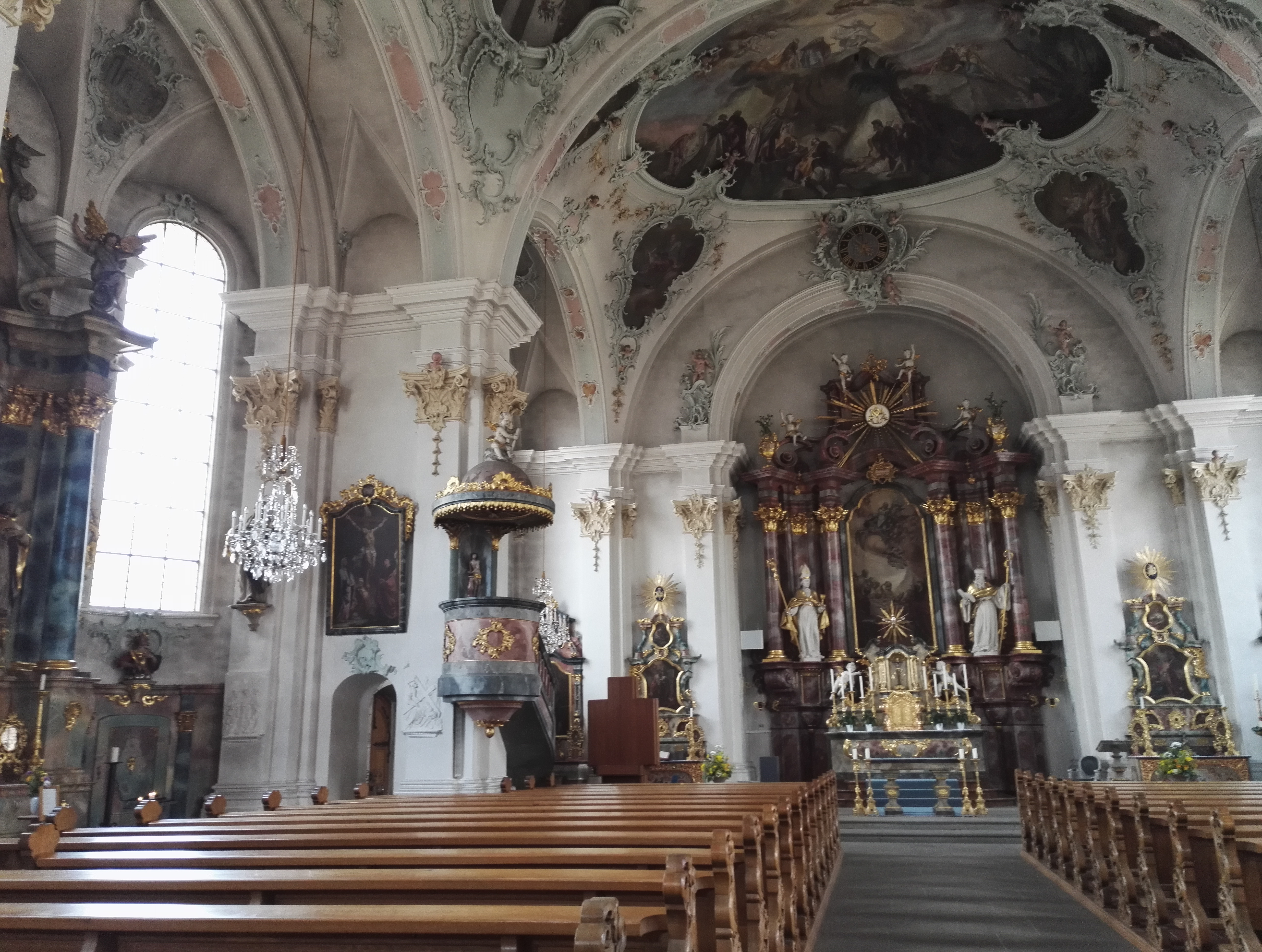
Innenraum der kath. Pfarrkirche Mariä Himmelfahrt Tiengen

Eckpfeiler der alten Stadtbefestigung war der Storchenturm (erbaut um 1300). Er diente teilweise als Gefängnis (Diebsturm). Die 1899 aufgesetzte Haube trägt noch heute ein (allerdings ungenutztes) Storchennest, von dem sich der Name ableitet. Das Rathaus in Tiengen wurde im 16. Jahrhundert erbaut. 1826 wurde die Fassade im Stil der Klassizistik vorgeblendet. Die ehemalige Stadtvogtei, ein spätgotisches Patrizierhaus wurde im Jahr 1568 erbaut. Ebenfalls aus dem 16. Jahrhundert ist das ehemalige Stadtpfarrhaus und das Schwarzenbergische Rentamt, ein ehemaliges Patrizierhaus aus dem Besitz des Junkers Im Hoff. In der Hauptstraße steht das älteste Gasthaus Tiengens, „Zum Hirschen“. 1790 erhielt der Hirschenwirt 700 Gulden Entschädigung für Einquartierungen des Militärs. An der Fassade befinden sich ein Sgraffito, das den hl. Bernhard von Clairvaux darstellt, der hier übernachtet haben soll. Angebracht wurde es in den 1930er Jahren. Ergänzt wird es vom Wappen des Klosters St. Blasien.
Tiengens Altstadt zieren neben dem offene Bächle mehrere Brunnen, unter anderem der Schlossbrunnen, erneuert 1782–1789 durch Fürst Nepomuk von Schwarzenberg, der „Obere Brunnen“ (Josefsbrunnen) von 1604, der „Untere Brunnen“ (Marienbrunnen) erstmals genannt 1415, beide mit einer Steinskulptur (1735–1745) gefertigt vom Bildhauer Joseph Dietsche, der Marktplatzbrunnen Tiengen, der Osterbrunnen (Brünnele), den Narrenbrunnen auch „Hänsilibrunnen“ genannt in der Grünanlage beim Bahnhof mit einer Skulptur die den Hänsili, die Traditionsfigur der Surianer darstellt, gefertigt von dem Künstlerpaar Inge Regnat-Ulner und Alfred Regnat. Erwähnenswert auch die Ölmühle, restauriert durch Bürger der Stadt.

### Kirchen
in Waldshut
- Die Katholische Stadtpfarrkirche Liebfrauen ersetzte 1808 die abgebrochene „Untere Kirche St. Johann“ und die teilabgebrochene „Obere Kirche“. Während der Bauzeit wechselte die Bauträgerschaft vom Stift St. Blasien zum Großherzogtum Baden. Der Stiftsbaumeister Sebastian Fritschi, nunmehr Stadtbaumeister, stellte den Bau bis 1808 fertig. Bemerkenswerterweise wurde das Wappen des letzten Abtes Berthold Rottler über dem Hauptportal beibehalten. Der spätgotische Chor aus dem späten 15. Jahrhundert wurde in den Neubau integriert. Der mit Ziegeln überladene Turm der „Oberen Kirche“ stürzte während des Umbaus in die Seltenbachschlucht. Die Innenausstattung erfolgte durch Johann Friedrich Vollmar und integrierte Teile der ehemaligen Ausstattung des Dom St. Blasien. Das nebenstehende katholische Pfarrhaus von 1749 ist eine der ersten Auftragsarbeiten von Johann Caspar Bagnato für den Fürstabt Meinrad Troger.
- Die evangelische Versöhnungskirche wurde 1977 als Ersatz für die dem Ausbau des Spitals geopferte Evangelische Kirche erbaut.
- Mennonitische Kirche
- Die ehemalige privat gestiftete Marienkapelle des Bäckermeisters Landolin Göppert in der Eschbacherstraße, 1996 neu geweiht dem seligen Karl Leisner
- Kapelle zum Hl. Kreuz auf dem Kalvarienberg (Kalvarienbergkapelle)
- Kapellen im Spital Waldshut
- Die alte Spitalkapelle
- Gottesackerkapelle und Alter Friedhof mit einer Ölberggruppe von Wilhelm Walliser

in Tiengen
- Die Katholische Pfarrkirche Mariä Himmelfahrt ist ein Alterswerk des Baumeisters Peter Thumb 1753 bis 1755 und noch ganz im Barockstil errichtet. Der Turmunterbau ist aus der Gotik. Darunter befand sich die Gruft der von Sulz, die 1978 wiederentdeckt wurde und in Teilen im Archäologischen Landesmuseum in Konstanz ausgestellt ist. Das Geläut der Kirche besteht aus sieben Glocken.[78] Das spannungsvolle Raumgefüge und die reiche barocke Auszierung mit Stuck des Meisters Johann Georg Gigl aus der Wessobrunner Schule, das Decken- und Chorbogen Fresko des Barockmalers Eustachius Gabriel und die Ausstattung mit Hochaltar, Seitenaltären, Kanzel und Orgelempore harmonisieren den Innenraum zu einem Gesamtkunstwerk. Ebenfalls sehenswert das von Lisenen gegliederte Äußere der Kirche.[79]
- Die evangelische Christuskirche wurde 1905 im Stil der Neugotik durch den Baumeister Rudolf Burckhardt erbaut.
- Die Heilig-Kreuz-Kapelle (Tiengen) wurde 1509 als Wallfahrtskapelle erwähnt, in ihrer heutigen Form um 1631 erbaut. Ein Glockentürmchen als Dachreiter ist ihre Zier.
- Die Friedhofskapelle wurde 1691 erbaut. An ihrer Außenwand befinden sich einige historische Grabsteine.

in den Stadtteilen
- Katholische Kirche in Aichen (erbaut 1973)
- Kapelle in Allmut (erbaut 1886)
- St. Georg in Breitenfeld (erbaut 1861)
- St. Oswald in Detzeln (erbaut im 16. Jahrhundert)
- St. Pankratiuskapelle in Eschbach (erbaut um 1500)
- St. Konrad in Gurtweil (ursprünglich 1612, jedoch 1740 bis 1747 neu erbaut)
- St. Josephskapelle in Indlekofen (erbaut 1877)
- Kirche in Krenkingen (erbaut 1766)
- Kapelle Johannes der Täufer (erbaut um 1730)
- Kirche Maria Himmelfahrt in Waldkirch (erbaut 1758)
- Michaelskapelle in Gaiß (1830)
- Josephskapelle in Schmitzingen (1953).

## Regelmäßige Veranstaltungen
- im Mai, alle zwei („ungeraden“) Jahre: Märchenfest in Tiengen
- im Juni: Pfingstreitturnier – in Tiengen auf dem Festplatz an der Wutach, immer an Pfingsten, Veranstalter: RV Tiengen
- im Juli: Schwyzertag in Tiengen mit Festumzug und Feuerwerk
- im Juli: Jazzfest in Tiengen
- im August: Waldshuter Chilbi mit Festumzug
- am ersten Wochenende im September: Kunst- und Handwerkermarkt, Veranstalter: Aktionsgemeinschaft Tiengen e. V.
- im September/Oktober: Erntefest in Tiengen
- Weihnachtsmärkte in beiden Städten

## Persönlichkeiten

### Ehrenbürger
Die Stadt Waldshut-Tiengen bzw. die beiden früheren Städte haben u. a. folgenden Personen das Ehrenbürgerrecht verliehen:
- 1929: Franz Haas (1876–1953), Oberlehrer
- 1931: Josef Bieser, kath. Stadtpfarrer 1906–1943
- 1964: Hermann Dietsche, Nachkriegs-Bürgermeister (1945–1957)

### Söhne und Töchter der Stadt
- Diethelm von Krenkingen († 1206), Abt des Klosters Reichenau und ab 1198 Bischof des Bistums Konstanz
- Nikolaus I. von Gutenburg (nach 1300–1364), 25. Abt des Klosters Einsiedeln
- Konrad Wolf (tätig um 1428), Orgelbauer
- Clevi Fryger (* um 1442), Lesemeister und Chronist
- Isenhofer von Waldshut (* um 1443), österreichischer Offizier und Verfasser eines Schmähliedes
- Meinrad Schütz (um 1440–vor 1500), Söldnerführer im Dienst der Stadt Basel und des Fürsten von Orange
- Rudolf V. von Sulz (1478–1535), Landgraf im Klettgau
- Hans Luterer (um 1489–1548), deutscher und Schweizer Uhrmacher
- Johann Valentin Furtmüller (1497–1566), Tischler und Reformator
- Johannes Husner (um 1500–nach 1536), Humanist und Verfasser eines Epitaphs auf Erasmus von Rotterdam
- Veronika Albrecht (um 1500–nach 1528), Täuferaktivistin
- Jakob Gross (um 1500–nach 1531), Kürschner und Täuferprediger
- Johannes Glotter (um 1500–1541/1542), Theologe und Reformator in Mülhausen
- Hans Ulrich Glöckler (1560–1611), Kunstschreiner und Bildhauer
- Karl Ludwig von Sulz (1560–1616), kaiserlicher Feldzeugmeister, Oberster der Stadt Wien, Reichshofrichter zu Rottweil und Präsident des Hofkriegsrates
- Johann Jakob von Beck (1566–1629), Landvogt des Klettgau, Freiherr zu Willmendingen
- Martin Steineck (1586–1659) Benediktiner im Kloster St.  Blasien, Theologe und Prior in Salzburg
- Johann Ludwig II. von Sulz (1626–1687), Landgraf im Klettgau, Hofrichter am Hofgericht in Rottweil
- Johann Caspar Albrecht (1639–1711), Pfarrer und Militär
- Johann Konrad Stoppel (1641–vor 1714), Geigenbauer
- Johann Christoph Feinlein (vor 1620–nach 1685), Tischler und Architekturtheoretiker
- Mathias Balthasar Zeyer (1663–unbekannt), Bildhauer
- Johann Christoph Albrecht (tätig 1692–1725), Orgelbauer
- Leonard Leopold Maldoner (1694–1765), Archivar und Historiker
- Edmund Weidner (1701–1748), Bibliothekar des Klosters St. Gallen
- Johann Friedrich Fridolin von Kageneck (1707–1783), Adliger
- Joseph Hartmann (vor 1721–1789) in Tiengen, Freskant und Maler
- Franz Anton Grieshaber (1725–1757), Glockengießer
- Jakob Bürgi (1737–1795), Landschaftsmaler und Verleger
- Vinzenz Ilger (1742–nach 1806), Benediktiner, Theologe, Philosoph, und Prior
- Johann Conrad Ergele (1750–1823), Lauten- und Geigenbauer
- Johann Fidel Erggelet (1751–1815), Hofrat und Finanzexperte in Wien
- Ferdinand Fechtig von Fechtenberg (1756–1837), Staatsminister in Wien
- Wilhelm Eisenlohr (1761–1810), badischer Oberamtmann
- Johann Nepomuk Amann (1765–1834), Hofarchitekt in Wien
- Josef Karl Kern (1766–1852), Jurist und Politiker
- Johann Baptist Jehle (1774–1847), Jurist und Schweizer Politiker in der Helvetik
- Anton Nombride (1799–1857), Verwaltungsjurist
- Fidelis Haiz (1801–1872), katholischer Theologe und Geistlicher
- Erhard Joseph Brenzinger (1804–1871), Historien- und Porträtmaler
- Joseph Bader (1805–1883), Archivrath, Geschichtsforscher (u. a. Badische Landesgeschichte)
- Konrad Hollinger (1815–1870), nach Amerika ausgewanderter Publizist
- Fidel Hollinger (1818–1889), Publizist
- Bernhard Federle (1820–1863), Maler
- Franz Lumpp (1821–1913), badischer Oberamtmann, Geheimer Regierungsrat
- Carl Frowin Mayer (1827–1919), Bürgermeister, Kreissekretär, Heimatforscher
- Otto von Ruppert (1841–1923), Landschafts- und Vedutenmaler
- Franziskus Maria vom Kreuze Jordan (1848–1918), katholischer Priester und Ordensgründer
- Heinrich Funck (1853–1932), Gymnasiallehrer, Philologe und Historiker
- Friedrich Faller (1856–1905), Reichstagsabgeordneter
- Ludwig Gamp (1856–1910), Bildhauer
- Georg Duffing (1861–1944), Ingenieur und Erfinder
- Konrad Beyerle (1872–1933), Rechtswissenschaftler und Politiker (Zentrum, BVP), Reichstagsabgeordneter
- Fritz Lubberger (1874–1952), Nachrichtentechniker und Pionier der Wähltechnik
- Helene Platenius (1874–1961), Politikerin (DDP)
- Hermann Dietsche (1884–1972), Bürgermeister, Politiker (CDU) und Landtagsabgeordneter
- Alfred Bernheim (1885–1974), deutsch-israelischer Fotograf
- Hermann Kupferschmid (1885–1975), in Waldshut geborener Maler und Radierer
- Heinrich Kaminski (1886–1946), Tiengener Komponist (u. a. Lehrer von Carl Orff)
- Heinrich Graser (1887–1957), Oberbürgermeister von Lörrach
- Karl Asal (1889–1984), geboren in Waldshut, Jurist und Hochschullehrer
- Fridolin von Senger und Etterlin (1891–1963), Offizier und Panzergeneral
- Hermann Frommherz (1891–1964), Jagdflieger im Ersten Weltkrieg
- Werner Meyer (1899–1977), Lehrer, Pädagoge, Ministerialbeamter und Hochschulleiter
- Werner Kern (1906–1985), Chemiker
- Joachim Straub (1907–1995), Politiker (CDU), Landtagsabgeordneter
- Maximilian Pahl (1908–1992), Physiker
- Joseph Straub (1911–1987), Biologe, Botaniker und Züchtungsforscher; Professor an der Universität zu Köln
- Martin Stoll (1920–2012), Unternehmer, Hersteller von Büromöbeln Sedus
- Hans Bausch (1921–1991), Journalist und Politiker, Landtagsabgeordneter, Intendant des Süddeutschen Rundfunks
- Dieter Martin (1921–2013), Flottillenadmiral
- Konrad von Kirchbach (1924–2020), Bauingenieur
- Heinz Duffner (1926–1984), Politiker (SPD), Landtagsabgeordneter´
- Otto Leible (1927–2004), Landrat von Lörrach
- Bernhard Maurer (1929–2009), evangelischer Theologe und Hochschullehrer
- Elmar Zimmermann (1930–1998), Lehrer, Heimatforscher, Autor und Künstler
- Alfred Paul Zeller (1931–2006), Übersetzer, Autor und Publizist
- Heinz Jordan (1933–2017), Jurist und Hochschullehrer
- Gerhard Preiß (1935–2017), Mathematikdidaktiker, Professor an der Pädagogischen Hochschule Freiburg
- Bernhard Grom (* 1936), Priester, Hochschullehrer
- Klaus Maier (1938–2017), Tischtennisspieler und -funktionär
- Peter Straub (* 1939), Politiker (CDU), Präsident des Landtages von Baden-Württemberg
- Werner Dörflinger (1940–2021), Politiker (CDU), Bundestagsabgeordneter
- Adalbert Weh (1940–2002), Theologe, Lehrer (Oberstudienrat) und Übersetzer
- Hans Jakob Wörner (1941–2002), Kunsthistoriker und Archäologe
- Wolfgang Eisenmenger (* 1944), Rechtsmediziner
- Berthold Riese (* 1944), Ethnologe und Archäologe im Bereich der Altamerikanistik
- Hartmut Wekerle (* 1944), Neurobiologe und Mediziner
- Winfried Vogt (1945–1989), Automobilrennfahrer
- Karlheinz Kögel (* 1946), Medien- und Touristikunternehmer
- Guntram Schultz (* 1947), Ingenieur, Hochschullehrer und Fachautor
- Ellis Huber (* 1949), Arzt und Gesundheitspolitiker
- Rainer Langfeldt (* 1950), Maler
- Irene Hoppenberg (* 1951), Künstlerin
- Manfred Emmenegger-Kanzler (* 1953), freischaffender Künstler im Bereich Keramik
- Olaf Van Gonnissen (* 1954), Gitarrist
- Klaus Hoggenmüller (* 1954), Theaterautor und Hochschullehrer
- Roland Kroell (* 1954), Wanderbuchautor, Minnesänger und Liedermacher
- Jörg Fritz (* 1960), Politiker (Bündnis 90/Die Grünen)
- Dieter Böhler (* 1961), römisch-katholischer Theologe
- Rita Schwarzelühr-Sutter (* 1962), Politikerin (SPD)
- Frank M. Scheelen (* 1962), Unternehmer
- Andreas Michel (* 1963), römisch-katholischer Theologe
- Hermann Binkert (* 1964), Politiker (bis 2014: CDU)
- Sascha Berst-Frediani (* 1964) Rechtsanwalt und Schriftsteller
- Gertrud Buchenrieder (* 1964), Sozialökonomin und Hochschullehrerin
- Thomas Dörflinger (* 1965), Politiker (CDU)
- Markus Freitag (* 1968), Professor für Vergleichende Kommunal- und Regionalpolitik an der Universität Konstanz
- Robert Jasper (* 1968), Extrembergsteiger
- Georg Leber (* 1968), Gymnasiallehrer- und direktor
- Christian Scharrer (* 1969), Koch
- Martin Dietrich (* 1971), Wirtschaftswissenschaftler
- Oliver Stein (* 1971), Schauspieler, Theaterregisseur und Performer
- Bernhard Jasper (* 1972), Kameramann
- Ralph Schulz (* 1973), Mister Germany 2003
- Florian Zumkeller (* 1979), Koch, mit einem Stern im Guide Michelin ausgezeichnet
- Peter Boch (* 1980), Politiker (CDU) und Oberbürgermeister Pforzheims
- Max Mutzke (* 1981), Sänger und Schlagzeuger, Teilnehmer am Eurovision Song Contest 2004
- Felix Schreiner (* 1986), Politiker (CDU)
- Johannes Flum (* 1987), Fußballspieler
- Christopher Zanella (* 1989), Schweizer Rennfahrer
- Squipon Bektasi (* 1990), Fußballspieler
- Nico Denz (* 1994), Radrennfahrer
- Varol Tasar (* 1996), Fußballspieler
- Tim Rühl (* 1998), Tennisspieler
- Noah Wagner (* 2005), Fußballspieler

### Sonstige Persönlichkeiten
- Steinmar (13. Jahrhundert), Minnesänger, ist im Alter als Bürger von Waldshut belegt
- Bilgeri von Heudorf (um 1406–1476), Lehen-Inhaber von Tiengen und Mitverursacher des Waldshuterkrieges
- Wilhelm Herter von Hertneck (1424–1477), Hauptmann von Waldshut und Führer der Niederen Vereinigung
- Johannes Gremper († nach 1491), Theologe, führte 1479 den Prozess der Hexe von Waldshut[80]
- Willibald Pirckheimer (1470–1530) befehligt 1499 als Kommandant reichsstädtisch-österreichische Truppen, abtrünnige Dörfer im Klettgau u. a. Rechberg werden eingenommen.
- Kunz Jehle (1480–1525), Führer im Deutschen Bauernkrieg, wurde nahe Waldshut hingerichtet.
- Christoph Fuchs von Fuchsberg (1482–1542), kaiserlicher Rat und Hauptmann, Verfasser des „Fuchsischen Vertrages“
- Balthasar Hubmaier (1485–1528), zunächst katholischer Pfarrer, dann Reformator in Waldshut, schließlich Begründer der Waldshuter Täufergemeinde, wurde in Wien als Ketzer verbrannt
- Elieser Ben Naphtali Herz Treves (1498–1567), Rabbiner, Drucker und Verleger kabbalistischer Schriften
- Hans Rebmann (1499–1568), reformierter Theologe
- Dorothea Merck († 1579), Opfer der Hexenverfolgung
- Johann Franz von Schönau (1619–1656), Fürstbischof von Basel, ließ sein Herz in Waldshut begraben
- Johann Jakob Franz Vicarius (1664–1716), Arzt und Toxikologe, Stadtphysikus in Waldshut und Professor in Konstanz und Freiburg
- Karl Nicolaus Lange (1670–1741), Arzt und Mineraloge, Stadtphysikus in Waldshut und Luzern
- Maria Grießer (um 1640–19. Dezember 1682), Opfer der Hexenverfolgung
- Johann Baptist Waltpart (vor 1690–nach 1727), Drucker und Verleger in Waldshut
- Johann Christoph Gockel ab 1706 in Tiengen als kleggauischer Landesphysikus und Chirurg tätig
- Jakob Glanz (18. Jahrhundert), Bildschnitzer
- Joseph Dietsche (1708–1752), Bildhauer
- Gotthard Hilzinger (1718–1781), Kirchenmaler
- Franz von Spaun (1753–1826), Jurist, Waldvogt, Mathematiker und Schriftsteller
- Mathias Föhrenbach (1766–1841), badischer Politiker
- Sebastian Fahrländer (1768–1841), Arzt und helvetischer Politiker, Stadtphysikus in Waldshut
- Philipp Jakob Nabholz (1782–1842), Reformpädagoge, Pfarrverweser im Ortsteil Waldkirch 1814–1822
- Franz Peter Buhl (1809–1862) war 1844 Abgeordneter in der Badischen Ständeversammlung für den Wahlkreis Waldshut.
- Friedrich Hecker (1811–1881), Rechtsanwalt und exilierter Revolutionär, wurde spontan aber absentiert in Tiengen in die Nationalversammlung gewählt – und nicht zugelassen
- Richard Stocker (1832–1918), Großherzoglicher Rechnungsrat und Oberrevisor der Stadt Waldshut, „Hegausänger“ (Tenor)er war befreundet mit Joseph Victor von Scheffel, er starb in Waldshut
- Heinrich Hansjakob (1837–1916), katholischer Volksschriftsteller unterrichtete 1865–1969 an der Bürgerschule in Waldshut, Verfasser der Geschichte des Waldshuter Krieges
- Ernst Adolf Birkenmayer (1842–1916) Landgerichtsdirektor und Heimatforscher, schrieb die Geschichte der Stadt Waldshut
- Philipp Manning (1869–9. April 1951 in Tiengen) war ein britisch-deutscher Schauspieler und Intendant
- Heinrich Feurstein (1877–1942), Priester, war von 1899 bis 1900 Vikar in Tiengen
- Adolf Hildenbrand (1881–1944), Maler, Dozent an der Kunstgewerbeschule Pforzheim, Freimaurer
- Jacob Picard (1883–1967), Schriftsteller, Schilderer des Tiengener Landjudentums seiner Großeltern
- Leo Peukert (1885–1944 in Tiengen), Theater- und Filmschauspieler sowie Filmregisseur
- Hermann Simon (1896–14. November 1948 in Waldshut), Komponist
- Karl-Friedrich Merten (1905–1993 in Waldshut-Tiengen), Marineoffizier und U-Boot-Kommandant im Zweiten Weltkrieg
- Günther Voellner (1910–1999), Lehrer, Maler, Zeichner und Graphiker
- Egon Arno Bräunlich (1919–2001), Apotheker, Maler und Künstler
- Herbert Tröndle (1919–2017), Jurist (Autor des bekanntesten Kommentars zum StGB), lebte in Waldshut
- Lieselotte Voellner-Gallus (1919–2003), Ärztin und Bildhauerin
- Gerhard Mayer-Vorfelder (1933–2015), war ab 1943 Schüler am Realprogymnasium in Waldshut
- Armin Ayren (1934–2024), Schriftsteller, war Lehrer für Deutsch und Französisch am Wirtschaftsgymnasium in Waldshut
- Norbert Nothhelfer (* 1937), Regierungspräsident des Regierungsbezirks Freiburg, war von 1971 bis 1979 Landrat und von 1976 bis 1977 Bundestagsabgeordneter von Waldshut
- Lars Freudenthal (* 1973), Journalist und Schriftsteller, aufgewachsen in Waldshut
- Alina Wichmann (* 1985), aufgewachsen in Waldshut

### Zu Waldshut
- Stadt Waldshut-Tiengen (Hrsg.): Geschichte der Stadt Waldshut. Band 1: Waldshut, die habsburgische und vorderösterreichische Stadt bis zum Übergang an Baden. 1. Auflage. 2009, ISBN 978-3-89870-507-3.
- Stadt Waldshut-Tiengen (Hrsg.): Geschichte der Stadt Waldshut. Band 2: Waldshut im 19. Jahrhundert. Lebensbilder aus einer Großherzoglichen Amtsstadt. 1. Auflage. 1999, ISBN 3-933784-10-7.
- Stadt Waldshut-Tiengen (Hrsg.): Geschichte der Stadt Waldshut. Band 3: Waldshut im 20. Jahrhundert. Konstanten und Umbrüche seit dem Ersten Weltkrieg. 1. Auflage. 2004, ISBN 3-89870-161-1.
- Waldshut von Besuchern aus aller Welt erlebt und beschrieben. Kunstverlag Josef Fink, Lindenberg 2010, ISBN 978-3-89870-662-9.
- Joseph Ruch: Geschichte der Stadt Waldshut. Waldshut 1966, OCLC 46653810.
- Rosa Micus: Balthasar Hubmaier, die Juden und die Täufer. Zum Wirken Hubmaiers in Regensburg und in Waldshut. In: Verhandlungen des Historischen Vereins für Oberpfalz und Regensburg. Band 160, 2020, ISSN 0342-2518, S. 137–152.
- Franz Xaver Kraus: Die Kunstdenkmäler des Großherzogthums Baden. Band III: Kreis Waldshut. Freiburg i. Br. 1892, S. 157–167. (online auf: digi.ub.uni-heidelberg.de)

### Zu Tiengen
- Heinz Voellner: Die alte Klettgauhauptstadt Tiengen. Entwicklung und Gestalt. In: Badische Heimat. 33. Jahrgang, 1953, Heft 2, S. 87–100. PDF
- Franz Schmid (Hrsg.): Stadt Tiengen (Hochrhein): Der Klettgau. 1971; mit Beiträgen von Ruth Blum, Eugen Fürstos, Richard Gäng, Josef Hirt-Elmer, Josef Isele, Helmut Maurer, Ludwig Mayer, Emil Müller-Ettikon, Heinrich Münz, Helmut Naumann, Alois Nohl, Alfons Peter, Ernst Rüedi, Franz Schmid, Karl Schwarzenberg, Ignatz Stein, Heinz Voellner, Karl Friedrich-Wernet und Hans Jakob Wörner.
- Heinz Voellner: Tiengen Bilder einer alten Stadt. 1987, OCLC 313312155.
- Irma Schuster: Wie die Leute früher in Tiengen lebten, liebten, litten und lachten. 1996, OCLC 891755599.
- Dieter Petri: Die Tiengener Juden, (und die Waldshuter Juden) (= Schriften des Arbeitskreises für Regionalgeschichte e. V. Nr. 4). Konstanz/Zell a. H. 1984, ISBN 3-9800740-0-5.
- Franz Xaver Kraus: Die Kunstdenkmäler des Großherzogthums Baden. Band III:  Kreis Waldshut. Freiburg i. Br. 1892, S. 152–156. (online auf: digi.ub.uni-heidelberg.de)